# Breslau
Breslau (polnisch Wrocław [ˈvrɔtswaf]; ⓘ, schlesisch Brassel, lateinisch Vratislavia oder Wratislavia) ist die Hauptstadt der polnischen Woiwodschaft Niederschlesien. Sie ist zugleich Verwaltungssitz des Powiat Wrocławski. Gemessen an der Einwohnerzahl ist Breslau nach Warschau und Krakau sowie vor Łódź die drittgrößte Stadt in Polen.
Als Hauptstadt von Schlesien ist die kreisfreie Großstadt an der Oder Sitz eines römisch-katholischen Erzbischofs und eines evangelischen Diözesanbischofs. Mit zahlreichen Unternehmen, Hochschulen, Forschungsinstituten, Theatern und Museen bildet Breslau das wirtschaftliche, kulturelle und wissenschaftliche Zentrum Niederschlesiens.
In seiner wechselvollen Geschichte hatte Breslau seit dem 13. Jahrhundert bis zum Ende des Zweiten Weltkrieges eine mehrheitlich deutschsprachige Bevölkerung. Nach dem Tod des letzten Piastenherzogs Heinrich VI. 1335 hatte Breslau Böhmen, und damit dem Heiligen Römischen Reich, angehört, zeitweise auch Ungarn. Ab 1526 gehörte Breslau zur Habsburgermonarchie, später zu Preußen und zum Deutschen Reich. Im Jahr 1945 wurde Breslau gemäß dem Potsdamer Abkommen unter polnische Verwaltung gestellt. Diese vertrieb bis 1948 die gesamte deutsche Bevölkerung Breslaus und besiedelte die Stadt mit Polen, die meist aus Zentralpolen oder aus den an die Sowjetunion gefallenen Landesteilen kamen. Die De-facto-Zugehörigkeit zu Polen wurde 1970 mit dem Warschauer Vertrag anerkannt und schließlich 1991 auch formell mit dem Zwei-plus-Vier-Vertrag bestätigt. Mit ihren zahlreichen historischen Bauten, Parkanlagen und Plätzen ist die Stadt Anziehungspunkt für Besucher aus aller Welt. Breslau war 2012 einer der Austragungsorte der Fußball-Europameisterschaft und 2016 Kulturhauptstadt Europas sowie Verleihungsort des Europäischen Filmpreises.

## Geografie

### Topografische Lage

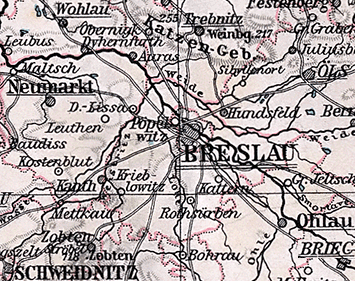
Breslau und seine Nachbarorte auf einer Landkarte von 1905

Breslau liegt in der niederschlesischen Tiefebene am Oberlauf der Oder auf einer Höhe von 111 m n.p.m. zwischen dem Höhenzug des Katzengebirges im Norden und den Ausläufern der Sudeten im Süden. Vier Nebenflüsse der Oder fließen durch das Stadtgebiet: Ohle (Oława), Lohe (Ślęza), Weide (Widawa) und Schweidnitzer Weistritz (Bystrzyca). Gebaut zwischen zahlreichen Kanälen, liegt die Stadt auf zwölf Inseln, verbunden durch 100 bis 300 Brücken, je nach zugrunde gelegten Kriterien. Wegen der vielen Brücken und Stege wird die Stadt auch Venedig Polens genannt.

### Stadtgebiet

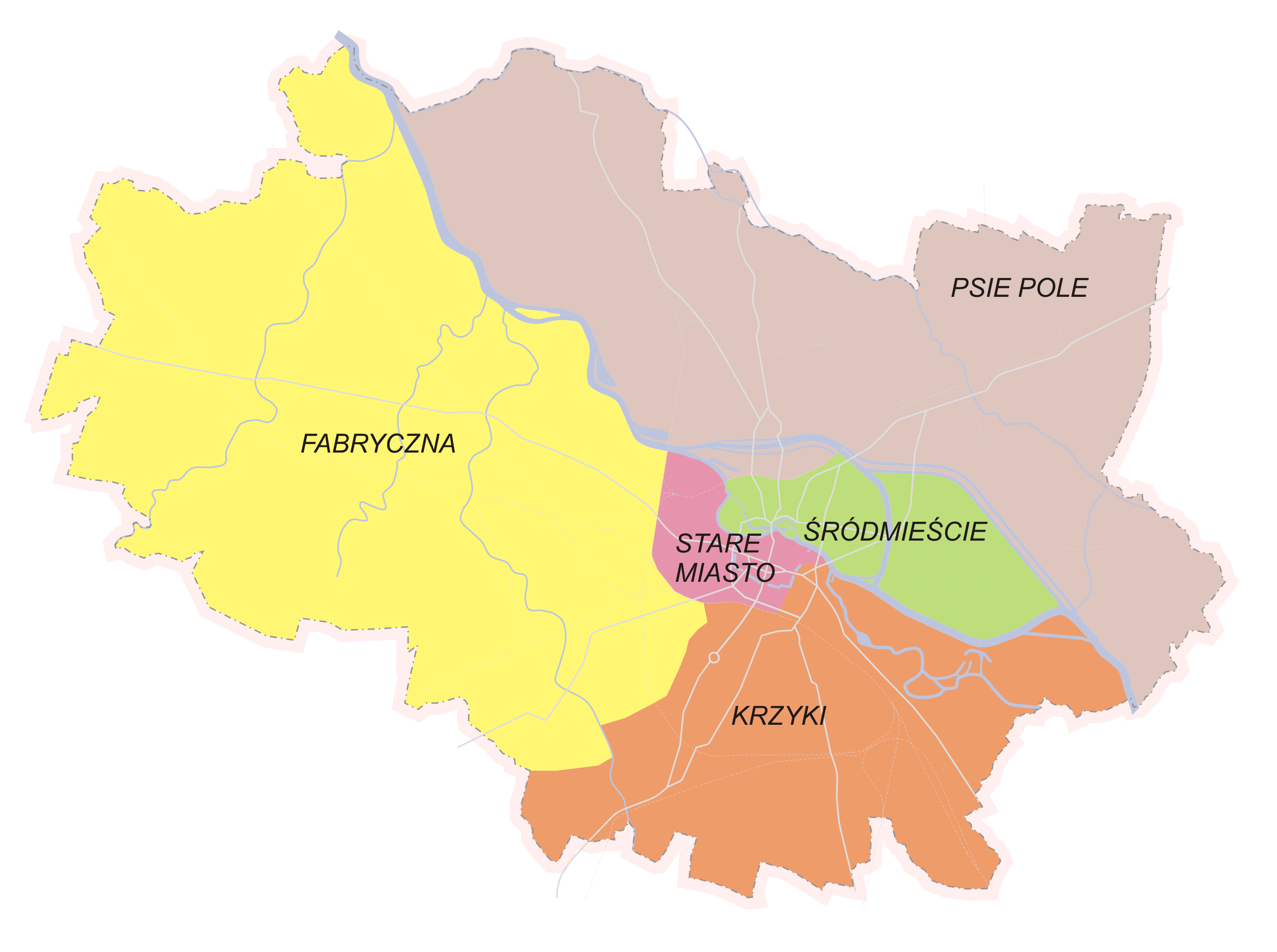
Karte der Stadtbezirke

Die Stadt erstreckt sich auf einer Fläche von 293 km², wovon 114 km² (39 %) bebaut sind. Davon sind 29 km² reine Wohnbebauung. Breslau ist die Großstadt mit den meisten Grünflächen in Polen: auf jeden Einwohner entfallen 25 m² Grünfläche.

### Stadtgliederung
Breslau gliedert sich in fünf Stadtbezirke, deren administrative Bedeutung nach der Verwaltungsreform 1990 zugunsten der Stadtverwaltung weitgehend abgebaut wurde.
| Stadtbezirk               | Ausdehnung                                                       | Fläche (km²) | Einwohner 30.06.2008 |
| ------------------------- | ---------------------------------------------------------------- | ------------ | -------------------- |
| Stare Miasto (Altstadt)   | Altstadt mit Nicolai- und Schweidnitzer Vorstadt                 | 6,8          | 54.884               |
| Śródmieście (Innenstadt)  | Innenstadt rechts der Oder mit Dominsel und Elbing               | 16,0         | 122.647              |
| Psie Pole (Hundsfeld)     | alle Vororte nördlich der (neuen) Oder                           | 97,7         | 92.904               |
| Krzyki (Krietern)         | Innenstadt und Vororte südlich der alten Oder und Altstadt       | 54,3         | 165.592              |
| Fabryczna (Fabrikviertel) | Mischgebiete, Außenbezirke und Vororte im Westen, links der Oder | 118,9        | 196.776              |

### Nachbarstädte
| Wołów        | Posen                                       | Ostrów Wielkopolski |
| Środa Śląska | Kompassrose, die auf Nachbargemeinden zeigt | Namysłów            |
| Wałbrzych    | Ziębice                                     | Opole               |

### Klima
Breslau liegt in der gemäßigten Zone. Das Klima in der Region ist geprägt durch kühle Winter und warme Sommer. Der Juli (Ø 25,5 °C) ist der wärmste Monat und der Januar der kälteste (Ø 2,9 °C). Breslau ist eine der wärmsten Städte in Polen. Das Klima in Breslau ähnelt z. B. dem von Berlin und weist im Vergleich etwas kältere und trockenere Wintermonate auf bei einem ähnlichen mittleren Jahresniederschlag (Ø 539 mm). Der Kälterekord in Breslau (minus 32,0 °C) wurde am 11. Februar 1956 gemessen und ein Hitzerekord am 8. August 2015 während der Hitzewellen in Europa 2015: 38,9 °C. Der Sommer ist mit Höchstwerten um 25 °C warm; an durchschnittlich 56 Tagen werden 25 °C bis 30 °C, an durchschnittlich 12 Tagen über 30 °C gemessen. Dazu ist es leicht wechselhaft mit gelegentlichen Schauern oder Gewittern, jedoch ist dies mit täglich sieben bis acht Stunden auch die sonnenreichste Zeit.
|                        | Jan  | Feb  | Mär | Apr  | Mai  | Jun  | Jul  | Aug  | Sep  | Okt  | Nov | Dez  |   |      |
| Mittl. Temperatur (°C) | −0,1 | 0,9  | 4,3 | 9,6  | 14,4 | 17,5 | 19,7 | 19,2 | 14,5 | 9,4  | 4,6 | 1,0  | ⌀ | 9,6  |
| Mittl. Tagesmax. (°C)  | 2,9  | 4,5  | 8,9 | 15,2 | 20,2 | 23,2 | 25,5 | 25,2 | 20,0 | 14,2 | 8,1 | 3,9  | ⌀ | 14,4 |
| Mittl. Tagesmin. (°C)  | −3,4 | −2,7 | 0,0 | 3,8  | 8,4  | 11,8 | 13,8 | 13,3 | 9,3  | 5,1  | 1,2 | −2,2 | ⌀ | 4,9  |
|                        |      |      |     |      |      |      |      |      |      |      |     |      |   |      |
| Niederschlag (mm)      | 29   | 24   | 36  | 32   | 59   | 62   | 95   | 59   | 46   | 36   | 32  | 29   | Σ | 539  |
|                        |      |      |     |      |      |      |      |      |      |      |     |      |   |      |
| Sonnenstunden (h/d)    | 1,8  | 2,9  | 4,2 | 6,6  | 8,0  | 8,2  | 8,3  | 8,1  | 5,6  | 3,8  | 2,1 | 1,6  | ⌀ | 5,1  |
|                        |      |      |     |      |      |      |      |      |      |      |     |      |   |      |
| Regentage (d)          | 8    | 7    | 7   | 8    | 9    | 9    | 10   | 10   | 7    | 8    | 8   | 8    | Σ | 99   |
|                        |      |      |     |      |      |      |      |      |      |      |     |      |   |      |
| Luftfeuchtigkeit (%)   | 84   | 80   | 76  | 69   | 70   | 70   | 72   | 71   | 77   | 82   | 86  | 85   | ⌀ | 76,8 |

| −3,4 |

| −2,7 |

| 0,0 |

| 3,8 |

| 8,4 |

| 11,8 |

| 13,8 |

| 13,3 |

| 9,3 |

| 5,1 |

| 1,2 |

| −2,2 |

| −3,4 |

| −2,7 |

| 0,0 |

| 3,8 |

| 8,4 |

| 11,8 |

| 13,8 |

| 13,3 |

| 9,3 |

| 5,1 |

| 1,2 |

| −2,2 |

## Geschichte

### Vorgeschichte und Ersterwähnung
Die Region Schlesien, in der Breslau liegt, fand erstmals bei Tacitus um das Jahr 98 Erwähnung sowie um 150 bei Ptolemäus in seinem Werk zur Germania magna. Im 4. und frühen 5. Jahrhundert siedelte in der Umgebung des späteren Breslau der Wandalenstamm der Silinger. Der slawische Stamm der Slezanen siedelte sich im 6. Jahrhundert an der Oder an und errichtete auf der Dominsel (eine zwischen den mehrfach sich verzweigenden Oderarmen gelegene Insel im Zentrum Breslaus, deren ursprüngliche Insellage 1771 durch Zuschüttung eines Oderseitenarms verlorenging) eine Burganlage, welche im frühen 10. Jahrhundert vom böhmischen Fürsten Vratislav I. (ein auch Bratislaus oder Wratislaus genannter Przemyslide) gesichert wurde. Ob sich der Name „Schlesien“ vom germanischen Stamm der Silinger oder vom slawischen Stamm der Slezanen ableitet, ist umstritten.
Der Name Wortizlawa oder Wratislawa wurde erstmals um das Jahr 900 erwähnt und bezeichnete eine slawische Marktstadt. Sie befand sich auf einer Insel in der Nähe dreier Nebenflüsse der Oder. Im Jahr 990 eroberte der polnische Piasten-Herzog Mieszko I. Breslau und ganz Schlesien. Sein Sohn Bolesław der Tapfere errichtete im Jahr 1000 das Bistum Breslau (Akt von Gnesen). Er ließ etwa zeitgleich die erste herzogliche Burg auf der Dominsel erbauen, etwa an der Stelle der späteren Martinskirche. Kurz darauf wurde innerhalb der Burganlage mit dem Bau des Domes begonnen. Das befestigte Gebiet um die Burg war schon damals eine kleine Stadt, in der etwa 1000 Menschen wohnten.
In der Schlacht gegen Bolesław III. Schiefmund unterlag Kaiser Heinrich V. im Jahr 1109, das Schlachtfeld wurde als Hundsfeld bekannt. Nach Bolesławs Tod im Jahre 1138 wurde Breslau im Rahmen der Senioratsverfassung Hauptstadt des bis 1201 polnischen Teilfürstentums Schlesien. Wenig später ließen sich die ersten deutschen Siedler am Südufer des Flusses nieder, an der Stelle der späteren Universitätsgebäude. Nachdem 1202 das für Polen geltende Senioratsprinzip aufgeweicht wurde, erlosch die staatsrechtliche Verbindung des Herzogtums Schlesien zu Polen noch nicht. So waren auch die schlesischen Herzöge Heinrich I. (Herzog ab 1201, Princeps ab 1232) und Heinrich II. (ab 1238) Seniorherzöge von Polen. Als das Herzogtum Schlesien 1249 unter Boleslaw II. (ebenfalls polnischer Seniorherzog) geteilt wurde, wurde Breslau Hauptstadt des Herzogtums Breslau. Erster Herzog von Breslau war Heinrichs II. zweitgeborener Sohn Heinrich III. Dessen Sohn Heinrich IV. war 1288–1290 der letzte Seniorherzog von Polen vor Przemysł II. aus Großpolen, der dann die polnische Königswürde wiederherstellte.
Während der Mongolenangriffe wurde Breslau 1241 zerstört, jedoch in den folgenden 20 Jahren durch deutsche Siedler wieder aufgebaut. So erhielt Breslau im Jahr 1261 das Magdeburger Stadtrecht.

### Unter den Piasten

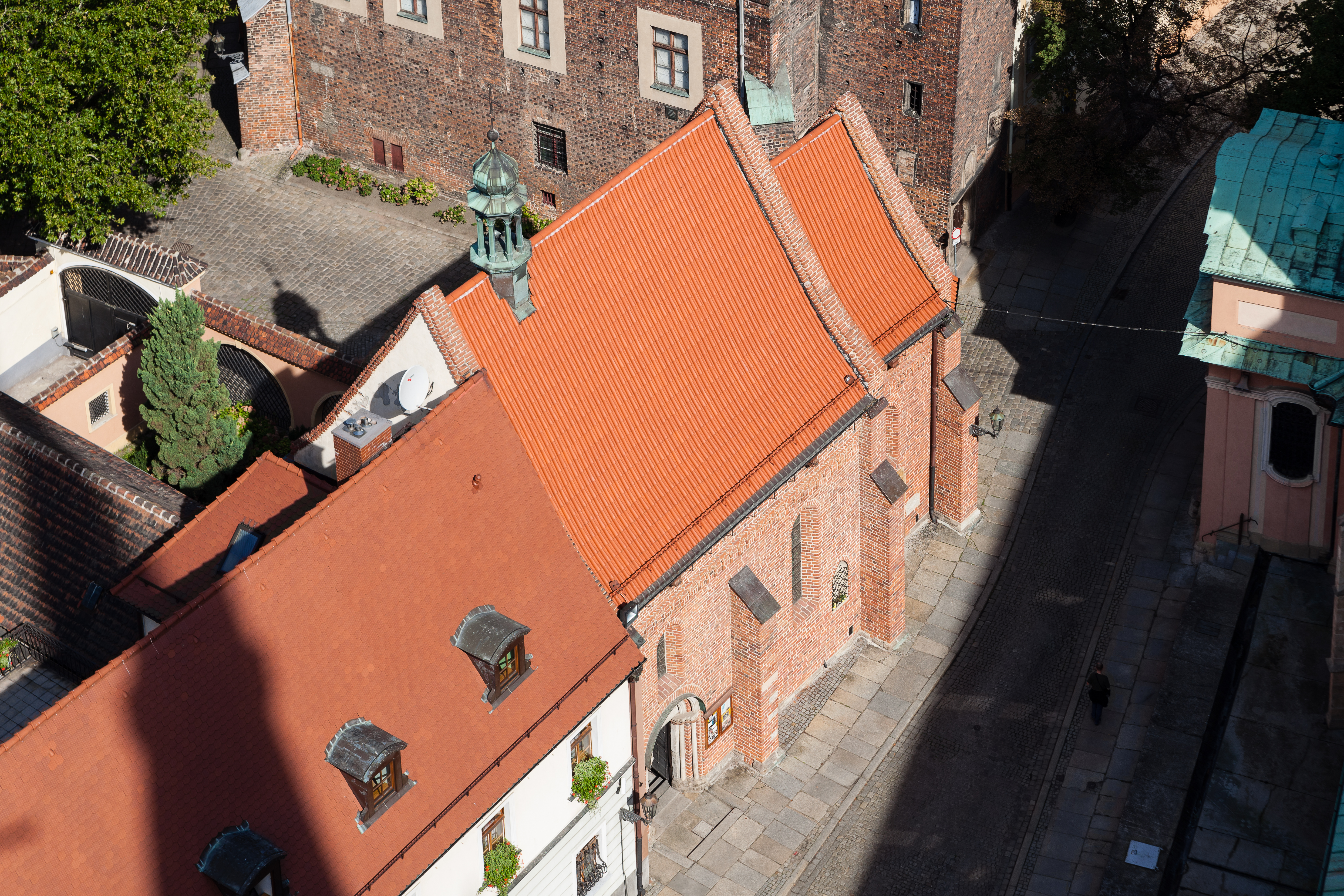
Kirche St. Ägidien, erbaut 1220 – das älteste erhaltene Gebäude in der Stadt

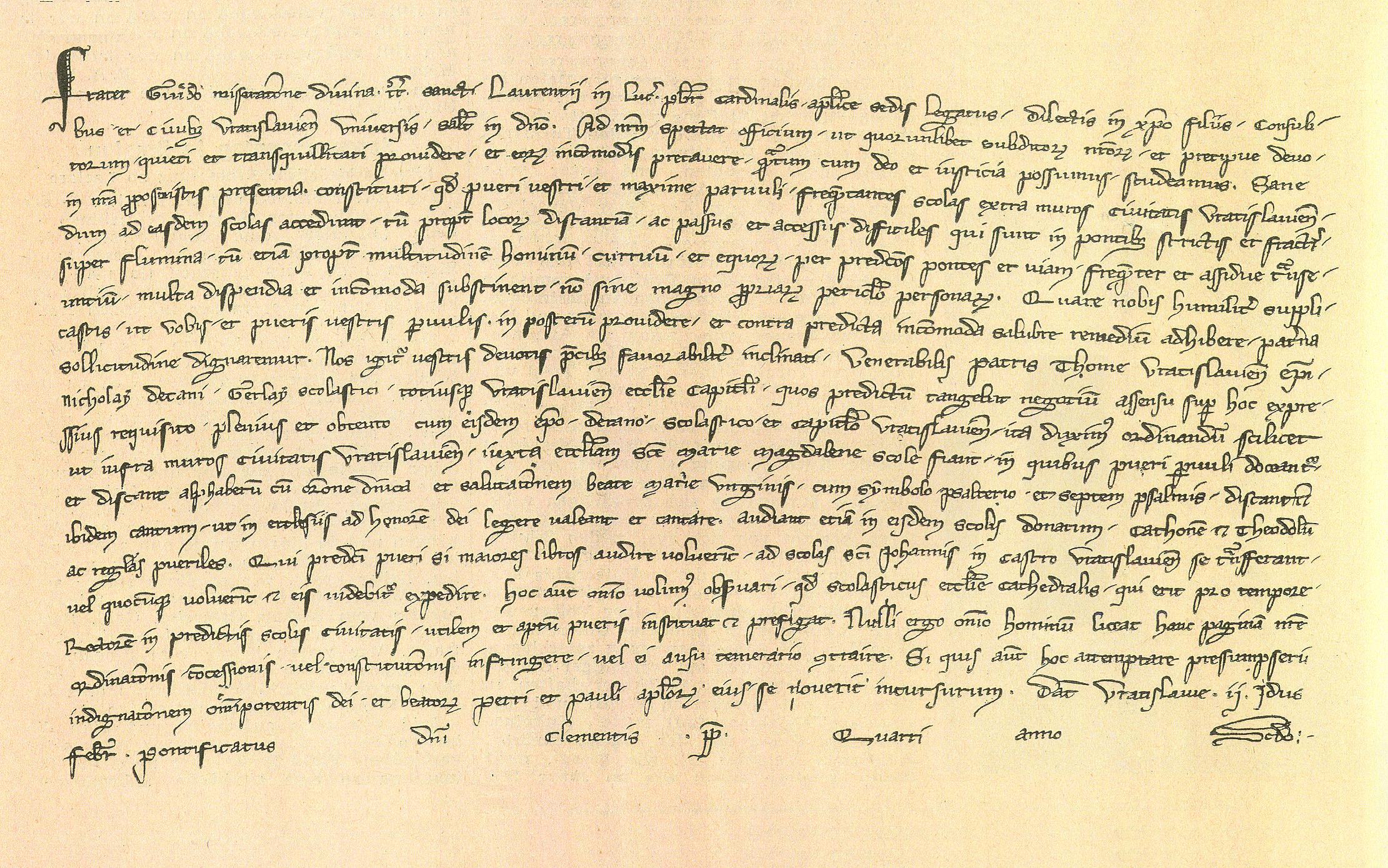
Gründungsurkunde des Maria-Magdalenen-Gymnasium aus dem Jahr 1267

Nach der Eroberung der Stadt durch Herzog Mieszko I., den Begründer der Piastendynastie in Polen, im Jahr 990 wurde Breslau Teil des Königreichs Polen. Zehn Jahre später gründete der Kaiser des Heiligen Römischen Reiches Otto III. durch den Akt von Gnesen das Bistum Breslau als Suffragan des Erzbistums Gnesen. Zuvor hatte der spätere König Bolesław I. sich maßgeblich dafür eingesetzt. Im Jahr 1138 wurde die Stadt Breslau im Rahmen der Senioratsverfassung zur erblichen Teilung des Reiches Hauptstadt des Teilfürstentums Schlesien. Danach gründeten die Nachkommen von Władysław dem Vertriebenen, Bolesław der Lange und Mieszko Kreuzbein im Jahr 1163 das Herzogtum Breslau. Die Einheit der Teilfürstentümer, das Seniorat Polen, verlor ab diesem Zeitpunkt immer weiter an Macht, da es durch viele innere Unruhen und Streitigkeiten zwischen einzelnen Fürsten geprägt war. Das Seniorat zerfiel fortan immer stärker und die einzelnen Fürstentümer wurden immer unabhängiger voneinander. Dennoch blieben die Verbindungen der schlesischen Linie der Piasten zu ihren Vettern in den anderen polnischen Regionen erhalten, und Breslau gehörte als Teil des Herzogtums Schlesien im Rahmen der Corona Regni Poloniae weiterhin zu Polen. Noch der Breslauer Herzog Heinrich IV. war von 1288 bis 1290 Seniorherzog von Polen, der letzte vor Przemysł II., der sich wieder zum König von Polen krönen ließ.
Um 1150 wurde die Sandinsel bebaut. Im Zeitraum 1163–1200 wurde die herzogliche Burg an der Oder am späteren Platz der Universität errichtet. Unter ihrem Schutz stand die Judenstadt. Weitere frühe Siedlungskerne waren der Elbing, dann eine Ansiedlung von Wallonen um die Mauritiuskirche und das Dorf Nabitin um die Nikolaikirche am Nikolaiplatz (seit 1945 Plac św. Mikołaja). Fürst Jarosław von Oppeln-Neiße, Halbbruder Heinrichs des Bärtigen, wurde im Jahr 1198 zum Bischof des Bistums Breslau gewählt, das die weltliche Macht an den Fürstentümern Ottmachau und Neisse besaß. Als er 1201 starb, vermachte er sein Fürstentum dem Stift Breslau. Fortan wurden Breslauer Bischöfe Fürstbischöfe, die bis 1811 Territorialgewalt besaßen, danach jedoch nur noch Titular-Fürstbischöfe waren. Nach dem Abzug der eingefallenen Mongolen unter Ögedei Khan wurde die deutsche Kaufmannsstadt um den Ring planmäßig neu angelegt, da die Zuwanderung von Deutschen für den Wiederaufbau des Landes wichtig war. Am 16. Dezember 1261 verliehen Herzog Heinrich III. von Schlesien und dessen Mitregent Wladislaw Breslau das Magdeburger Stadtrecht. Fünf Jahre später wurde die Bezeichnung „Bresslau“ erstmals für die Stadt benutzt. Im Jahr 1327 bestimmte Heinrich VI. als letzter Herzog von Schlesien aus dem Haus der Schlesischen Piasten unter Mitwirkung des Rates den böhmischen König Johann von Luxemburg, auch Johann der Blinde genannt, als seinen Erben. Im Vertrag von Trentschin verzichtete König Kasimir der Große 1335 zu dessen Gunsten auf die Oberhoheit über Schlesien.

### Neuaufbau nach dem Mongolensturm 1241 durch den Stadtgründer Heinrich
An der Stelle, an der Breslau unter dem Namen Wratislavia nach dem Mongolensturm von 1241 gegründet wurde, hatte zuvor eine deutsche Gemeinde bestanden, die nach Pusch „sich wahrscheinlich aus deutschen Kaufleuten zusammensetzte und die schon Anfang des 13. Jahrhunderts so stark war, daß sich der Piastenherzog Heinrich I. veranlasst sah, einen deutschen Schultheiß einzusetzen“. 1214 war ein Träger des Namens Godinus als Schultheiß der deutschen Gemeinde eingesetzt. Es gab im Gebiet, auf dem Breslau entstand, vor seiner Begründung mehrere Ansiedlungen, u. a. von Wallonen, Falknern in „villa falconariorum“ (Sokolnice, Zocholnice, Tocholnitz), sicherlich auch Polen, und eine dieser verschiedenen, auseinanderliegenden Ansiedlungen bestand aus Deutschen, die sich zu einer deutschen Gemeinde zusammengeschlossen hatten. Nach Colmar Grünhagen wurde die Aussetzung der Städte nach deutschem Recht meist einem Adeligen aus der Umgebung der Fürsten übertragen, der für seine Mühewaltung eine Reihe von Vorteilen erhielt. Die Vogtei sowohl der Altstadt als auch der Neustadt befand sich in den Händen von Bürgern wie den Geschlechter Schertelzan und Stillvogt. Breslau wurde nach dem Mongolensturm von 1241 gegründet, das Magdeburger Recht erhielt es erst 1261, nachdem sich die Bürgerschaft ihre Obrigkeit selbst wählte. Bis dahin war es Sache des Herzogs gewesen, einen Schultheiß einzusetzen, der als Vogt mit den vom Herzog ernannten Seniores, den Angesehensten der Bürgerschaft, die Stadt regierte. Godinus ist als ein solcher für 1214 nachgewiesen, gefolgt 1229 von seinem Sohn Alexander. Familiennamen kannte man in dieser Epoche noch nicht. Erst im Laufe des 13. Jahrhunderts wurde die Annahme von Familiennamen Allgemeinheit. Die Nachkommen der vorgenannten Vögte Godinus und Alexander nahmen dann den Namen Stillvogt (Stillevogt, Stillvoyt, Stillvoit) an, wobei der Name von den gewesenen Vögten, die stillen Vögten, abgeleitet sein dürfte. Von Schultheiß Alexander, der vom Herzog Schottwitz (heute Sołtysowice genannt) und Rosenthal (heute Stadtteil Różanka) bei Breslau erhielt, stammen fünf Söhne ab:
1. Heinrich ohne Familiennamen, Gründer der Stadt Breslau nach dem Mongolensturm von 1241 und deren erster Erbvogt. Nach Pusch ist eine adelige Herkunft nicht zu beweisen. Auch Grünhagen hat ihn nicht für adelig gehalten.[17] Pusch unterstellt, daß er einer Kaufmannsfamilie entstammte, denn er hielt seinen Vater Alexander für einen deutschen Kaufmann. Aus Urkunden weiß man, daß er als advocatus Wratislaviensis 1254 als Erster unter den Scabini Wratslaviensis[18] genannt ist. Als Zweiter ist „frater ejus Sifridus“ verzeichnet, und sechster Scabini ist Gotkinus, Bruder Heinrichs und Sifridus. Alle drei waren Söhne des Schultheiß Alexander und alle drei waren Schöffen, bevor 1261 das Magdeburger Recht eingeführt wurde.[13] Es scheint, daß man sich schon vorher nach diesem gerichtet hat. Man will wissen, daß ihm für seine Tätigkeit als Erbvogt das Burgfeld und eine Mühle überlassen wurden.[13] Von ihm sind drei Söhne bekannt geworden:
  1. Heinrich der Jüngere folgte 1262 seinem Vater Heinrich als zweiter Erbvogt, nunmehr unter dem 1261 eingeführten Magdeburger Recht. Dieses Amt hat er bis 1272 wahrgenommen. 1275 wurde es durch Heinrich IV. (Schlesien) abgelöst und gegen die Güter Lohe (jetzt Ślęza (Kobierzyce), wo noch ein Schloss Dwór w Ślęzy erbaut von Nicolaus von Waldau steht Schloss Lohe) und Lukowitsch (Laugwitz, jetzt genannt Łukowice Brzeskie) ausgetauscht. Als Heinrich weiteren Besitz in Waldau erwarb, nannte er sich fortan „von Waldau“ und wurde zum Stammvater des Uradels von Waldau, der noch besteht, aber nicht mit Waldow (Adelsgeschlecht) zu verwechseln ist. Heinrich der Ältere hatte noch zwei weitere Söhne;
  2. Alexander
  3. Siegfried (urkundlich 1262)
2. Gotke, wurde der Lokator von Krakau, danach Erbvogt der neben der Altstadt Breslau gegründeten Neustadt und begründete unter dem Namen Stillvogt eine eigene Familie von vier Generationen, aus der, mit ihm, vier Ratsherren der Stadt Breslau hervorgegangen sind.[13]
3. Sifridus. Mit seinen Brüdern Heinrich und Gotke war er 1254 Schöffe noch vor der Einführung des Magdeburger Rechts.
4. Johann, möglicherweise früh verstorben.
5. Konrad, erhielt von seinem Vater Rosenthal und wurde Vater von Zacharias, der, noch ohne Familienname, eine Tochter von Engelger, ebenfalls noch ohne Familienname, heiratete. Dieser wurde 1269 Bürger in Breslau, 1280, 1290 und 1298 Konsul im Rat der Stadt und 1293 Schöffe. Er war Besitzer einer Mühle und des Dorfes Sacherwitz (Zachariae villa), heute Zacharzyce genannt. Konrad wurde Bürger von Schweidnitz (heute Schweidnitzer Vorstadt) und sein Enkel wurden die Stammväter der Familien Sachenkirch und Sachwitz.[13]

Aus Breslau ist aus dem Jahr 1329 der erste Arbeitskampf im Gebiet des Heiligen Römischen Reiches urkundlich überliefert. Die Gürtlergesellen verabredeten, ein Jahr lang bei keinem Meister in der Stadt zu arbeiten. Diese wiederum vereinbarten, dass derjenige eine Geldbuße an den Rat der Stadt zu zahlen habe, der einem der Streikenden Arbeit geben oder ihn in seine Familie aufnehmen würde. Der Anlass für diesen Arbeitskampf ist nicht bekannt.

### Unter böhmischer und ungarischer Hoheit

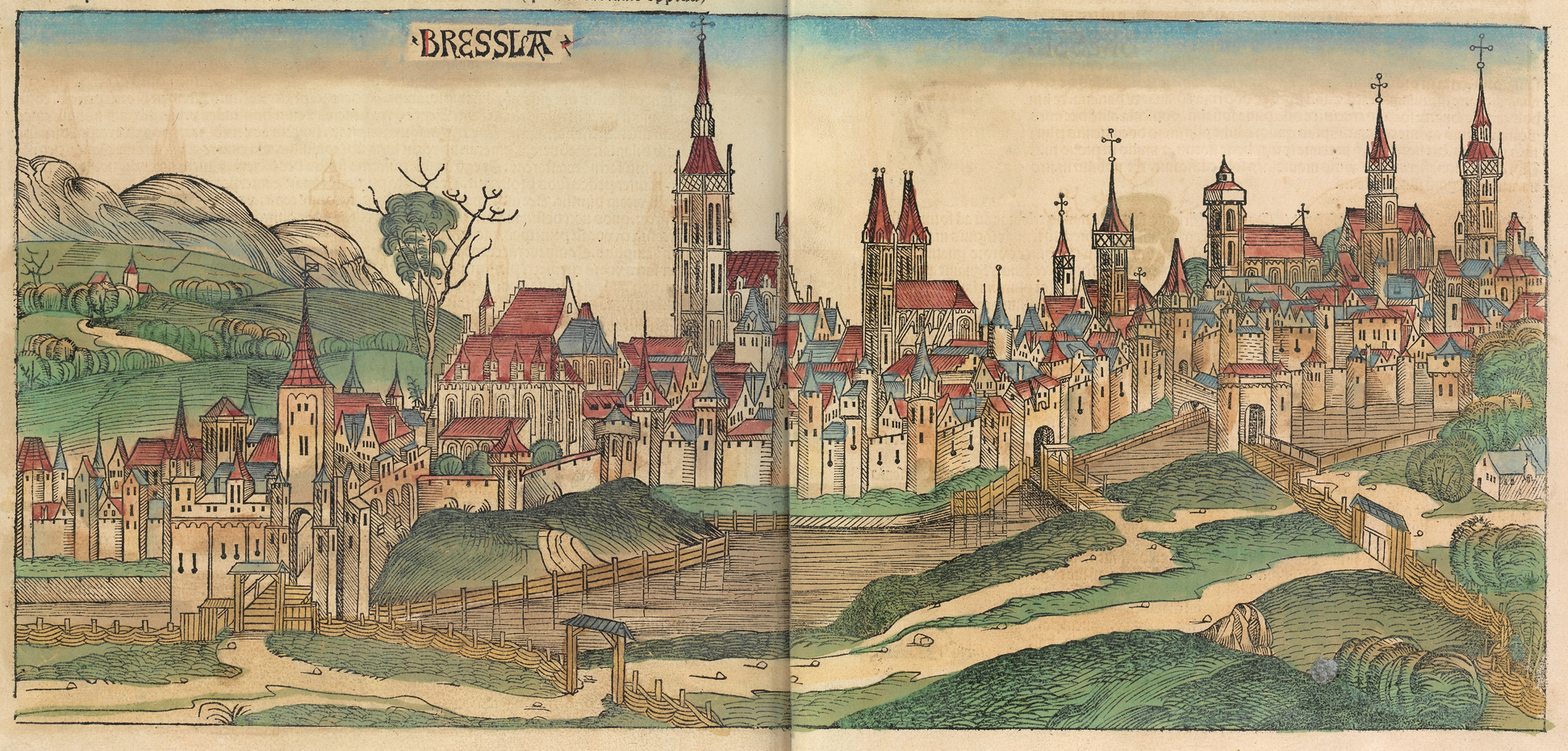
Stadtansicht in der Schedelschen Weltchronik von 1493

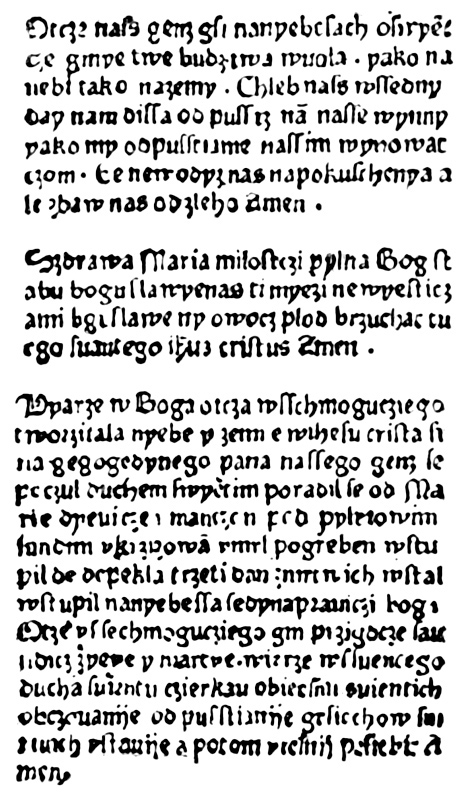
Auszug aus der Synode der Breslauer Bischöfe aus dem Jahr 1475. Dabei handelt es sich um das erste in polnischer Sprache gedruckte Buch, welches in Breslau erstmals veröffentlicht wurde.

Nach dem Tod des letzten Piastenherzogs Heinrich VI. im Jahr 1335 ging das Herzogtum als erstes „Erbland“ in Schlesien in den Besitz der Krone Böhmen. Der König von Böhmen setzte einen Landeshauptmann ein, der mit der Verwaltung des Gebietes betraut wurde, so dass der Bürgermeister von Breslau bis 1620 zugleich Landeshauptmann von Schlesien wurde. In dieser Funktion agierte in den Jahren 1359–1635 der Rat von Breslau. Daher hatte er einen Sitz und eine Stimme im Schlesischen Fürstentag. Die Stadt wurde 1342 und 1344 durch zwei Großbrände zerstört und anschließend wieder aufgebaut. Vier Jahre nach dem zweiten Brand wurde der Vertrag von Namslau unterzeichnet. In ihm hielten Kasimir der Große, König von Polen, und Karl IV. als König von Böhmen die Bestärkung des 1335 geschlossenen Vertrages von Trentschin fest. Dieser besagte, dass Kasimir der Große auf Ewigkeit alle Ansprüche auf schlesisches Territorium niederlegen und im Gegenzug der böhmische König Johann von Luxemburg auf den polnischen Königstitel verzichten werde. Später versuchte Kasimir, den Namslauer Vertrag beim Papst zu widerrufen. Nach 1348 ließ Karl IV. die Südseite der Altstadt jenseits der Ohle nach eigenem Plan anlegen.
1418 erhoben sich die Handwerker gegen die Patrizier. Beim Aufstand der Zünfte gegen den Breslauer Rat wurden sieben Ratsherren im Breslauer Rathaus ermordet. Letztendlich ließ der damalige böhmische und römisch-deutsche König Sigismund die Revolte gewaltsam niederschlagen. Dabei wurden 27 Anführer exekutiert. Währenddessen erlangte die Stadt in der fast hundertjährigen Periode von 1387 bis 1474 ihre größte wirtschaftliche Blütezeit, wobei sie auch als Mitglied der Handelsvereinigung Hanse verzeichnet war. Breslau als Stadtstaat innerhalb eines Lehens des böhmischen Königs war Hansestadt.
Im Jahre 1453 weilte der katholische Wanderprediger und Inquisitor Johannes Capistranus im Rahmen seiner Missionsreisen in Breslau. Er hielt einige flammende Reden auf dem Salzring, die sich gegen Hussiten, Muslime und Juden, gegen Prunksucht und Leben im Überfluss richteten. Aus diesem Grund kamen große Menschenmengen aus allen verschiedenen Teilen Schlesiens und den anderen Provinzen des Heiligen Römischen Reiches, aus Polen, aus Livland und aus Kurland. Capistranus untersuchte im Auftrag des böhmischen Königs (Ladislaus Postumus) die durch einen Bauern angezeigte Hostienschändung. Daraufhin wurden am 2. Mai 1453 alle 318 Juden in Breslau und Umgebung in Breslau inhaftiert und Geständnisse mit Folter erpresst. Capistranus ließ 41 Juden auf dem Scheiterhaufen verbrennen und die übrigen aus der Stadt ausweisen. Das Vermögen der Juden wurde eingezogen, was nach Cohn der eigentliche Grund für den Pogrom war. Denn Cohn fand in dem Archiv allein elf Hefte mit Schuldbriefen, die den Juden gehört hatten. Es gab darüber hinaus Inventarlisten der anderen Gegenstände, die die Juden besessen hatten. Im Jahr 1455 erfolgte die Ausweisung der Juden, als die Stadt Breslau von Ladislaus Postumus das verbriefte Privilegium de non tolerandis Judaeis („Privileg zur Nichtduldung der Juden“) erhielt, das de jure bis 1744 in Kraft blieb.
Die Bürger Breslaus wehrten sich acht Jahre später gegen die Regentschaft des hussitischen Königs Georg von Podiebrad von Böhmen als Landesherrn in Schlesien und kamen daraufhin unter den Schutz von Papst Pius II.
Im Krieg gegen Böhmen schloss die Stadt 1466 ein Bündnis mit dem Herrscher des Königreichs Ungarn König Matthias Corvinus, der nach acht Jahren Schlesien und damit auch Breslau als böhmischer Gegenkönig regierte. Damals erhielten die neu gewonnenen Gebiete eine wesentlich strengere Verfassung als zuvor. Nachdem Corvinus im Jahr 1490 gestorben war, wurde die Stadt noch im selben Jahr erneut Teil des Königreichs Böhmen, das zu dieser Zeit von den aus Polen-Litauen stammenden Jagiellonen, Władysław II. und Ludwig II. regiert wurde. 15 Jahre später, 1505 genehmigte König Władysław II. die Gründung einer Universität in Breslau. Dieses Projekt wurde jedoch nicht realisiert. 1523 wurde der evangelische Theologe Johann Heß im Zuge der laufenden Reformation entgegen jeglichen Einsprüchen und Proteste des Domkapitels zum Pfarrer der Magdalenenkirche ernannt. Ein weiterer evangelischer Theologe, Ambrosius Moibanus, wurde 1525 als Pastor der Elisabethenkirche eingesetzt, wobei er in Kooperation mit Johann Heß die Leitung der Organisation der evangelischen Kirche in Schlesien übernahm (Die Mehrheit der Bevölkerung der Stadt Breslau war bereits 1525 zum dort bis 1945 vorherrschenden lutherischen Glauben übergetreten).

### In der Habsburgermonarchie

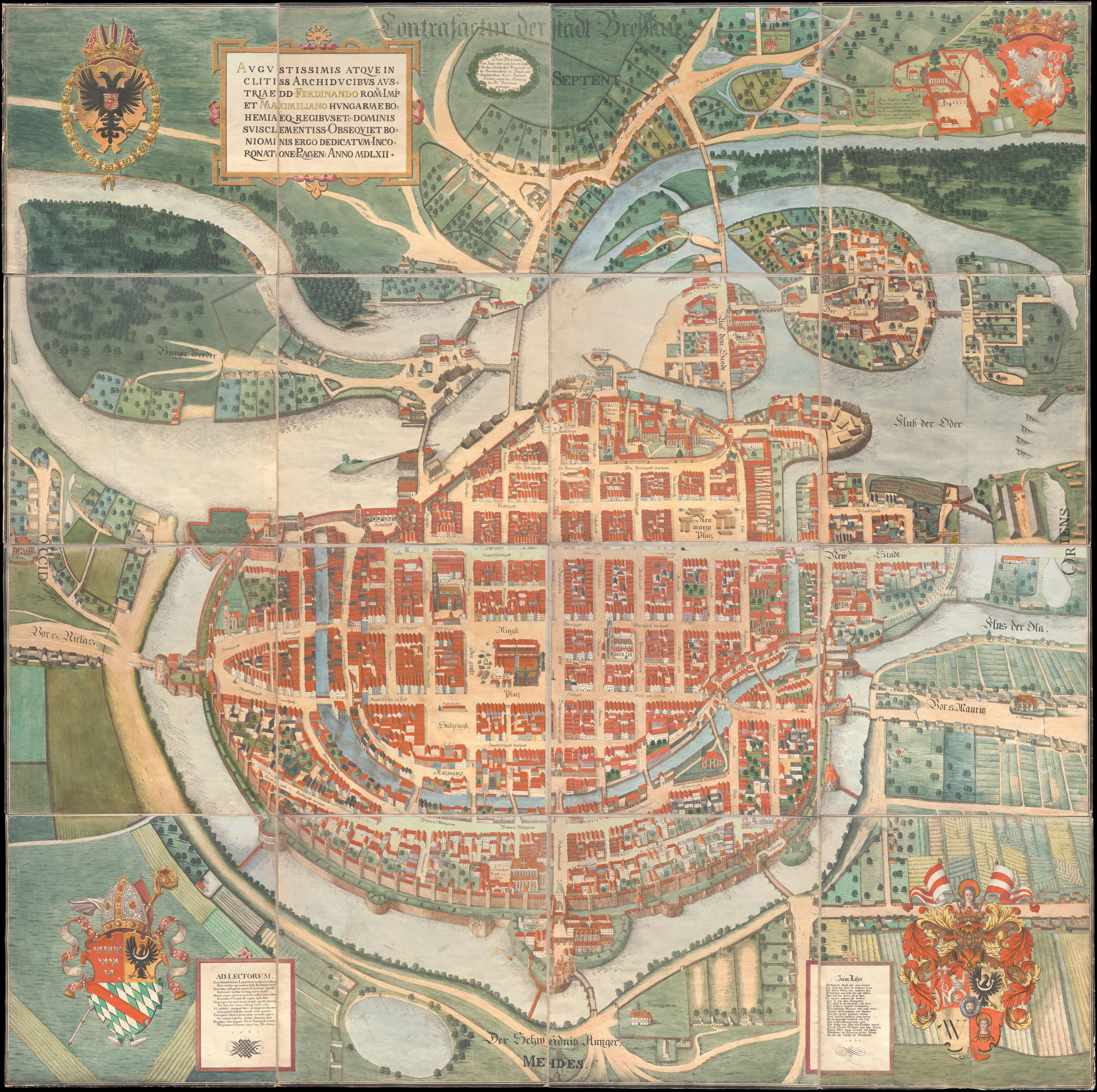
Stadtplan Breslaus aus dem Jahr 1562 (Kopie von 1826)

Im Jahr 1526 starb König Ludwig II. von Böhmen und Ungarn in der Schlacht bei Mohács, woraufhin die Habsburger gemäß Erbverbrüderungsvertrag das Königreich Ungarn und die Länder der Böhmischen Krone und damit auch Breslau und andere Erblande in Schlesien übernahmen und bis 1741 behielten. Sieben Jahre später wurde der erste Stadtmedicus angestellt.
Zwischen 1630 und 1670 war Breslau mit der Schlesischen Dichterschule ein Zentrum der deutschen Literatur.
Im Jahr 1632 wurden während des Dreißigjährigen Krieges Teile der Stadt von sächsischen und schwedischen Truppen besetzt gehalten. Noch im selben Jahre äußerte die Stadt Breslau erfolglos den Wunsch, sich vom Habsburgerreich abzutrennen und als freie Reichsstadt anerkannt zu werden. Zur selben Zeit gab es eine Pestepidemie, bei der 18.000 von 40.000 Bürgern starben.
Im Westfälischen Frieden erhielt Breslau 1648 als einzige habsburgische Stadt das Recht der protestantischen Religionsausübung.

### Im Preußischen Staat

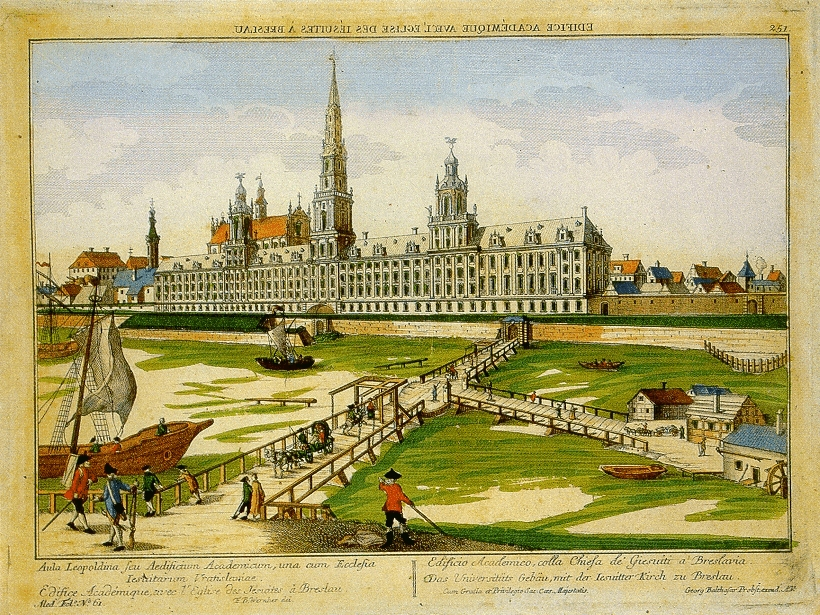
Universitätsgebäude um 1760

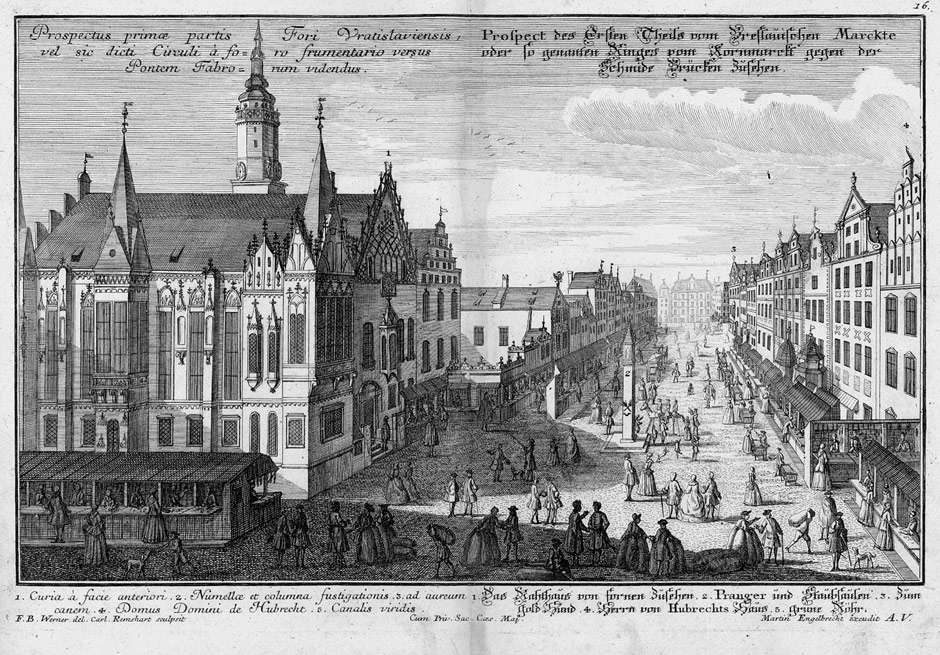
Breslauer Rathaus am Großen Ring, um 1736

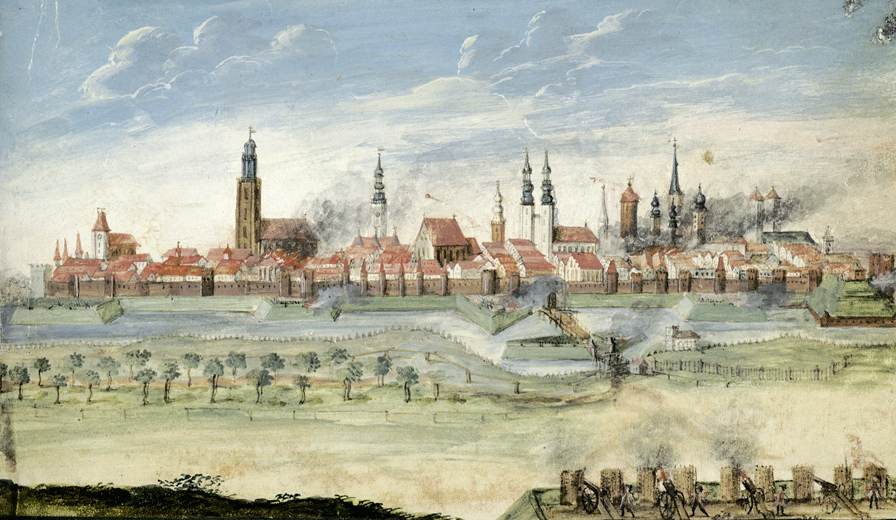
Breslau während der Belagerung im Siebenjährigen Krieg

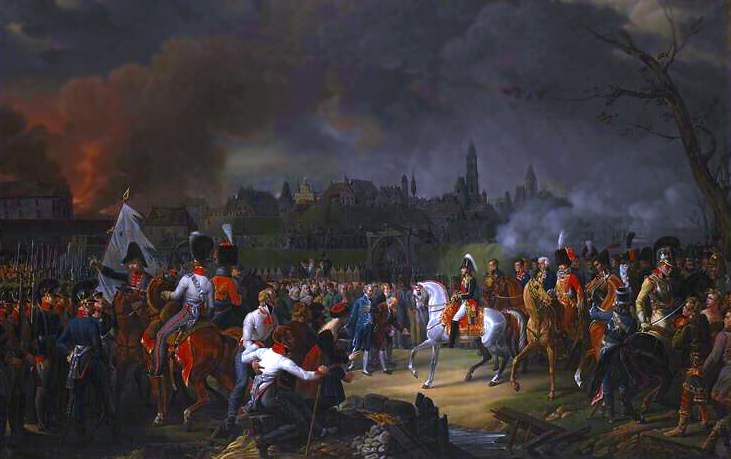
Einmarsch vom Prinz Jérôme Bonaparte in die Stadt am 7. Januar 1807

Ein Jahrhundert später belagerte Friedrich der Große mit seinen Truppen im Zuge des Österreichischen Erbfolgekrieges die Stadt ein Jahr lang, bis sie am 10. August 1741 schließlich kapitulierte. Noch im selben Jahr am 7. November huldigten die schlesischen Stände unter Führung des Konsistorialpräsidenten und Oelsner Landeshauptmanns Kaspar Leonhard Moritz von Prittwitz im Breslauer Rathaus Friedrich dem Großen.
Nach dem Ersten Schlesischen Krieg 1742 übergab Erzherzogin Maria Theresia in ihrer Eigenschaft als Königin von Böhmen den größten Teil des Herzogtums Schlesien als souveränen Besitz an den preußischen König, wobei ein kleiner Teil als Österreichisch-Schlesien Teil von Österreich blieb. Die Schlesische Zeitung und der Korn-Verlag entstanden im selben Jahr.
Im Jahr 1749 explodierte infolge eines Blitzeinschlags der Pulverturm. Dabei wurden 43 Häuser vollständig zerstört, weitere 52 Gebäude mussten aufgrund der Beschädigungen abgebrochen werden. Die Katastrophe forderte 60 Todesopfer.
Im Jahr 1750 erwarb der preußische König Friedrich der Große das Palais des bischöflichen Hofkanzlers Heinrich Gottfried von Spätgen, das er zu seiner Breslauer Residenz ausbaute. Während des Siebenjährigen Krieges kam es am 22. November 1757 zur Schlacht von Breslau, in der Karl Alexander von Lothringen mit rund 80.000 Mann die 28.000 preußischen Truppen unter dem Kommando des Herzogs von Braunschweig-Bevern angriff. Aufgrund der starken Überlegenheit der habsburgischen Truppen zogen sich die Preußen über Breslau nach Glogau zurück. Nach dem Sieg belagerten österreichische Verbände die Stadt, bis der preußische General Johann Georg von Lestwitz in der Nacht zum 25. November die Stadt übergab. Noch im selben Jahr begann die preußische Armee unter Friedrich II. nach ihrem Sieg über die zahlenmäßig weit überlegenen Österreicher in der Schlacht bei Leuthen mit der Belagerung der Stadt, die zur Übergabe durch den Stadtkommandanten von Bernegg am 21. Dezember 1757 führte. Ab 1760 hielt sich der Dichter und Dramatiker der Aufklärung Gotthold Ephraim Lessing für fünf Jahre als Sekretär des Generals Friedrich Bogislav Graf von Tauentzien in der Stadt auf.
1793 kam es in Breslau zu Gesellenunruhen, die zu den bedeutendsten Aufständen im Revolutionsjahrzehnt im Heiligen Römischen Reich gezählt werden. Der Zorn einer aufgebrachten Menschenmenge richtete sich gegen den als korrupt geltenden Geheimrat und Polizeidirektor Carl Friedrich Werner. 100 Reitern des Kürassierregiments Dolffs gelang es, Letzteren in einer Kutsche aus der Stadt zu entfernen und einen Lynchmord zu verhindern. Bei Auseinandersetzungen mit dem Militär kamen im Laufe der Unruhen 53 Zivilisten zu Tode. 1796 kam es zu einer weiteren, kleineren Unruhe. Im Anschluss erließ Friedrich Wilhelm III. ein Publicandum, in dem die für die Zukunft in einem solchen Fall zu treffenden, obrigkeitlichen Maßregeln bestimmt wurden.
Während des Feldzugs Frankreichs gegen Preußen belagerte der General Vandamme mit einem Corps, das größtenteils aus Württembergern und Bayern bestand, die Stadt. Am 7. Dezember 1806 begann die Belagerung. Dabei brannten die Nikolai-, die Ohlauer und die Schweidnitzer Vorstadt ab. Am 7. Januar 1807 nach 29-tägiger Beschießung kapitulierte der General von Thile. So eroberten Truppen des Rheinbunds Breslau und hielten es bis 1808 besetzt. Die Schleifung der Befestigungen Breslaus dauerte bis 1810. Durch die von Napoléon gegen Großbritannien verhängte Kontinentalsperre erlahmte der Handel mit Leinwänden. Infolge des Säkularisationsediktes König Friedrich Wilhelms III. vom 30. Oktober 1810 kam es auch im preußischen Teil Schlesiens zur Aufhebung von Stiften und Klöstern. In Breslau entstand dadurch aus dem Sandstift die Universitätsbibliothek Breslau. Die Brandenburgische Universität Frankfurt wurde ein Jahr später nach Breslau verlegt. Danach schlossen sich die örtliche Hochschule der Jesuiten und die Viadrina zusammen und gründeten 1811 die Schlesische Friedrich-Wilhelms-Universität. Breslau erlebte mit Friedrich Wilhelms III. Aufruf „An Mein Volk“ den Auftakt der Befreiungskriege. Die Schlesische privilegierte Zeitung veröffentlichte ihn am 20. März 1813. Hier wurde auch das Lützow'sche Freikorps aufgestellt, auf das die deutschen Nationalfarben zurückgehen.
Die letzte der 1807 begonnenen preußischen Reformen teilte 1815 den Staat in Provinzen ein und machte Breslau zur Hauptstadt der Provinz Schlesien. Im Jahr 1821 erreichte die katholische Diözese Breslau die Unabhängigkeit vom Erzbistum Gnesen, dem sie seit ihrer Gründung im Jahre 1000 unterstanden hatte. Aus Protest gegen die 1817 vollzogene Vereinigung der reformierten und lutherischen Kirchen Preußens zur Evangelischen Kirche in Preußen gründete sich 1830 unter der Führung des Breslauer Universitätsprofessors für Theologie Johann Gottfried Scheibel die Evangelisch-lutherische (altlutherische) Kirche. Die Kirche wurde jedoch erst 1845 unter strengen Auflagen des preußischen Staates anerkannt. In der Periode der Jahre 1829–1840 begann der zunehmende Bedeutungsverlust der Stadt.

### Industrialisierung

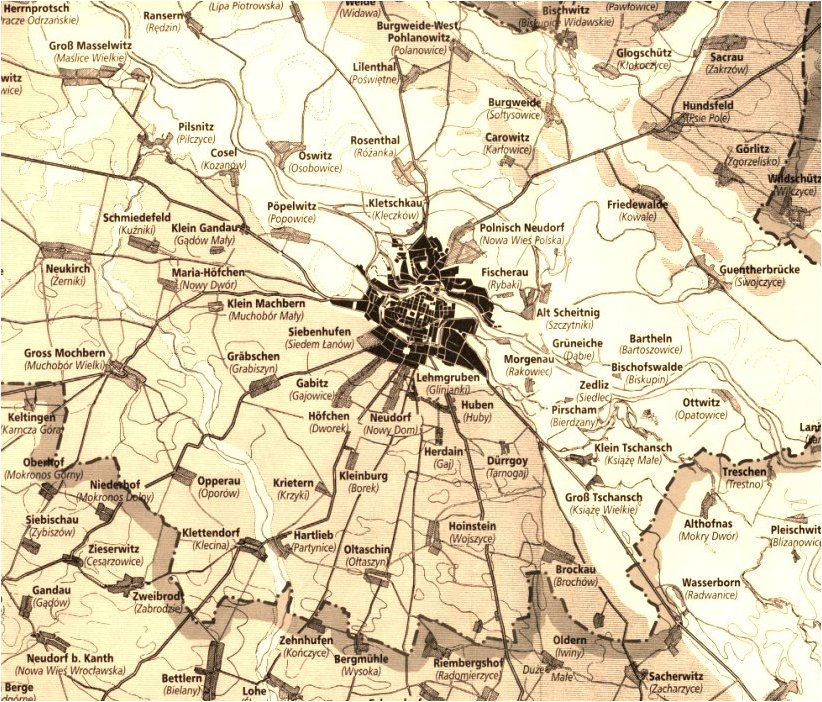
Vorstadtsiedlungen und Umland vor 1842
(Namen auf Deutsch – in Klammern sind die nach 1945 eingeführten polnischen Ortsnamen angeführt)

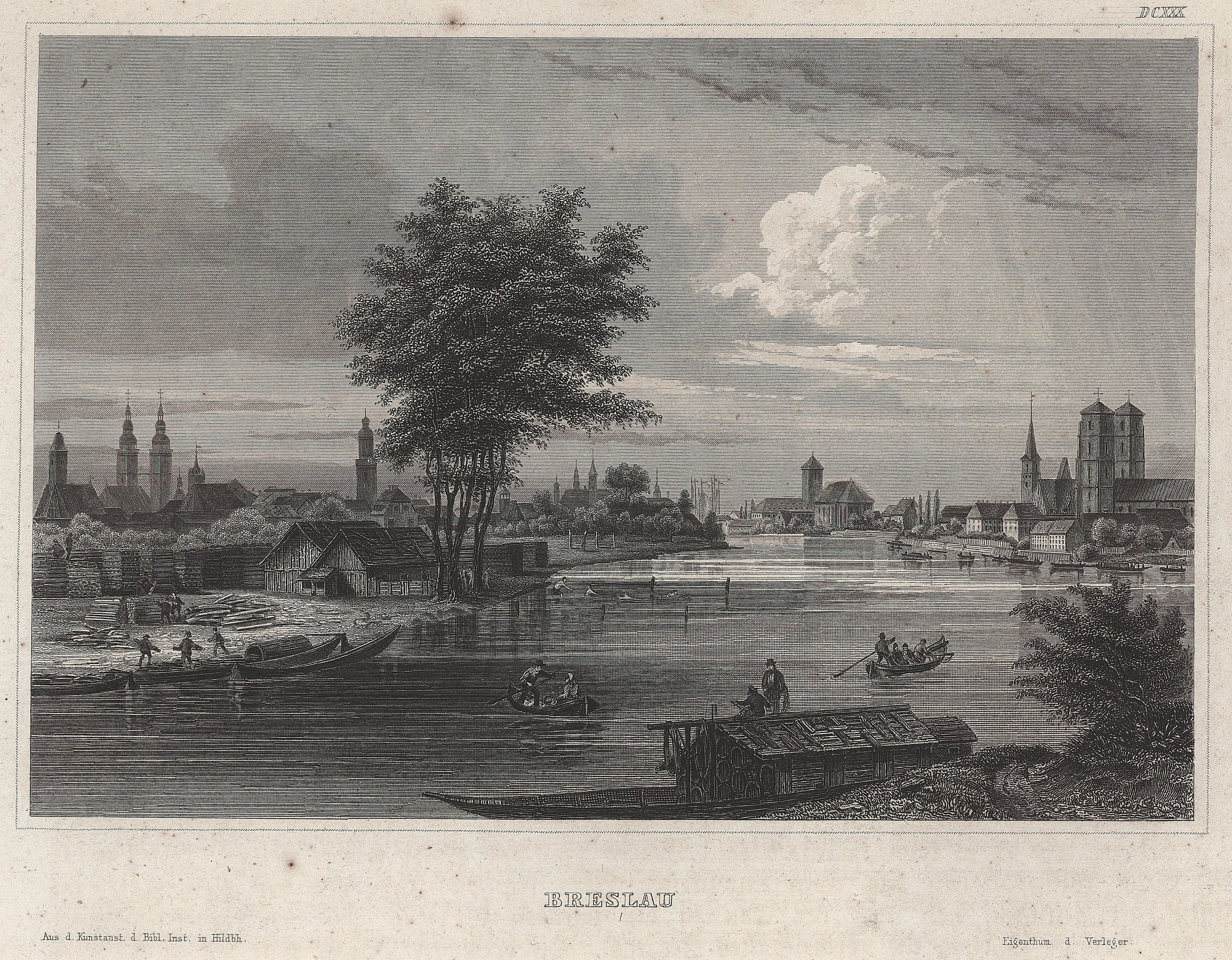
Ansicht um 1850

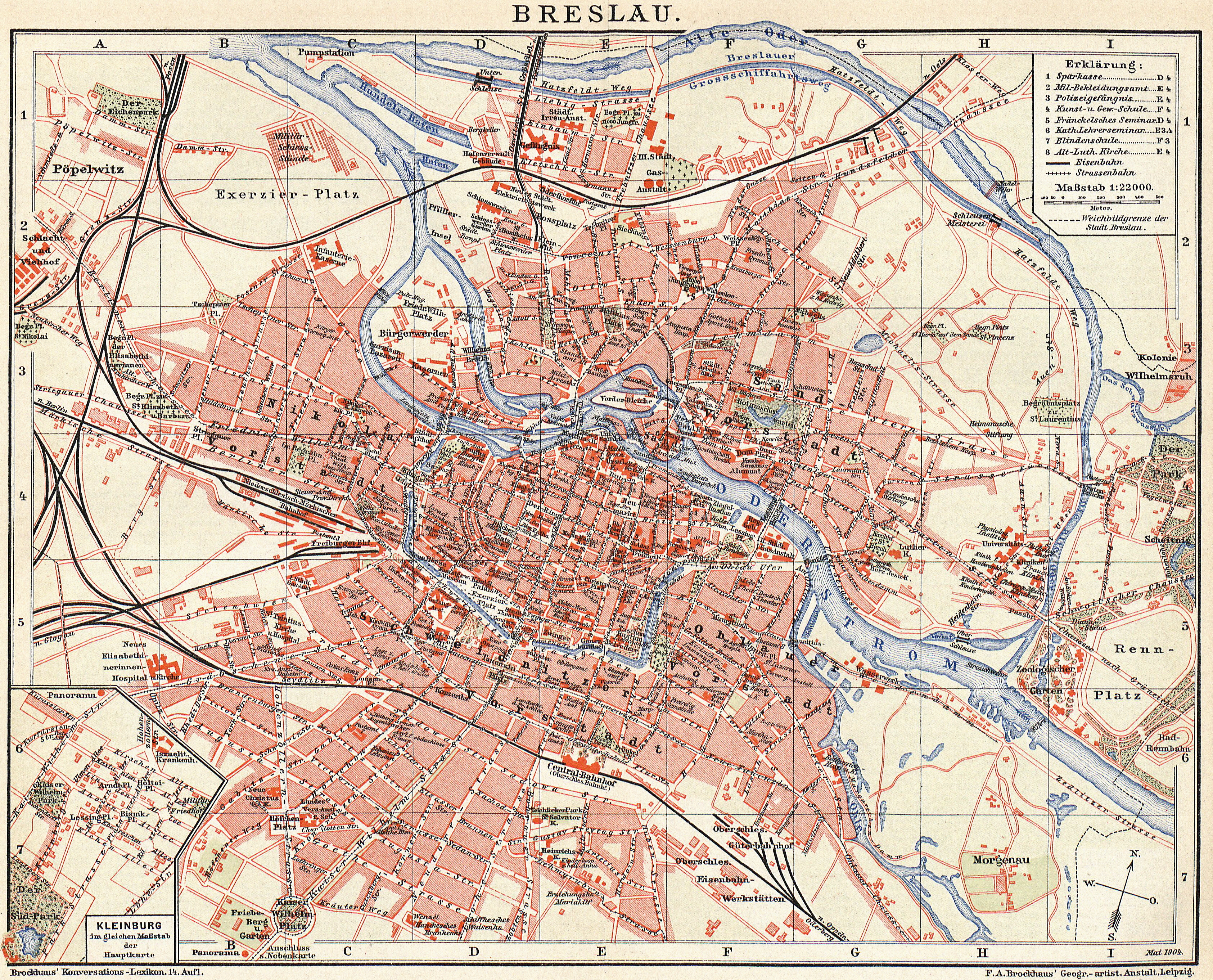
Stadtplan von 1904

Am 18. Oktober 1847 entstand durch Anschluss der Oberschlesischen Eisenbahn an die Krakau-Oberschlesische Eisenbahn eine durchgehende Verbindung von Breslau nach Krakau. Mit der Fertigstellung des innerstädtischen Verbindungsgleises zwischen den Kopfbahnhöfen in Breslau gab es ab 3. Februar 1848 auch eine durchgehende Schienenverbindung vom Rhein bis zur Weichsel (→ Geschichte der Eisenbahn in Deutschland).
Ab 1849 wurden diverse Industriebetriebe in Breslau gegründet: Mühlen und Brauereien, Ölmühlen und Spritfabriken, chemische- und Metallindustrie (beispielsweise die Wagenbauanstalt Gottfried Linke, Eisenbahnwaggonbau) und auch Bekleidungs-, Papier- und Möbelfabriken. Die jüdische Bevölkerungsgruppe gründete 1854 das Jüdisch-Theologische Rabbinerseminar Fraenckel’scher Stiftung, um Rabbiner ausbilden zu können. 1856 wurde die königliche Eisenbahndirektion Breslau gegründet (Reichsbahndirektion Breslau).
Um 1890 beherbergte Breslau mit 17.750 Personen nach Berlin die zahlenmäßig stärkste jüdische Gemeinde im deutschen Kaiserreich.
In Breslau gab es zahlreiche Gymnasien: das Maria-Magdalenen-Gymnasium, Elisabet-Gymnasium, Johannesgymnasium, Friedrichgymnasium, das Realgymnasium am Zwinger, das Heilig-Geist-Gymnasium und das Jesuitengymnasium St. Matthias-Gymnasium. 1880 wurde das Schlesische Museum für bildende Künste gegründet. Ebenso die Oper Breslau (von Carl Gotthard Langhans), Operettenhaus und verschiedene Theater, so die späteren Lobe- und Gerhart-Hauptmann-Theater. Bedeutende Fabriken des Textil-, Chemie-, Maschinen- und Waggonbaus wurden errichtet, beispielsweise die Linke-Hofmann-Werke (später LHB). Wie viele deutsche Städte erfuhr Breslau in der zweiten Hälfte des 19. Jahrhunderts ein starkes Bevölkerungswachstum durch Geburtenüberschuss, Zuzug und die Eingliederung von Vororten.
1842 wurden 100.000 Einwohner erreicht; damit wurde Breslau nach Wien, Berlin, Prag und Hamburg die fünfte Großstadt im Deutschen Bund. Es war 1875 mit 239.050 Einwohnern die drittgrößte Stadt des Deutschen Kaiserreiches, 1900 mit 422.709 Einwohnern allerdings nur noch die fünftgrößte. 1905 lebten in Breslau 423 Einwohner auf einem Hektar mit Häusern bebauter Fläche (also der Stadtfläche nach Abzug von Straßen, Plätzen, sonstigen Verkehrsflächen, Höfen, Gewässern, Parks, landwirtschaftlichen Flächen, Wäldern usw.). Damit waren Breslau nach Berlin, Schöneberg und Charlottenburg die damals am viertdichtesten bewohnte deutsche Großstadt. 1905 wurden die Religionen der Bürger erhoben, wobei 57,5 % der Bewohner sich zum evangelischen und 36,6 % zum katholischen Glauben bekannten. Ab 1857 verfügte die Stadt bereits über mehrere Postbahnhöfe (als einzige neben Berlin), und über ein dichtes Netz im Eisenbahn-Nah- und Fernverkehr. 1928 erreichte eine elektrifizierte Hauptstrecke der Reichsbahn Breslau als eine der ersten deutschen Städte. Bei einem Großbrand im Ursulinenkloster 1907 brannten der Dachstuhl der Kirche und der 65 m hohe Turm aus. Ab 1900 entstanden bedeutende, moderne Warenhauspaläste, so Barasch (noch existierender Jugendstilbau), 1929 Wertheim (einer der größten Stahlskelettbauten seiner Zeit) oder das Warenhaus Petersdorff, von Erich Mendelsohn erbaut.
Im Ergebnis einer Volkszählung im Jahr 1910 ergab sich folgende Verteilung der Muttersprachen:
- 95,71 % der Einwohner gaben Deutsch als ihre Muttersprache an,
- 02,95 % gaben die polnische Sprache an,
- 00,68 % gaben die tschechische Sprache an,
- 00,67 % gaben die deutsche und die polnische Sprache an.

Im selben Jahr entstanden bedeutende Bauwerke wie die Kaiserbrücke und die Technische Hochschule (TH). 1913 gab es in der neu errichteten Jahrhunderthalle eine Ausstellung zum Gedenken an die 100 Jahre zuvor ausgetragenen Befreiungskriege gegen Napoleon. 1914 wurde der von Hans Poelzig entworfene Konzertsaal erbaut. In den Jahren 1913 bis 1915 wurde die Königin-Luise-Gedächtniskirche erbaut.

### Weimarer Republik

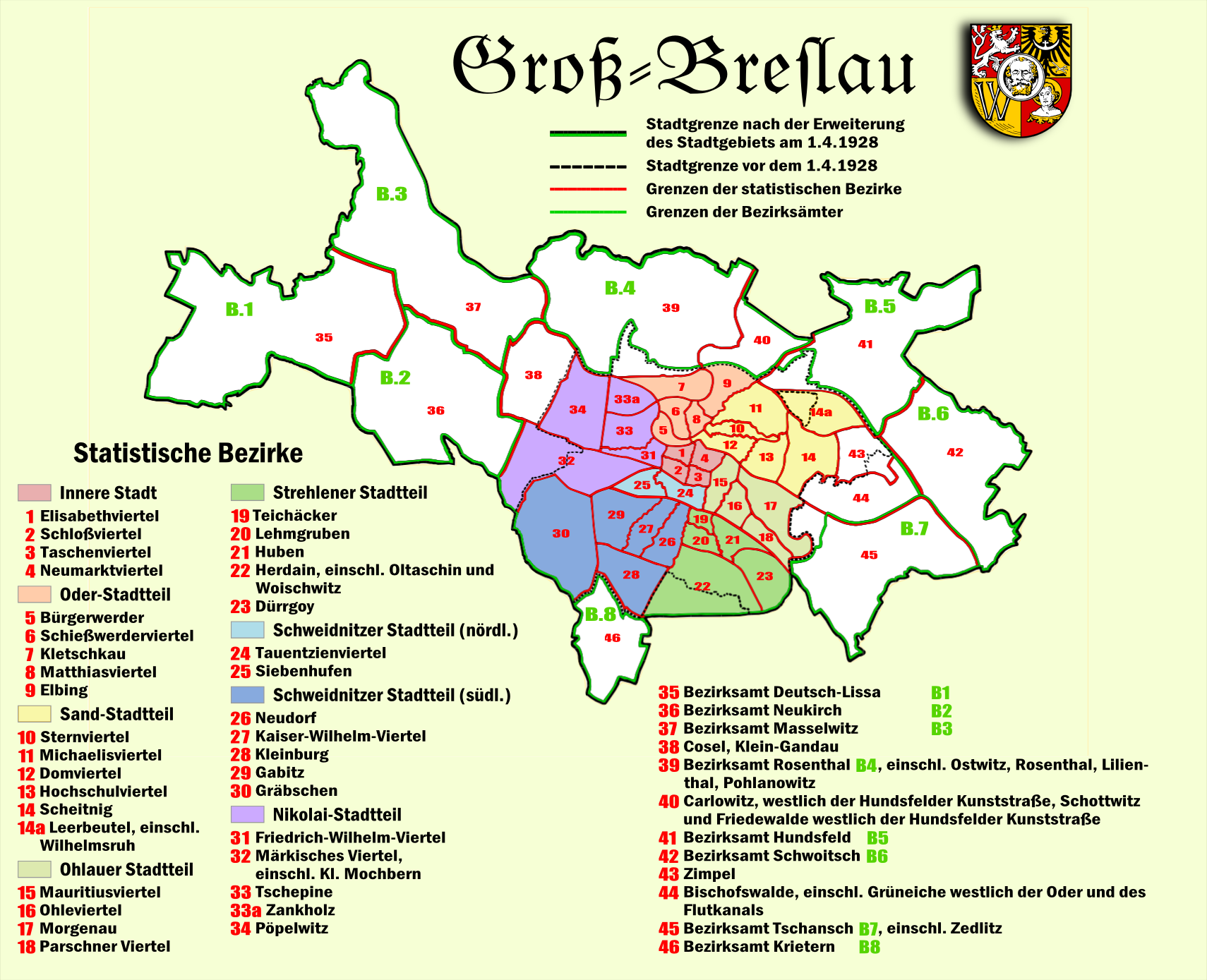
Die Erweiterung Breslaus durch das Groß-Breslau-Gesetz

Im Jahr 1919 wurde die Provinz Schlesien geteilt in die Provinzen Oberschlesien und Niederschlesien, dessen Hauptstadt Breslau war. Der SPD-Politiker Felix Philipp wurde der erste Oberpräsident der Provinz. 1921 erreichte die SPD bei den Provinziallandtagswahlen mit 51,19 % der Stimmen die absolute Mehrheit, zweitstärkste Kraft wurde das katholische Zentrum mit 20,2 %, drittstärkste die DVP mit 11,9 %, viertstärkste die DDP mit 9,5 % und fünftstärkste die KPD mit 3,6 %. Breslau erreichte 1925 mit 557.139 Einwohnern die reichsweit höchste Einwohnerdichte (durch Zuwanderung aus den zu Polen gefallenen Gebieten wie Ostoberschlesien). Sie war zu diesem Zeitpunkt eine mehrheitlich evangelische Stadt mit der drittgrößten jüdischen Gemeinde im Reich.

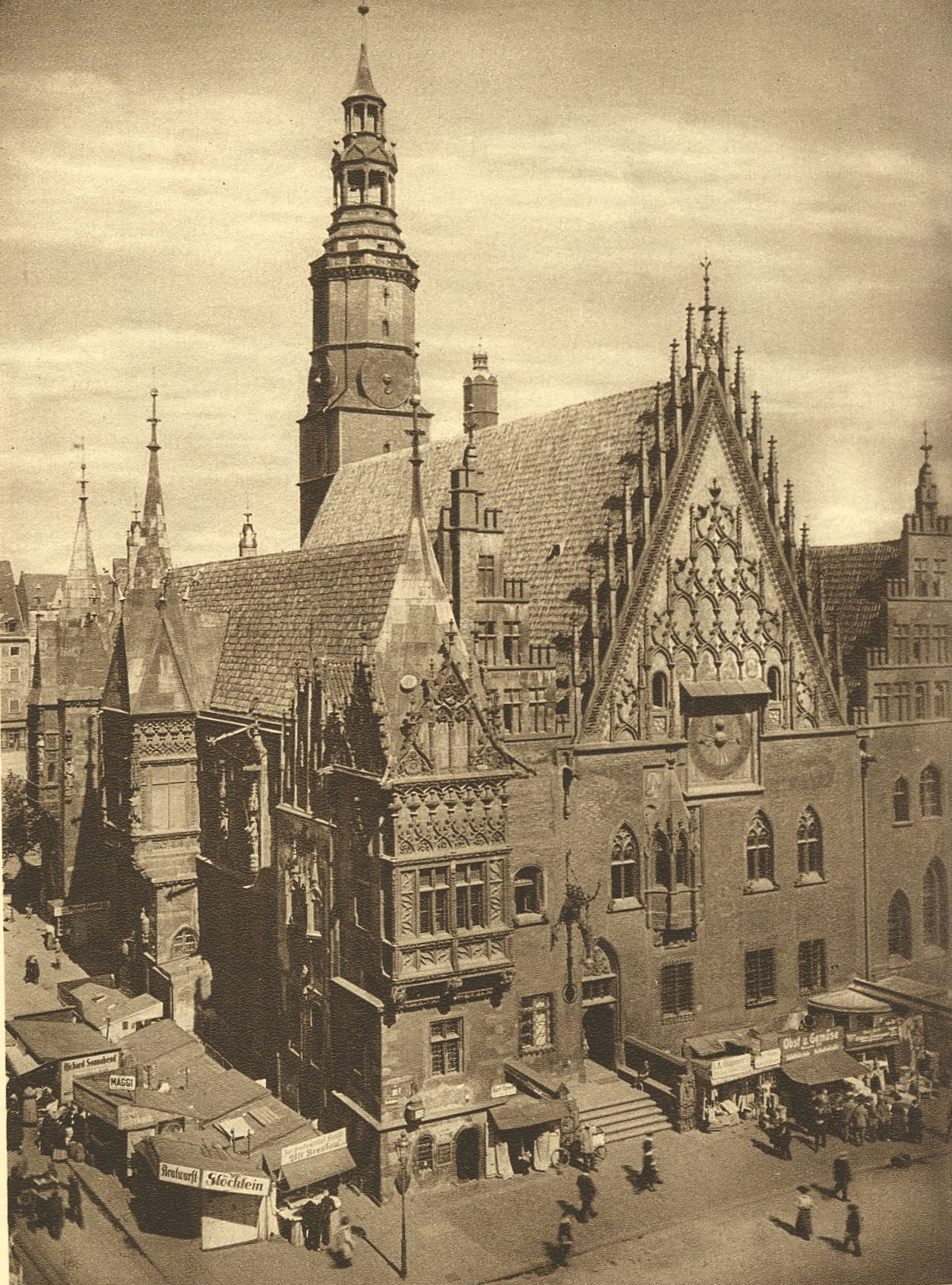
Kurt Hielscher: Breslau, Rathaus, 1924

Die Stadt spielte in der frühen deutschen Rundfunkgeschichte eine wichtige Rolle. Der 1924 gegründete Reichssender Schlesische Funkstunde hatte – zusammen mit seinen Nebensendern – Anfang der 1930er Jahre etwa 200.000 Hörer. Es erschien dazu die Programmzeitung Schlesische Wellen, mit den Redaktionsräumen in der Wallstraße 1. Aus dem Gebäude der Schlesischen Funkstunde sendet heute Radio Wrocław an der Aleja Karkonoska. Die wichtigste Zeitung in Breslau in der Weimarer Republik war die Regionalzeitung Breslauer Neueste Nachrichten.
Vom 5. bis 13. Juli 1928 fand in Breslau der 20. Deutsche Feuerwehrtag statt.
Am 1. April 1928 führte das Groß-Breslau-Gesetz zur umfassenden Eingemeindung mehrerer Städte, Landgemeinden und Gutsbezirke rund um Breslau, das sich auf 175 km² vergrößerte. Im Jahr 1933 war Breslau mit 625.198 Einwohnern nur noch die achtgrößte Stadt im Deutschen Reich.

### Zeit des Nationalsozialismus und Zweiter Weltkrieg
Bei der Reichstagswahl März 1933 erhielt die Nationalsozialistische Deutsche Arbeiterpartei (NSDAP) in der Stadt 51,7 Prozent der abgegebenen Stimmen. Während der Herrschaft des NS-Regimes gewann Breslau als Sitz eines Parteigaus an Bedeutung. Eines der ersten NS-Konzentrationslager, das KZ Breslau-Dürrgoy, wurde am 28. April 1933 eröffnet. Der Großteil der 200–400 Inhaftierten waren politische Häftlinge, meist NSDAP-Gegner aus SPD, KPD und der in Breslau stark vertretenen SAPD. Das Lager wurde durch die SA bewacht; der damalige Breslauer Polizeipräsident und SA-Obergruppenführer Edmund Heines war für den Betrieb des KZs verantwortlich. Am 10. August 1933 wurde das Lager geschlossen und die meisten Insassen in andere Lager deportiert. In den Jahren 1934–1943 war Hans Fridrich, der spätere Vizechef der Militärverwaltung in Belgien und Nordfrankreich, Oberbürgermeister von Breslau. Der Deutsche Reichsbund für Leibesübungen richtete das Deutsche Turn- und Sportfest 1938 in Breslau aus.

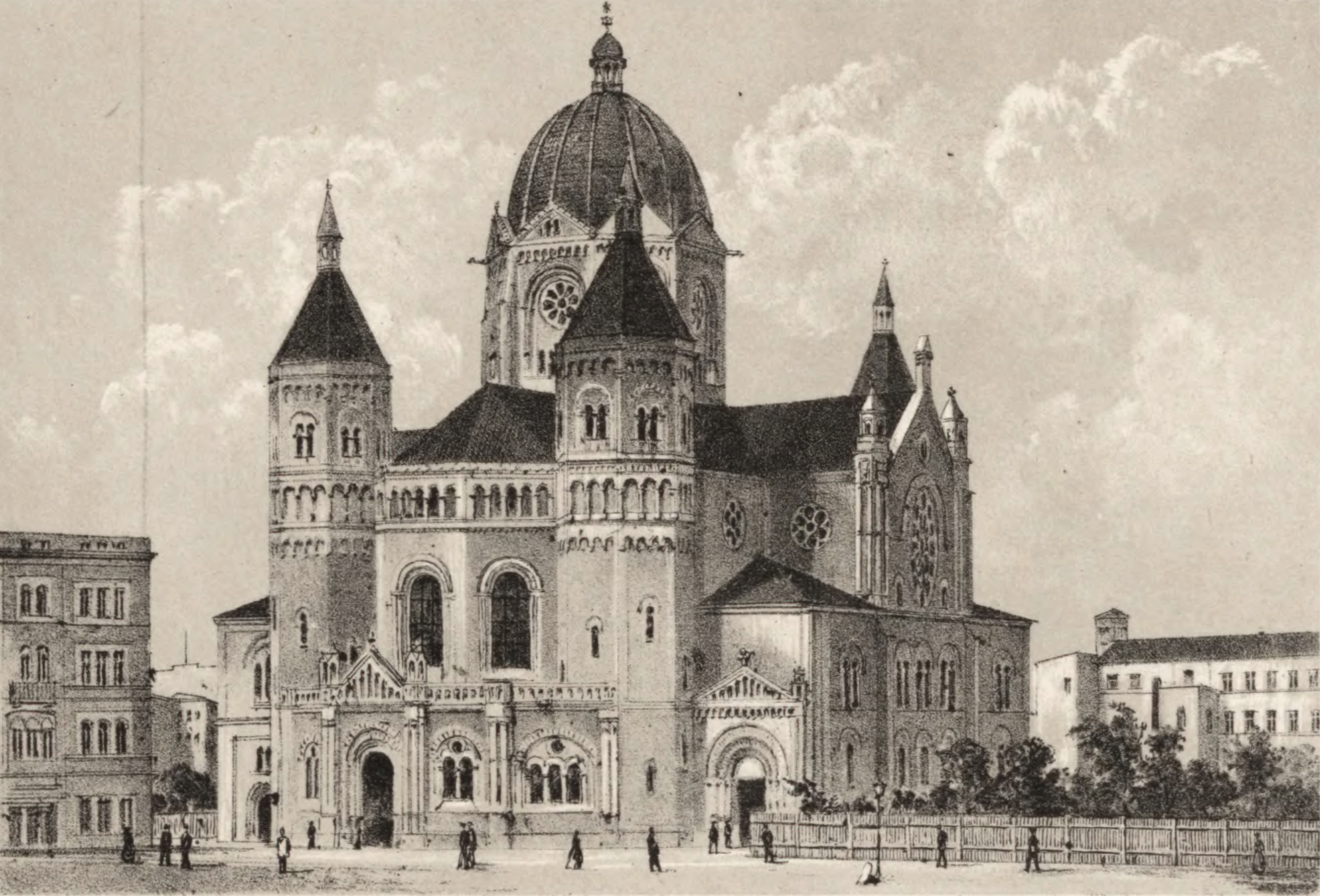
Neue Synagoge, beim Novemberpogrom 1938 zerstört

Während der Novemberpogrome 1938 („Reichskristallnacht“), bei denen deutschlandweit 400 Juden ermordet und 1400 Synagogen und andere jüdische Bauwerke und Einrichtungen zerstört wurden, legten SA-Trupps Feuer an die 1872 erbaute Neue Synagoge Breslau. Sie war zuvor neben der Neuen Synagoge Berlin als eine der imposantesten Synagogen Deutschlands bekannt. 2000 jüdische Bürger wurden anschließend in „Schutzhaft“ genommen und in Konzentrationslager verschleppt, um sie zur Emigration zu nötigen und ihr Vermögen zu „arisieren“.
Im November 1941 begann mit einer ersten Deportation von 1005 Frauen, Männern und Kindern die Verschleppung der in Breslau verbliebenen Juden, von denen danach viele ermordet wurden oder später in Lagern an Typhus verstarben. Am 21. November gegen 6 Uhr morgens aus ihren Wohnungen geholt, wurden sie in Lastwagen in das Sammellager Schießwerder gebracht, von wo sie am 25. November über den nahen Odertorbahnhof ins litauische Kaunas deportiert wurden. Dort wurden sie gleich nach ihrer Ankunft am 29. November 1941 im sogenannten IX. Fort von Angehörigen des Einsatzkommandos 3 unter Karl Jäger erschossen. Ab Mitte 1944 wurden in Breslau zwei Außenlager des KZ Groß-Rosen eingerichtet. Die Zwangsarbeiter aus dem Lager I wurden in den Fahrzeug- und Motoren-Werken (FAMO) zur Herstellung von Flugmotoren eingesetzt; die genaue Häftlingsanzahl ist nicht bekannt. Borsig und die Linke-Hofmann-Werke übernahmen Zwangsarbeiter aus dem Lager II, in dem 520 (nach anderen Angaben zwischen 700 und 1000) Gefangene inhaftiert waren. Die Außenlager wurden rund sieben Monate nach deren Errichtung wegen des Vormarsches der Roten Armee wieder aufgelöst.

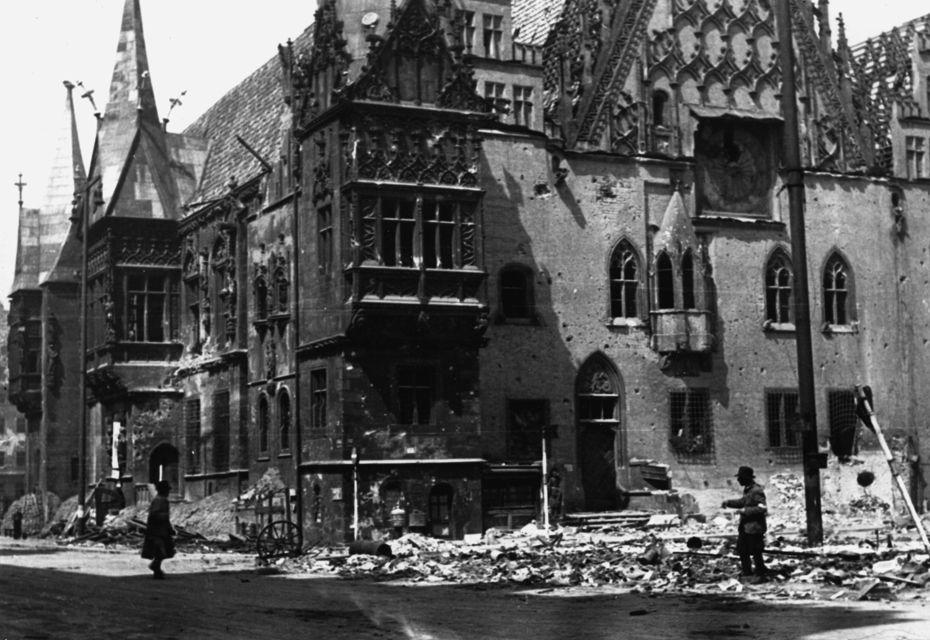
Zerstörungen und Einschüsse am Breslauer Rathaus 1945

Am 7. Oktober 1944 war die Stadt Ziel der ersten Luftangriffe der Alliierten. Die Stadt erfuhr jedoch keine mit anderen deutschen Großstädten vergleichbare Zerstörung. Deshalb wurde Breslau auch oft spöttisch „Reichsluftschutzkeller“ genannt. Nach den Unterlagen der Kleinen Verbrauchergruppenstatistik, die aus den Daten der Lebensmittelzuteilungen gewonnen und 1953 vom deutschen Statistischen Bundesamt veröffentlicht wurden, umfasste die versorgte Zivilbevölkerung in Breslau Anfang Februar 1943 588.816 Personen, Anfang Februar 1944 592.724, Anfang Dezember 1944 noch 527.128. Das steht mit der Behauptung, die Bevölkerungszahl sei 1944 auf eine Million angeschwollen, nicht in Einklang.

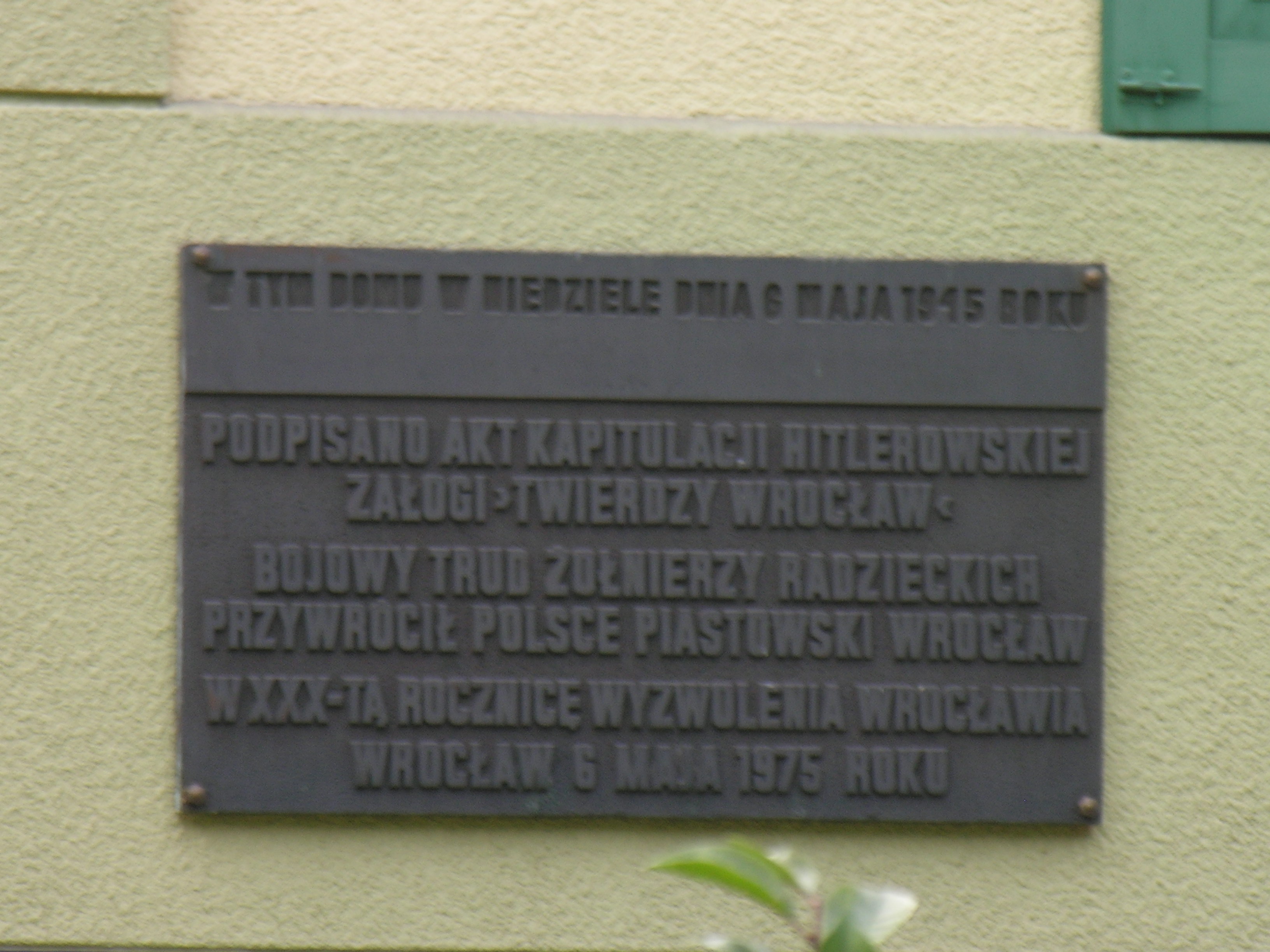
Gedenktafel zur Erinnerung an die Kapitulation der Stadt an der Villa Colonia

Am 20. Januar 1945, acht Tage nach dem Beginn der Weichsel-Oder-Operation der Roten Armee, erließ der Gauleiter von Niederschlesien Karl Hanke den Befehl zur Evakuierung der Stadt. Im selben Monat stießen die Truppen der sowjetischen 3. Garde-Panzerarmee unter Pawel S. Rybalko sowie der sowjetischen 6. Armee unter Wladimir A. Glusdowski in Richtung Breslau vor. Im Zuge der folgenden Evakuierung aller Schulkinder, die hauptsächlich nach Böhmen transportiert wurden, flohen rund 75 % der Gesamtbevölkerung aus der Stadt. Auf ihrer Flucht starben tausende Menschen aufgrund der sowjetischen Luftangriffe auf Flüchtlingstrecks und des kalten Winters.
Durch die Niederschlesische Operation der Roten Armee wurde Breslau am 15. Februar eingekesselt, wobei sich noch rund 40.000 Soldaten sowie 150.000 Zivilisten im Stadtgebiet aufhielten. Am 14. Februar 1945 wurde Breslau zur Festung erklärt. Bis zum Ende der Schlacht um Breslau am 6. Mai, zwei Tage vor der deutschen Kapitulation, fanden in Breslau schwere Häuserkämpfe statt, in denen etwa 20.000 Zivilisten, 6000 deutsche und 7000 sowjetische Soldaten ums Leben kamen. Während der Schlacht wurden ergriffene Deserteure wegen „Feigheit vor dem Feind“ zum Tode verurteilt und exekutiert. Durch die Gefechte wurden 65–80 % aller Gebäude, davon 400 Baudenkmäler, zerstört. Kurz nach der Eroberung Breslaus durch die Rote Armee kam es zu Übergriffen ihrer Soldaten auf die Zivilbevölkerung, insbesondere zu einer Vielzahl von Vergewaltigungen (siehe auch: Sowjetische Kriegsverbrechen im Zweiten Weltkrieg). Am 9. Mai unterstellte der Stadtkommandant der Roten Armee die Stadt der Verwaltung der Volksrepublik Polen.
In 15 km Entfernung vom Stadtzentrum befindet sich in Nadolice Wielkie (Groß-Nädlitz) eine deutsche Kriegsgräberstätte mit Friedenspark.

### In der Volksrepublik Polen

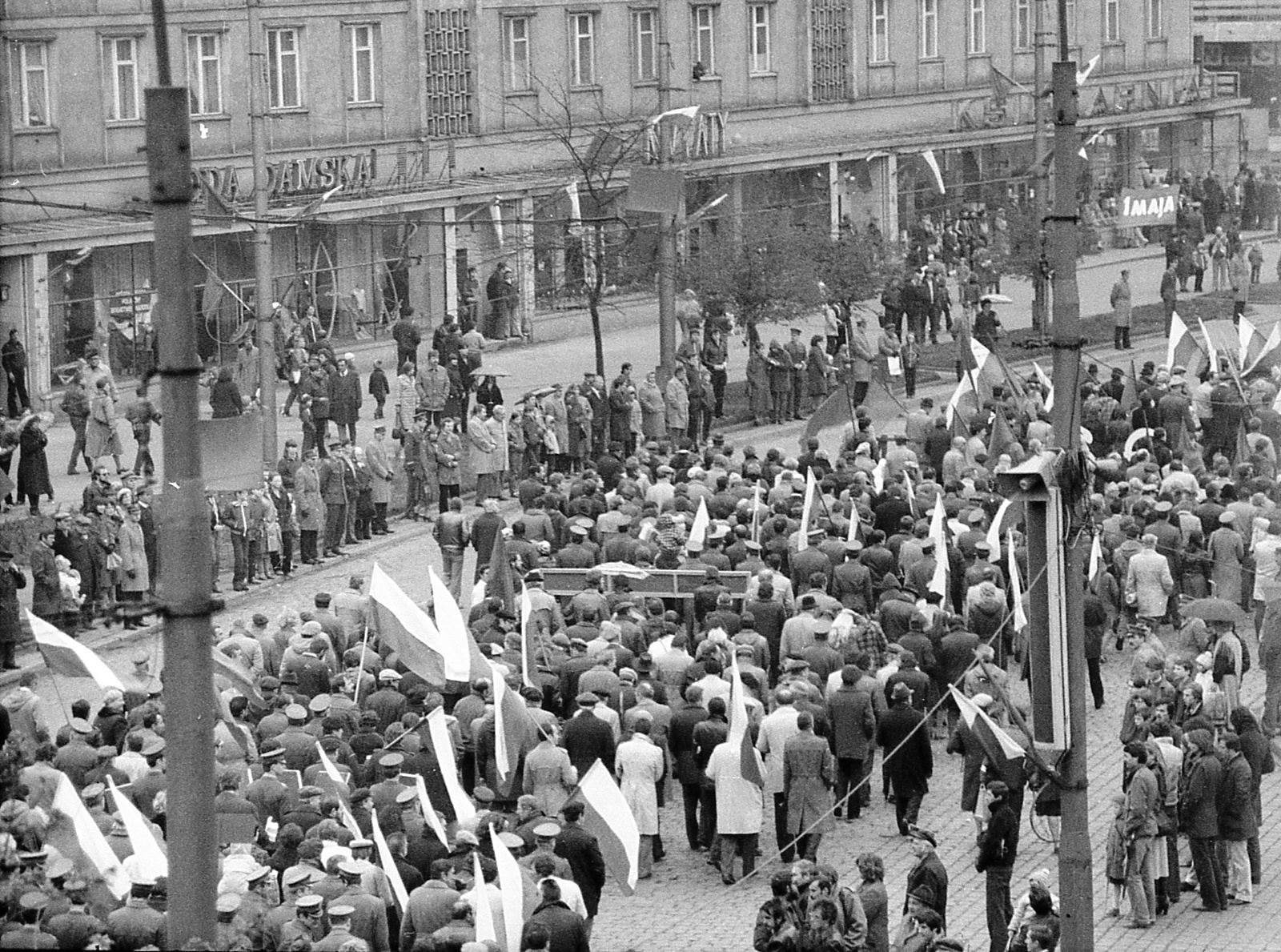
Kundgebung am Tag der Arbeit, 1. Mai 1982

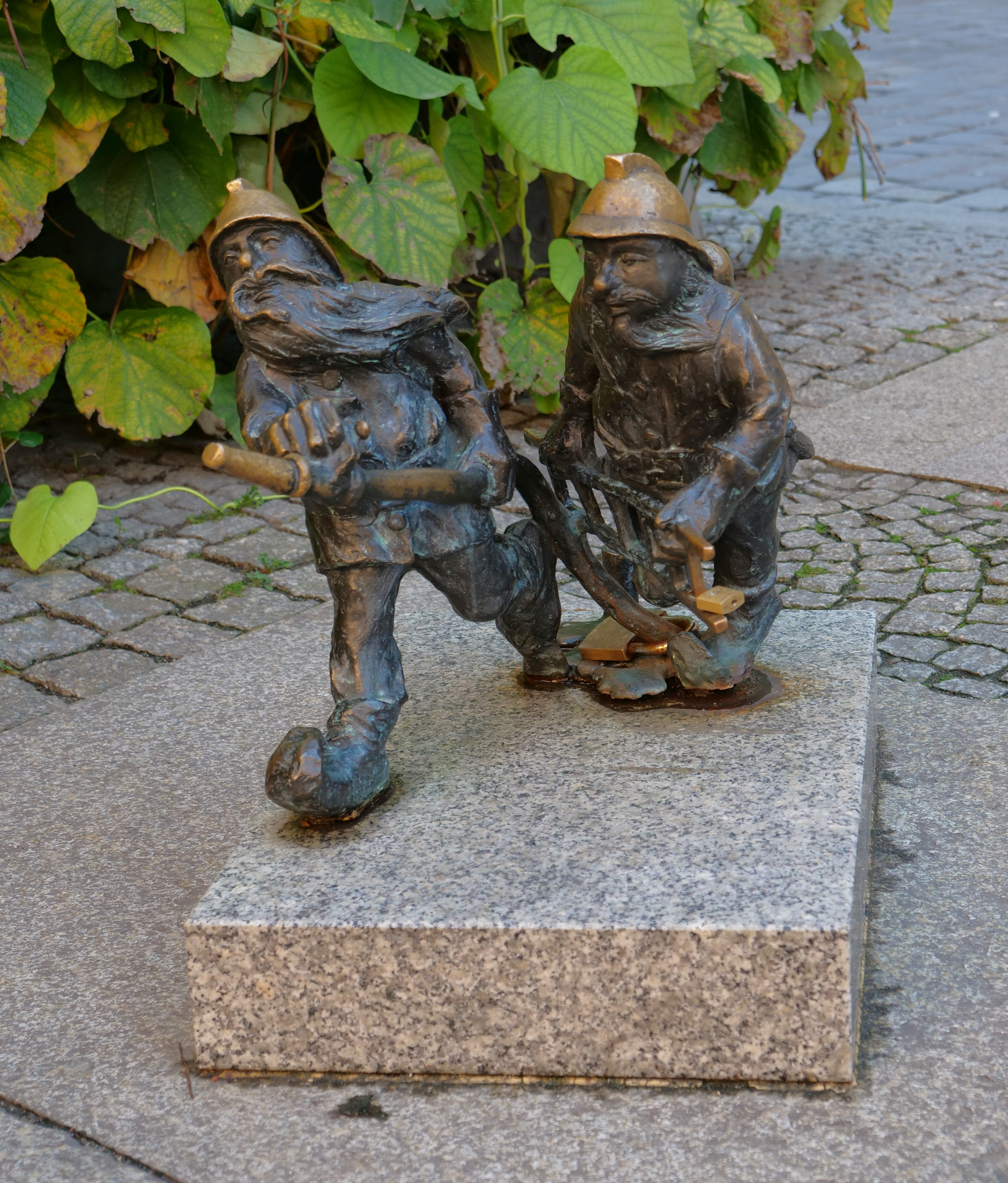
Löschzwerge vor der Elisabethkirche

In den ersten Monaten nach Kriegsende kehrten viele Bewohner in die Stadt zurück. Ab dem 30. Juni 1945 wurde ihnen jedoch durch die Polnische Volksarmee der Übergang über die Oder-Neiße-Demarkationslinie nach Polen versperrt. Zugleich begann die Zuwanderung von Polen, die überwiegend aus den von der Sowjetunion annektierten Gebieten östlich der Curzon-Linie kamen, der sogenannten Kresy. Im Juli gab es ungefähr 300.000 deutsche Bürger in der Stadt. In der Folgezeit begannen die lokalen polnischen Verwaltungsbehörden mit der „wilden“ Vertreibung dieser einheimischen Bevölkerung, um sie durch Polen zu ersetzen, die später meist aus Zentralpolen zureisten. Im Sommer 1946 hatten sich bereits 30.000 polnische Einwohner angesiedelt. Die polnische Ortsbezeichnung Wrocław wurde amtlich eingeführt. 1948 war die Vertreibung der deutschen Bevölkerung abgeschlossen.
Die Auflösung der Evangelischen Kirche von Schlesien im Gebiet östlich der Oder-Neiße-Linie erfolgte am 31. Oktober, ihr Sitz wurde nach Görlitz verlegt. Einen Monat später, am 4. Dezember, wurde auch das Oberhaupt der evangelischen Kirche in Schlesien ausgewiesen. Im Jahr 1948 lebten in Breslau 300.000 polnische und 7000 deutsche Bürger. Ab 1955 begann der Wiederaufbau der durch den Zweiten Weltkrieg zerstörten Innenstadt. In den 1970er und 1980er Jahren entstand in den Außenbezirken eine große Anzahl an Großwohnsiedlungen.
Zu Beginn der 1980er Jahre entwickelte sich Breslau zu einem wichtigen Zentrum der Solidarność. Am 21. Juni 1983 besuchte Papst Johannes Paul II. die schlesische Metropole. Zu einem Gottesdienst in der südlichen Siedlung Partynice kamen etwa eine halbe Million Menschen. Im gleichen Jahr begann die Oppositionsgruppe Orange Alternative im gesamten Stadtgebiet Zwerge an Häuser und Wände zu malen, um ihren Protest gegen die kommunistische Regierung deutlich zu machen. Seit den 1990er Jahren erinnern im gesamten Stadtgebiet die Breslauer Zwerge an diese Aktionen.

### Dritte Polnische Republik

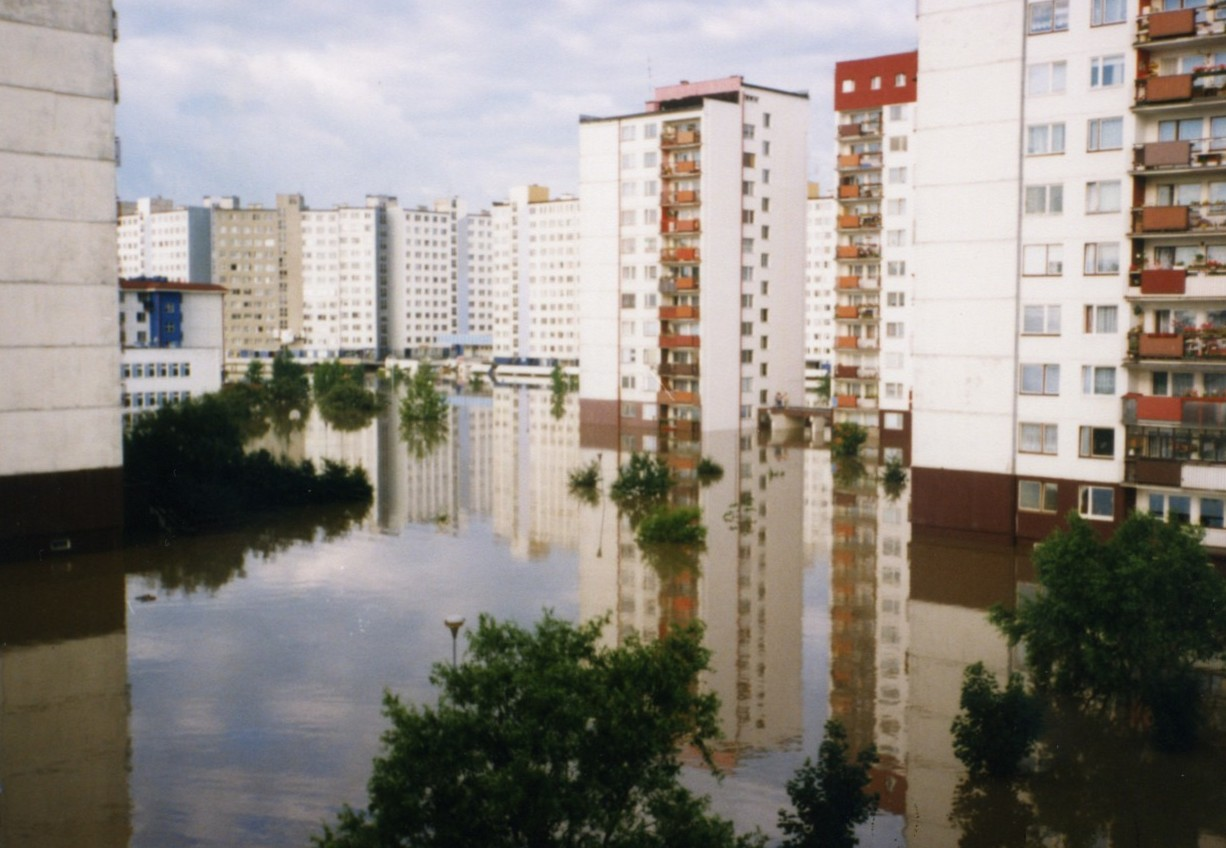
Oderhochwasser 1997 in der Breslauer Siedlung Osiedle Kozanów

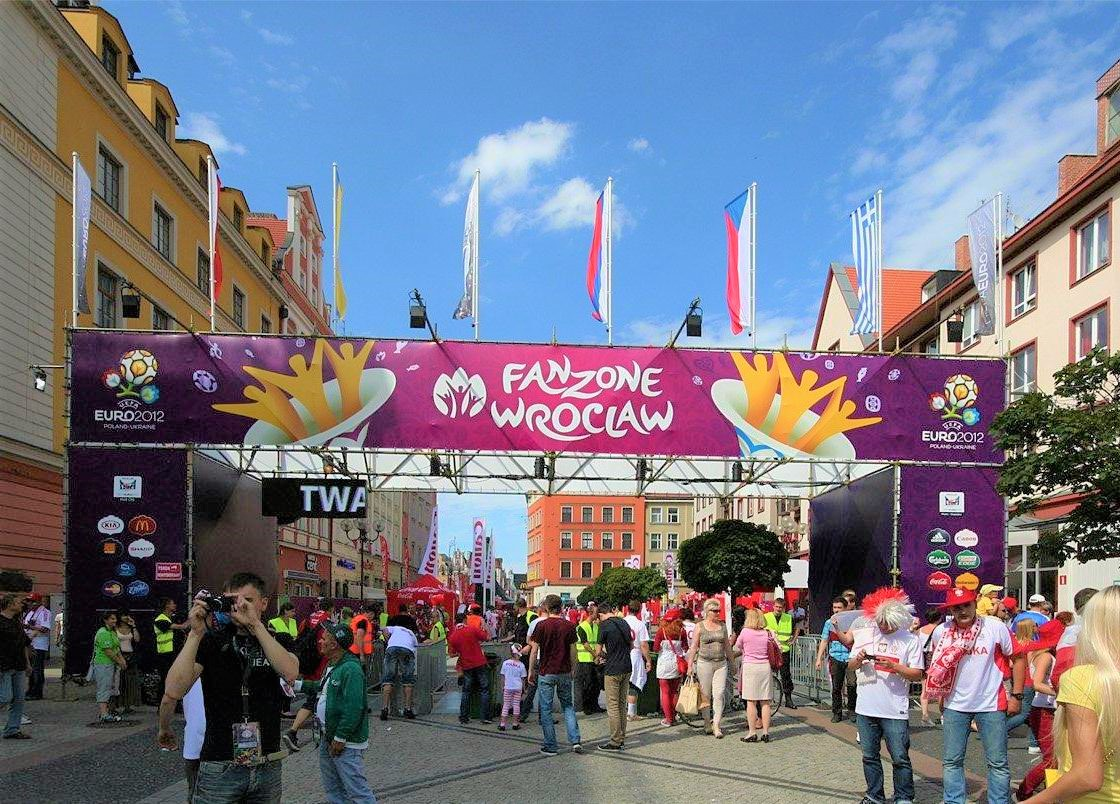
Fanmeile während der Fußball-Europameisterschaft 2012 in der Świdnicka-Straße am Großen Ring

Nachdem das realsozialistische System ein Ende gefunden hatte und der eiserne Vorhang abgebaut worden war, brach auch in Breslau eine neue Epoche an. Ab 1990 begann der Wiederaufbau, der nun auch deutsches Kulturerbe einbeziehen durfte, und brachte dies in Einklang mit der nun polnischen Identität der Stadt. Im Mai 1997 besuchte Papst Johannes Paul II. erneut Breslau, wo ein Eucharistischer Weltkongress stattfand.
Zwei Monate später verwüstete die Oderflut Breslau schwer. Innerhalb von vier Tagen regnete es in Schlesien so viel wie normalerweise in einem Monat. Eine Flutwelle kam aus Richtung Tschechien und Oberschlesien. Um die Überflutung der Stadt zu verhindern, hätten die Deiche im Süden der Stadt gesprengt werden sollen. Proteste der Anwohner und Bauern verhinderten dies aber; die Behörden waren mit dieser Situation überfordert und handelten nicht weiter. Während des Hochwassers wurden zahlreiche Stadtteile überschwemmt. Auch die Altstadt war betroffen, wobei der Große Ring mit dem historischen Rathaus verschont blieb. Zahlreiche Wohnhäuser aus der Gründerzeit erlitten schwere Beschädigungen und waren nach der Überschwemmung vom Abriss bedroht. Versicherer und Baufachleute schätzten die Schäden in der Stadt auf knapp 200 Millionen Euro. Nach dem Hochwasser wurden neue Hochwasserschutzmaßnahmen an der Oder getroffen, um Breslau vor zukünftigen Katastrophen zu schützen.
Der EU-Beitritt Polens zum 1. Mai 2004 ermöglichte die Inanspruchnahme von Geldern aus dem Infrastrukturfonds, mit deren Hilfe historische Bauten renoviert, Straßen und der öffentliche Nahverkehr saniert wurden. Am 13. Juli 2006 nahm die UNESCO die Jahrhunderthalle in die Welterbeliste auf.
Im Jahr 2012 fand in Polen die Fußball-Europameisterschaft 2012 statt. Breslau wurde als Austragungsort ausgesucht und erhielt ein neues Stadion, das 2011 eröffnete Stadion Miejski. 2012 wurde der Sky Tower fertiggestellt; er ist das höchste Gebäude der Stadt.
Pro Jahr besuchen etwa eine Million Touristen aus aller Welt Breslau. 2015 verlieh die Gemeinschaft Evangelischer Kirchen in Europa Breslau den Ehrentitel Reformationsstadt Europas. Im Jahr 2016 war Breslau neben der spanischen Stadt Donostia-San Sebastián die Kulturhauptstadt Europas.

### Demographie
| Jahr     | Einwohner | Anmerkungen |
| -------- | --------- | --- |
| 1403     | ≈ 21.863  | wahrscheinliche Anzahl, darunter 2520 Bürger |
| 1555 /56 | ≈ 35.400  | wahrscheinliche Anzahl; Vergleich: Magdeburg (1550) 34.000, Berlin (1576, ohne B.-Kölln) 11.000, Köln a. Rh. (1430 u. 1600) 40.000                                                                                                |
| 1618     | ≈ 36.260  | wahrscheinliche Anzahl |
| 1675     | ≈ 30.310  | wahrscheinliche Anzahl; Vergleich: Magdeburg (1681) 7.700, Berlin (16.800, ohne B.-Kölln) 10.000, Köln a. Rh. (7114) 42.015 |
| 1710     | ≈ 40.890  | wahrscheinliche Anzahl Berlin (1710, nach Eingemeindung von Kölln und Vorstädten) 55.000 |
| 1756     | 054.744   | [ 46 ] [ 45 ] |
| 1763     | 042.114   | Zeit des Siebenjährigen Kriegs, nach anderen Angaben 49.049 Einwohner |
| 1770     | 051.522   | [ 45 ] |
| 1780     | 050.524   | [ 45 ] |
| 1790     | 051.219   | , nach anderen Angaben 54.917 Einwohner, darunter 10.117 Bürger (5270 Mann von der Garnison) |
| 1800     | 064.500   | Vergleich: Magdeburg (1801) 22.676, Berlin (180) 170.132, Köln a. Rh. (1801) 42.024 |
| 1816     | 068.733   | am Jahresende |
| 1828     | 090.090   | am Jahresende, mit Einschluss des Militärs |
| 1829     | 084.904   | ohne Garnison, davon 57.693 Evangelische, 22.355 Katholiken und 4856 Juden, Garnison und Angehörige 5116 Personen |
| 1832     | 088.509   | Hauptstadt, bestehend aus der Innenstadt und den Vorstädten, mit 3895 Häusern |
| 1837     | 088.869   | am Jahresende |
| 1843     | 097.939   | am Jahresende, davon 63.171 Evangelische, 28.429 Katholiken und 6339 Juden |
| 1850     | 114.000   | |
| 1867     | 171.926   | davon 100.004 Evangelische, 58.415 Katholiken, 12.574 Juden und 933 Sonstige |
| 1871     | 207.997   | am 1. Dezember, davon 121.185 Evangelische, 72.145 Katholiken, 751 sonstige Christen, 13.916 Juden; nach anderen Angaben 208.025 bzw. 211.037 Einwohner                                                                           |
| 1875     | 239.050   | [ 56 ] |
| 1880     | 272.912   | [ 56 ] |
| 1885     | 299.640   | [ 56 ] |
| 1890     | 335.186   | davon 190.761 Evangelische, 125.483 Katholiken und 17.754 Juden |
| 1900     | 422.709   | (einschließlich 5948 aktiver Militärpersonen) davon 244.117 Evangelische und 157.050 Katholiken, etwa 5 % Juden; 97,7 % deutscher Nationalität, 3103 Personen sprechen neben dem Deutschen polnisch, 5363 ausschließlich polnisch |
| 1905     | 470.904   | am 1. Dezember, davon 276.056 Evangelische (darunter 630 mit polnischer Muttersprache), 172.285 Katholiken (darunter 5370 mit polnischer Muttersprache) und 20.356 Juden; 5978 aktive Militärpersonen                             |
| 1910     | 512.105   | davon 303.378 Evangelische, 183.542 Katholiken und 20.212 Juden; 6047 Militärpersonen |
| 1925     | 557.139   | davon 332.817 Evangelische, 182.343 Katholiken, 1437 sonstige Christen und 23.240 Juden |
| 1933     | 625.198   | davon 372.331 Evangelische, 197.215 Katholiken, 588 sonstige Christen und 20.201 Juden |
| 1939     | 620.976   | davon 368.464 Evangelische, 193.805 Katholiken, 2135 sonstige Christen und 10.659 Juden |

| Jahr      | 1946    | 1956    | 1960    | 1965    | 1970    | 1975    | 1980    | 1990    | 1999    | 2003    | 2008    | 2014               | 2015               |
| Einwohner | 171.000 | 400.000 | 431.800 | 475.000 | 526.000 | 579.900 | 617.700 | 640.600 | 650.000 | 638.000 | 632.200 | 633.105 (30. Juni) | 634.404 (30. Juni) |

### Etymologie des Stadtnamens

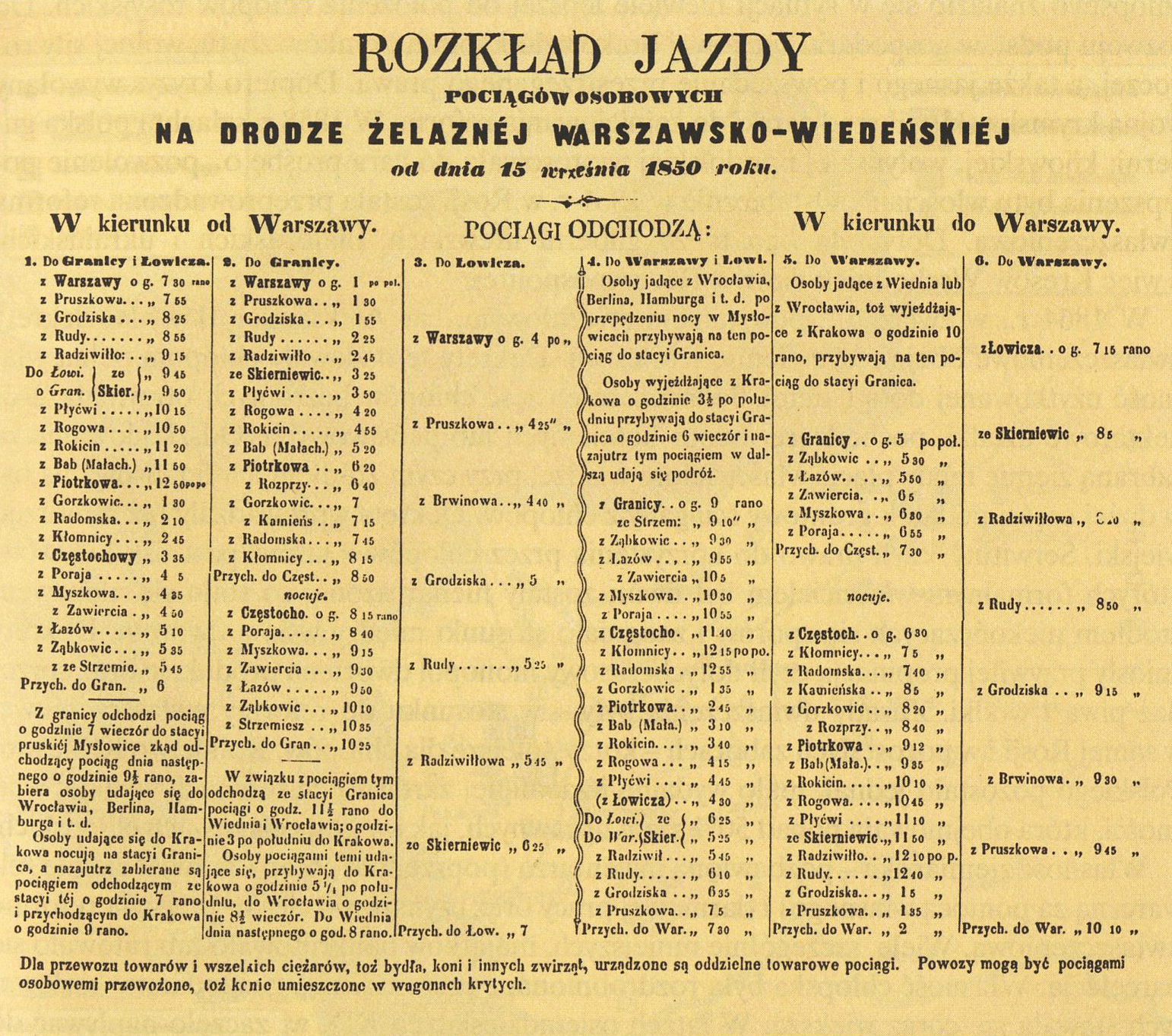
Fahrplan von 1850 der Warschau-Wiener Eisenbahn mit Verweis auf die Verbindungen nach Breslau („Wrocław“), Berlin und Hamburg

Der deutsche und der polnische Name der Stadt leiten sich vermutlich vom Namen des böhmischen Herzogs Vratislav I. ab, der im frühen 10. Jahrhundert zeitweilig über die Stadt herrschte und der Legende nach der Gründer der Stadt ist. Einer der ersten Belege für den Namen der Stadt ist in der aus dem frühen 11. Jahrhundert stammenden Chronik des Geschichtsschreibers Thietmar von Merseburg zu finden („Iohannem Wrotizlaensem“, „Wortizlava civitate“). Der deutsche Ortsname „Breslau“ ist aus dem Slawischen hervorgegangen.
Etymologisch entstand die deutsche Bezeichnung „Breslau“ aus der slawischen. Belegt werden kann dies durch den Vergleich historischer geistlicher und fürstlicher Urkunden, bei denen zahlreiche unterschiedliche Abwandlungen des Ortsnamens zu finden sind („ecclesiam Wratislaviensem“, „episcopus Wratizlauiensis“, „Wrotizlaensis“, „in foro Wratislaviensi“, „Wroczlaviensi provincia“, „Vrozlavia“, „Wortizlaua“, „Wrazslavie“, „Vratislavia“, „Wratizlavia“, „Wratislavia“, „Wratislawia“, „Vratizlav“, „Wratizlaw“, „Wratislaw“, „Wraislaw“, „Vratizlau“, „Wratizlau“, „Wratislau“, „Wreczeslaw“, „Wretslaw“, „Wrezlaw“, „Wrezlau“, „dux de Werslaue“, „Breczlaw“, „Bretzlaw“, „Bretlav“, „Bretzlau“, „Bretzla“, „Brezslaw“, „Brezlaw“, „Breßlaw“, „Bresslaw“, „Presslaw“, „Breslow“, „Breslou“, „Breßlau“, „Bresslau“, „Breslau“).
Die auf Betreiben der Schlesischen Piasten mit deutschen Siedlern gegründete Neustadt übernahm den Namen der benachbarten Bischofsstadt, dessen polnische Version mit der Zeit zu „Wrocław“ verkürzt wurde. Der politische Zusammenschluss beider Städte erfolgte erst im Jahr 1808.
Seit dem 19. Jahrhundert war im deutschen Sprachraum nur noch die Form „Breslau“ geläufig. Die deutschen Schlesier sagten oft auch „Prassel“ oder „Brassel“. Die Ersetzung des Lautes „w“ durch den Laut „b“ kann dadurch erklärt werden, dass die deutschen Ansiedler den vorgefundenen Ortsnamen slawischen Ursprungs mundgerecht umgebildet haben, um ihn leichter aussprechen zu können. Teilweise wird vermutet, dass der deutsche Ort anfänglich auch einen eigenen Namen hatte, der aber historisch nicht überliefert wurde. Der polnische Ortsname „Wrocław“ wiederum leitet sich vom Personennamen „Wrócisław“ ab. Der Name „Wrócisław“ oder „Vratislav“ ist ein zusammengesetzter Personenname. Der erste Teil (polnisch „wrócić“, „wracać“, tschechisch „vraceti“, „vrátiti“) steht für „zurückkommen“, „wiedererstatten“, „stürzen“, „vertreiben“, „in die Flucht schlagen“. Der zweite Teil („sław“) steht für „Name“, „Ansehen“, „guter Ruf“, „Ruhm“. Der Anfangsbuchstabe „W“ des Namens des Stadtgründers ist seit je, mit Ausnahme der Zeit von 1938 bis 1990, im deutschen und polnischen Wappen der Stadt Breslau/Wrocław zu sehen (siehe unten unter „Politik“, „Stadtwappen“).

## Politik

### Stadtpräsident
Stadtpräsident ist seit 2018 Jacek Sutryk. Sein Vorgänger war 16 Jahre lang Rafał Dutkiewicz. Die Wahl 2024 führte zu folgendem Ergebnis:
- Jacek Sutryk (Wahlkomitee Jacek Sutryk – Lewica und unabhängige lokale Verwaltungen) 34,3 % der Stimmen
- Izabela Bodnar (Trzecia Droga) 29,8 % der Stimmen
- Łukasz Kasztelowicz (Prawo i Sprawiedliwość) 19,2 % der Stimmen
- Jerzy Michalak (Wahlkomitee parteilose lokale Verwaltungen) 8,0 % der Stimmen
- Robert Grzechnik (Konfederacja Polski Niepodległej) 5,4 % der Stimmen
- Übrige 3,3 % der Stimmen

Im notwendige zweiten Wahlgang wurde Amtsinhaber Sutryk, der außer von seinem eigenen Wahlkomitee auch von der Koalicja Obywatelska unterstützt wurde, mit 68,3 % gegen Bodnar wiedergewählt.
Die Wahl 2018 führte zu folgendem Ergebnis:
- Jacek Sutryk (Koalicja Obywatelska) 50,2 % der Stimmen
- Mirosława Stachowiak-Różecka (Prawo i Sprawiedliwość) 27,5 % der Stimmen
- Katarzyna Obara-Kowalska (Bezpartyjny Wrocław) 7,4 % der Stimmen
- Jerzy Michalak (Wahlkomitee Jerzy Michalak) 6,9 % der Stimmen
- Zbigniew Antoni Jarząbek (Kukiz’15) 2,4 % der Stimmen
- Marta Lempart (Wiosna) 2,3 % der Stimmen
- Übrige 3,3 % der Stimmen

Damit wurde Sutryk bereits im ersten Wahlgang gewählt.

### Stadtrat
Breslau ist seit 1999 Hauptstadt der Woiwodschaft Niederschlesien. Der Stadtrat besteht aus 37 Mitgliedern und wird direkt gewählt. Die Stadtratswahl 2024 führte zu folgendem Ergebnis:
- Koalicja Obywatelska (KO) 42,1 % der Stimmen, 23 Sitze
- Prawo i Sprawiedliwość (PiS) 21,5 % der Stimmen, 8 Sitze
- Wahlkomitee Jacek Sutryk – Lewica und unabhängige lokale Verwaltungen 14,2 % der Stimmen, 6 Sitze
- Trzecia Droga (TD) 8,4 % der Stimmen, kein Sitz
- Konfederacja Polski Niepodległej 6,1 % der Stimmen, kein Sitz
- Wahlkomitee parteilose lokale Verwaltungen 4,3 % der Stimmen, kein Sitz
- Übrige 3,4 % der Stimmen, kein Sitz

Die Stadtratswahl 2018 führte zu folgendem Ergebnis:
- Koalicja Obywatelska (KO) 35,0 % der Stimmen, 17 Sitze
- Prawo i Sprawiedliwość (PiS) 26,6 % der Stimmen, 13 Sitze
- Wahlkomitee Rafał Dutkiewicz – Allianz für Breslau 14,2 % der Stimmen, 7 Sitze
- Bezpartyjny Wrocław 7,9 % der Stimmen, kein Sitz
- Wahlkomitee Jerzy Michalak 5,9 % der Stimmen, kein Sitz
- Kukiz’15 3,6 % der Stimmen, kein Sitz
- Partia Zieloni 2,7 % der Stimmen, kein Sitz
- Wahlkomitee für Alle 2,6 % der Stimmen, kein Sitz
- Übrige 1,5 % der Stimmen, kein Sitz

### Stadtwappen
- Das von Kaiser Karl V. der Stadt verliehene Wappen wurde von 1530 bis 1938 und von 1945 bis 1948 verwendet und wurde auf der Flagge Breslaus vor 1938 abgebildet. Es ist seit 1990 wieder in Gebrauch: Quadriert; anstelle eines Mittelschildes belegt mit einer aufgerichteten silbernen Schüssel, darin das Haupt Johannes des Täufers. Im ersten Feld in Rot ein links gewendeter, goldgekrönter, doppelschwänziger, silberner Löwe (der böhmische Löwe), im zweiten Feld in Gold ein schwarzer Adler, dessen Brust mit einem steigenden silbernen Halbmond (Brustmond) belegt ist (der schlesische Adler), im dritten Feld in Gold ein schwarzes „W“ (vom Stadtnamen Wratislavia und dem Stadtgründer Wratislaw), im vierten Feld in Rot das Haupt Johannes des Evangelisten mit goldenem Nimbus; den Halsabschnitt verdeckt ein goldener Brustschmuck in Gestalt einer gestürzten Krone. Die beiden Johannes’ sind neben der Hl. Hedwig besondere Patrone der schlesischen Kirche.
- Im Zeitraum des Nationalsozialismus kam 1938–1945 ein vom Künstler Mjölnir entworfenes Stadtwappen zum Einsatz: Geteilt; oben in Gold ein rot bewehrter schwarzer Adler, dessen Brust mit einem steigenden silbernen Halbmond belegt ist (der schlesische Adler), unten in Rot das Eiserne Kreuz mit der Jahreszahl 1813.
- Unter der kommunistischen Regierung Polens wurde 1948–1990 ein Stadtwappen mit folgendem Bild verwendet: rechts in Rot der halbe silberne, aber ungekrönte polnische Adler, links in Gold der halbe schwarze schlesische Adler.[65]

### Städtepartnerschaften

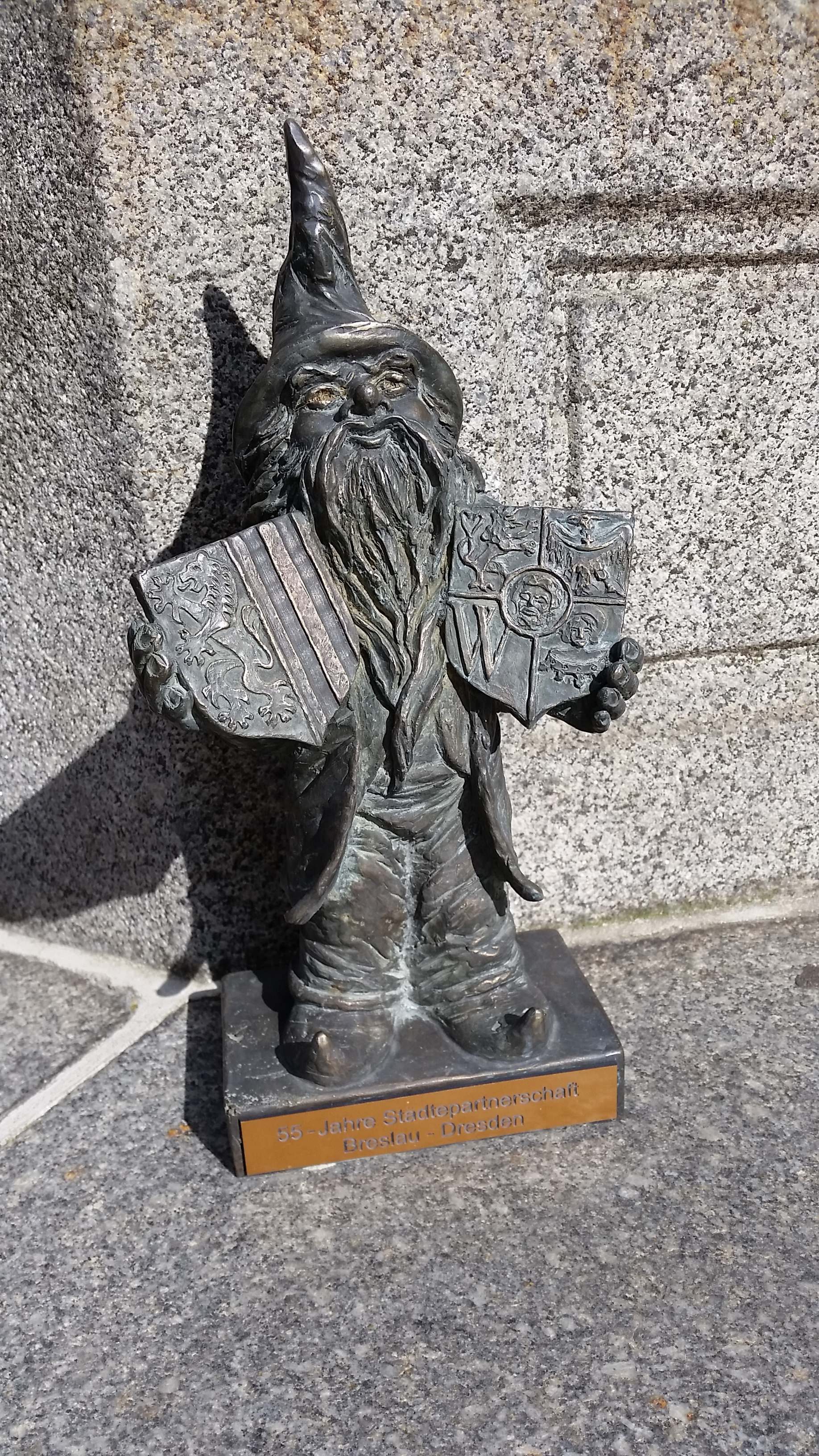
Breslauer Zwerg am Hietzigbrunnen in der Inneren Altstadt von Dresden.

Die 17 Partnerstädte von Breslau sind
| Stadt                       | Land                   | seit                    |
| --------------------------- | ---------------------- | ----------------------- |
| Batumi                      | Georgien               | 2019                    |
| Breda                       | Niederlande            | 1991                    |
| Charlotte                   | Vereinigte Staaten     | 1991                    |
| Cheongju                    | Volksrepublik China    | 2023                    |
| Dresden                     | Deutschland            | 1963, aktualisiert 1991 |
| Guadalajara                 | Mexiko                 | 1995                    |
| Hradec Králové (Königgrätz) | Tschechien             | 2003                    |
| Kaunas                      | Litauen                | 2003                    |
| Kiew                        | Ukraine                | 2022                    |
| Lille                       | Frankreich             | 2013                    |
| Lwiw (Lemberg)              | Ukraine                | 2003                    |
| Département Vienne          | Frankreich             | 1990                    |
| Vilnius                     | Litauen                | 2014                    |
| Wiesbaden                   | Deutschland            | 1987                    |
| Oxford                      | Vereinigtes Königreich | 2018                    |
| Ramat Gan                   | Israel                 | 1997                    |
| Reykjavík                   | Island                 | 2017                    |

1950 übernahm die Stadt Köln auf Betreiben von Heimatvertriebenen eine Städtepatenschaft über Breslau. 1959 wurde deshalb der Platz an der Nordseite des Hauptbahnhofes in Breslauer Platz benannt. Die Städtepatenschaft spielt heutzutage im öffentlichen Leben der Stadt Köln keine Rolle mehr. Im offiziellen Internetauftritt der Stadt Köln wird diese Patenschaft nicht mehr erwähnt. Andere Homepages hierzu sind verwaist oder veraltet.

## Kultur und Sehenswürdigkeiten
Die gesamte Altstadt und auch angrenzende Bezirke sind von hunderten der Breslauer Zwerge „besiedelt“, die sowohl an Sehenswürdigkeiten als auch an anderen Orten aufgestellt sind.

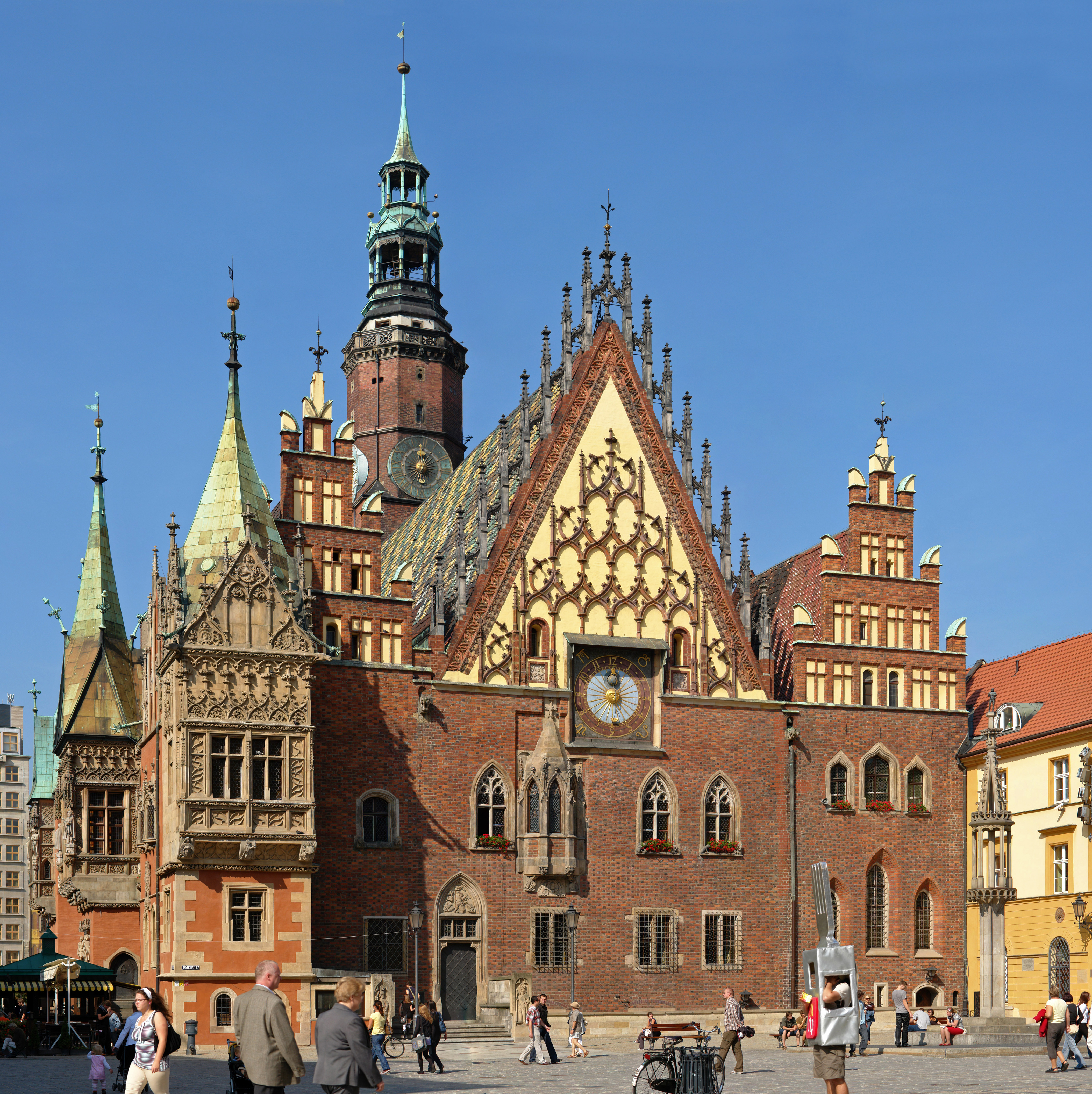
Ein Wahrzeichen Breslaus ist das Alte Rathaus am Großen Ring.

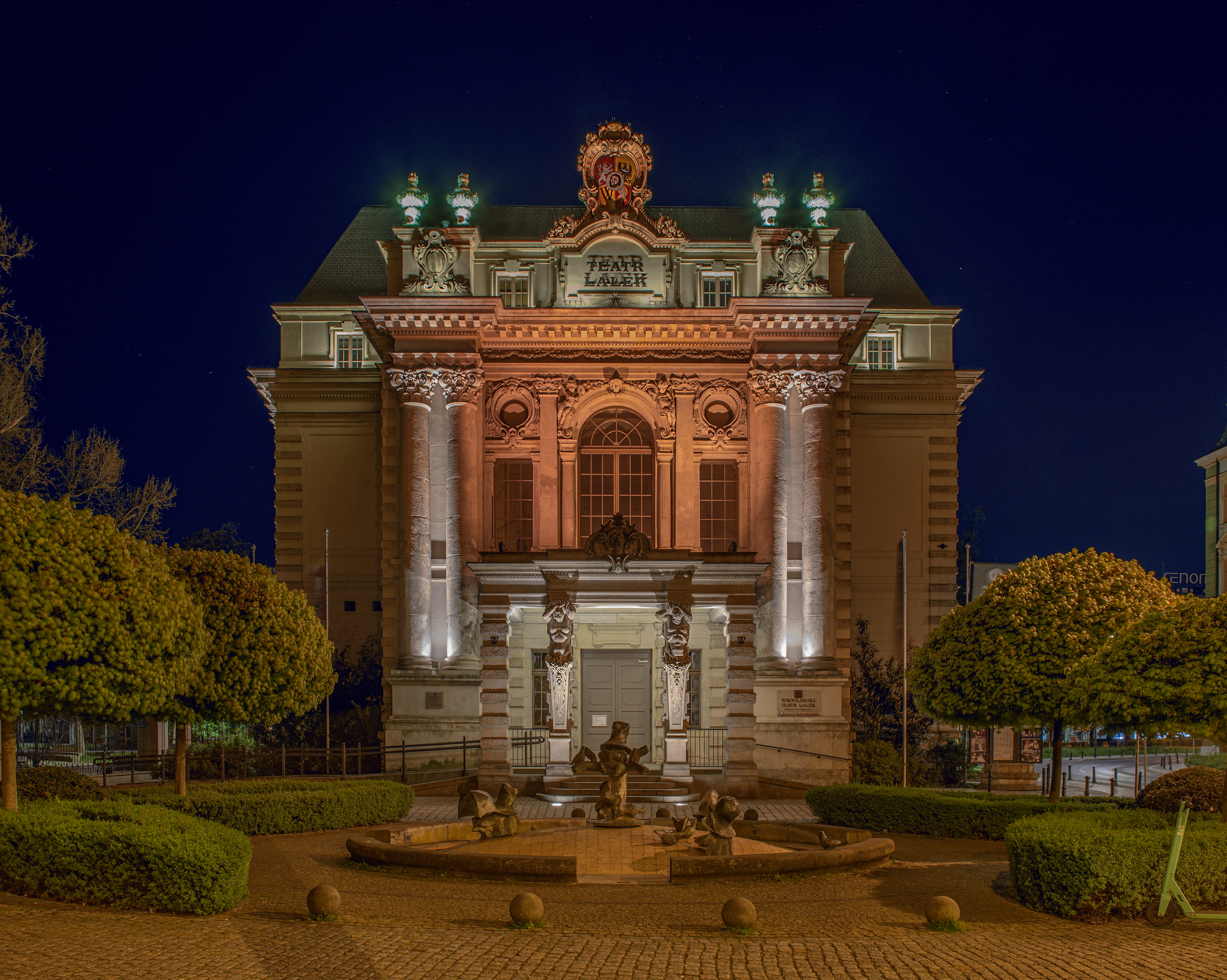
Puppentheater

### Theater
Breslau besitzt einige Theater, wie das Polnische Theater Breslau, eine Oper, eine Operette sowie eine Philharmonie, ein Musikforum und ein Puppentheater.

### Museen
Die Stadt verfügt über eine große Anzahl von Museen, die teils auf eine jahrhundertelange Geschichte zurückblicken können. Das größte und bekannteste bildet das 1947 gegründete Nationalmuseum für bildende Kunst. Weitere wichtige Museen sind das Stadtmuseum im Breslauer Stadtschloss, das Panorama von Racławice, das 1814 gegründete Naturhistorische Museum im Botanischen Garten, das Erzdiözesanmuseum, das Geologische Museum, das polnische Architekturmuseum sowie das Universitätsmuseum mit Aula Leopoldina und Mathematischem Turm. Die zuletzt neu eröffneten Museen in Breslau sind das historische Geschichtszentrum Zajezdnia (2016), die Galerie OP ENHEIM (2018) und das Museum der Illusionen (2021).

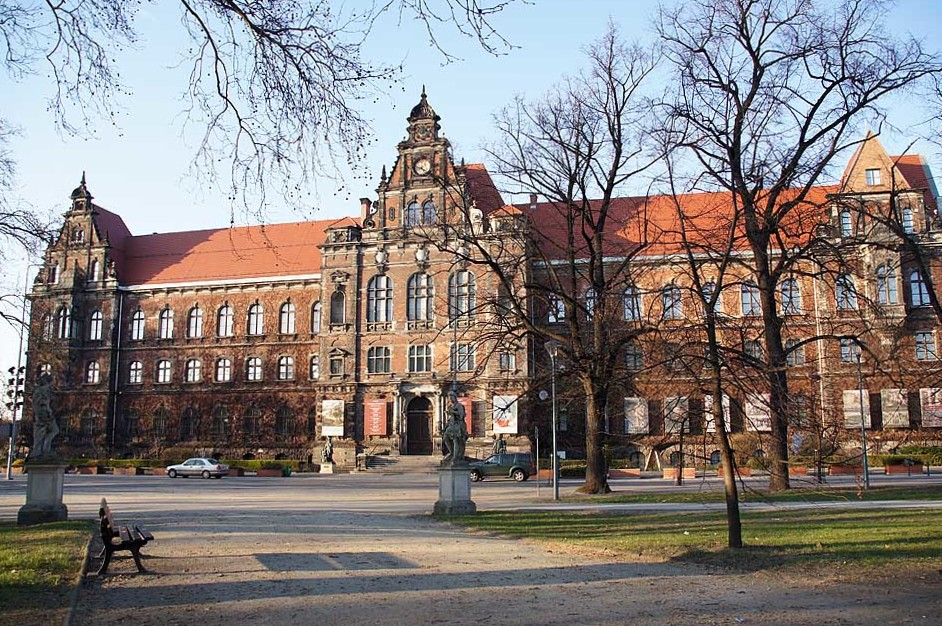
Nationalmuseum für bildende Kunst
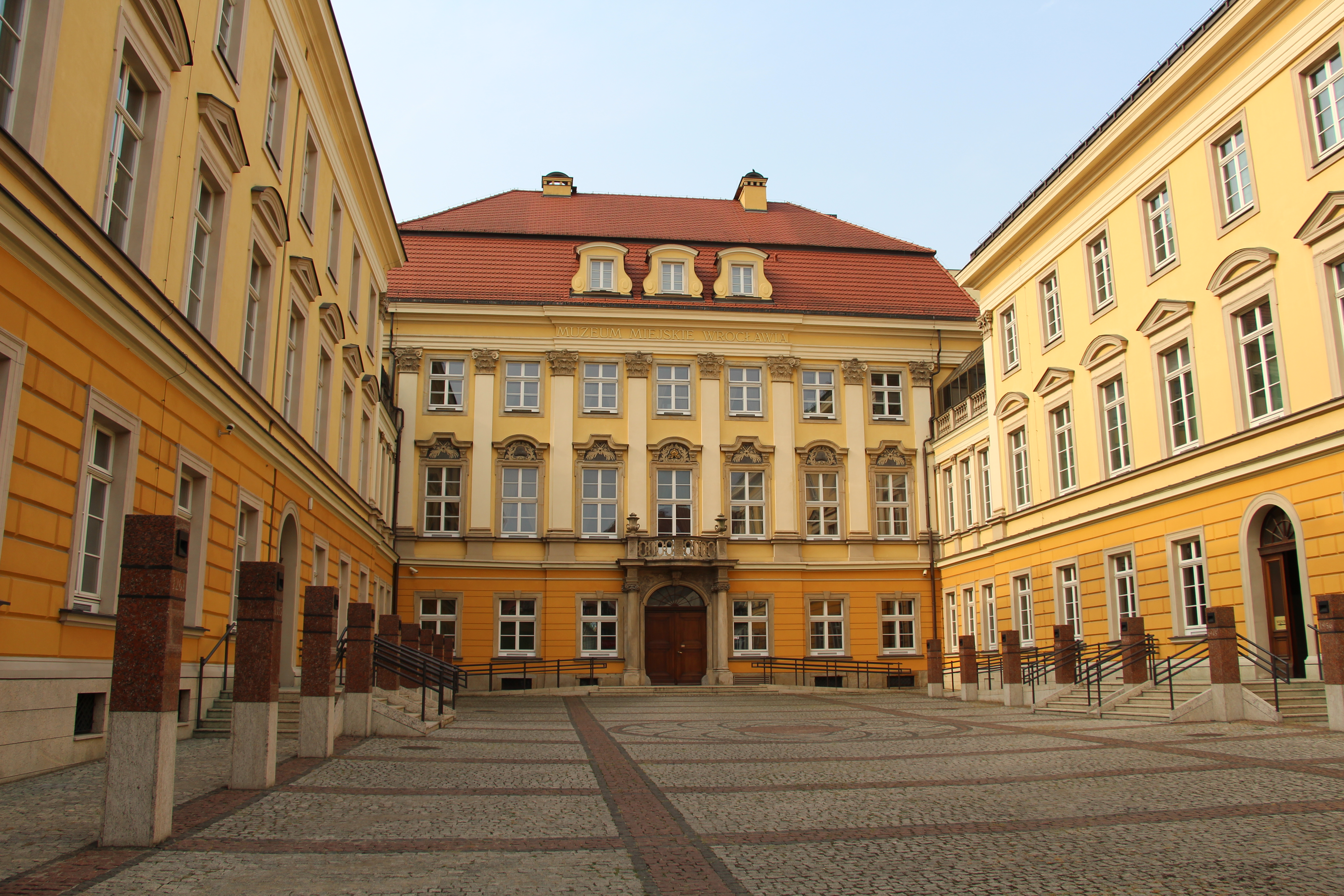
Breslauer Stadtschloss
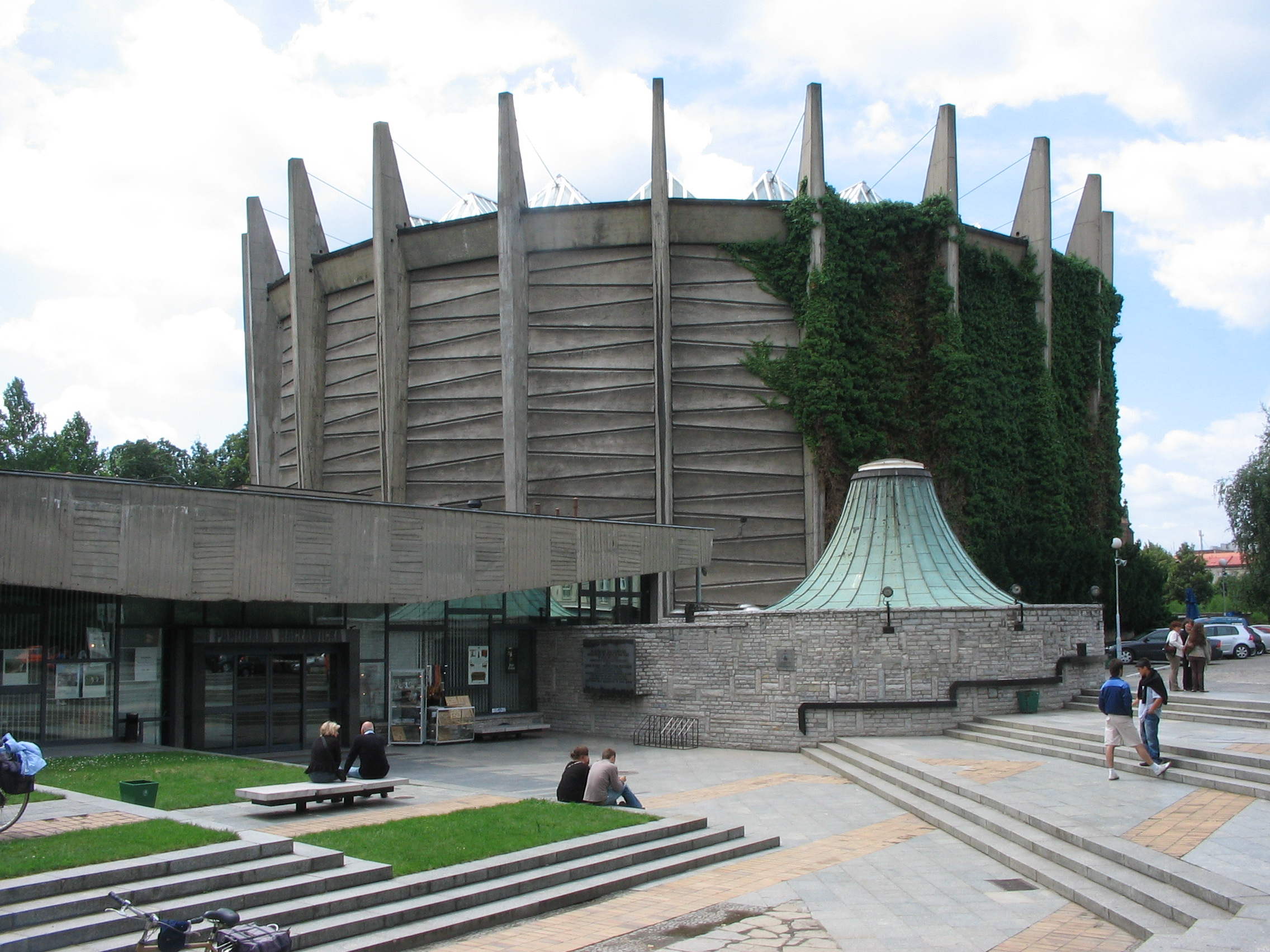
Panorama von Racławice
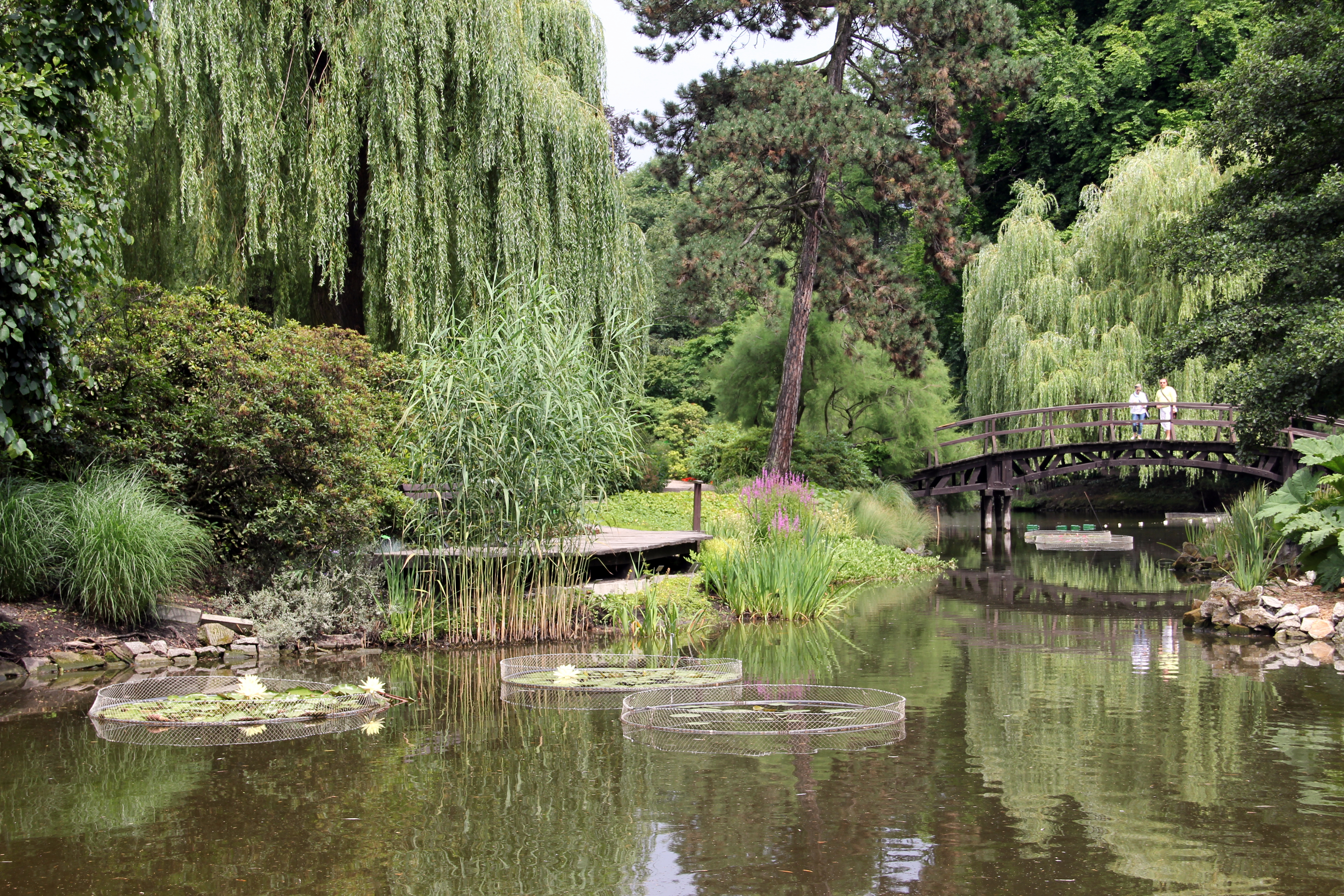
Botanischer Garten

### Bauwerke

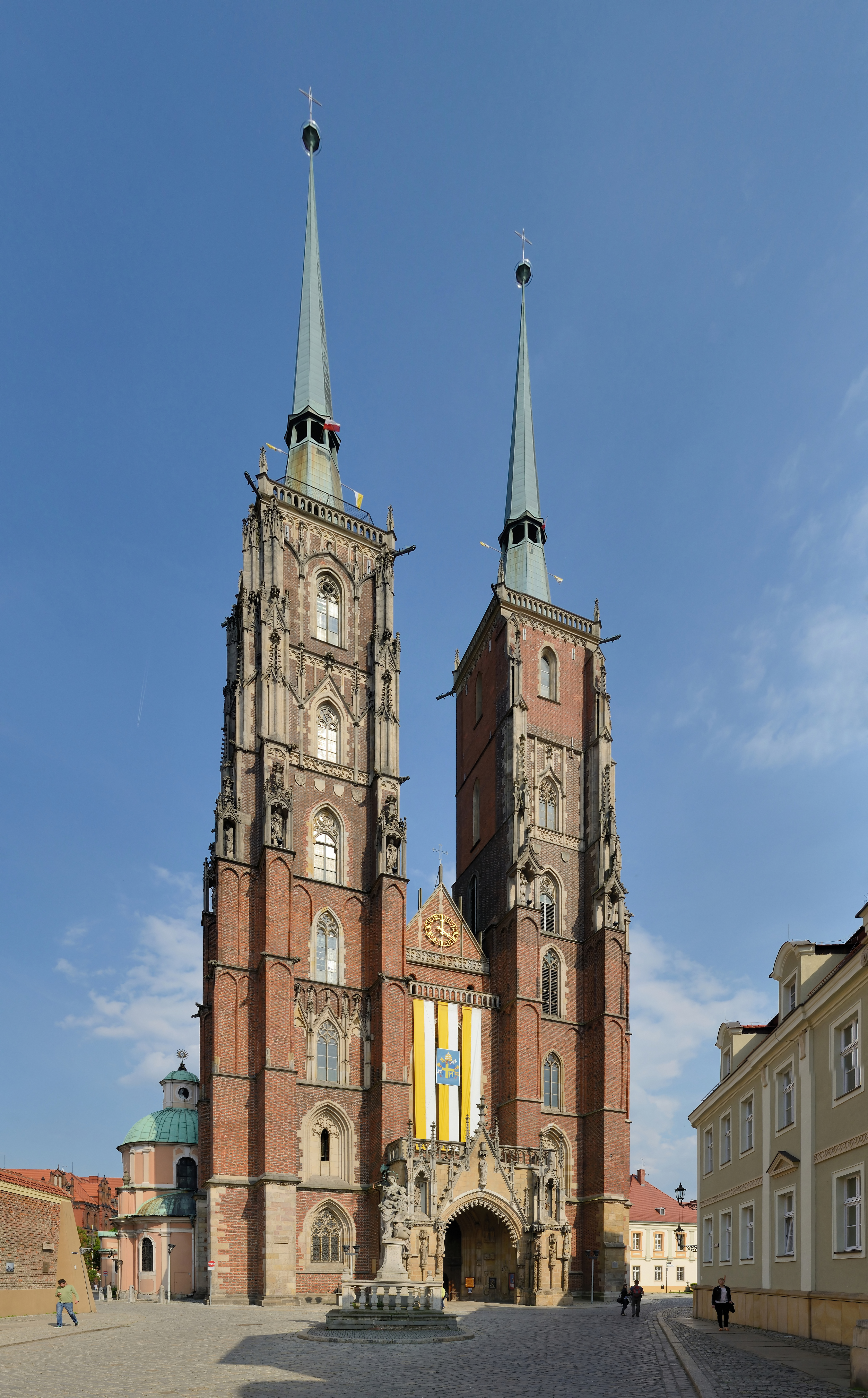
Breslauer Dom (2014)

#### Sandinsel und Dominsel(Wyspa Piasek/Ostrów Tumski)
- Breslauer Dom St. Johannes (römisch-katholisch)
- Sandkirche (gotisch, 1334–1440) (römisch-katholisch), erbaut durch den Baumeister Peschel
- St. Ägidius (romanisch, 13. Jahrhundert) (römisch-katholisch)
- St. Anna (barock, 17. Jahrhundert) (jetzt St. Kyrill und Methodiu, orthodox)
- ehem. St. Anna (gotisch, 15. Jahrhundert) (jetzt Wohnhaus)
- Martinkirche (frühgotisch, 13. Jahrhundert) (römisch-katholisch)
- St. Michaelis, Breslau-Elbing (katholisch)
- St.-Peter-und-Paul-Kirche (gotisch, 15. Jahrhundert) (römisch-katholisch)
- zweigeschossige Stiftskirche zum Heiligen Kreuz und St. Bartholomäus (13.–14. Jahrhundert), erbaut vermutlich durch die Bauhütte des Meisters Wiland (römisch-katholisch, untere Kirche ehemals ukrainisch-uniert)
- Botanischer Garten, 1811 angelegt
- Sandbrücke, erbaut 1861, verbindet die Altstadt mit der Sandinsel
- Dombrücke, erbaut 1888 bis 1890, verbindet Dom- und Sandinsel miteinander

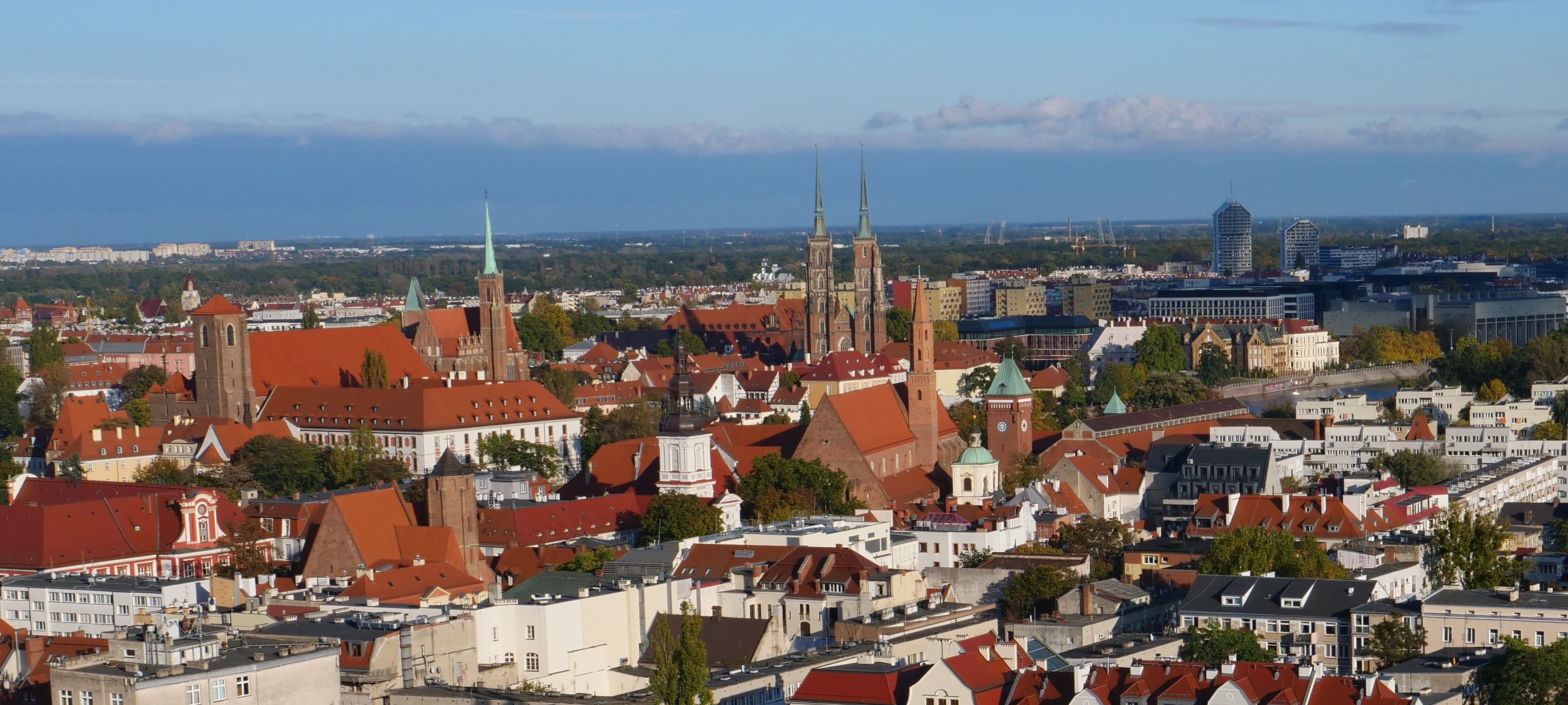
Blick auf Dom und Dominsel vom Turm der Elisabethkirche (2023)

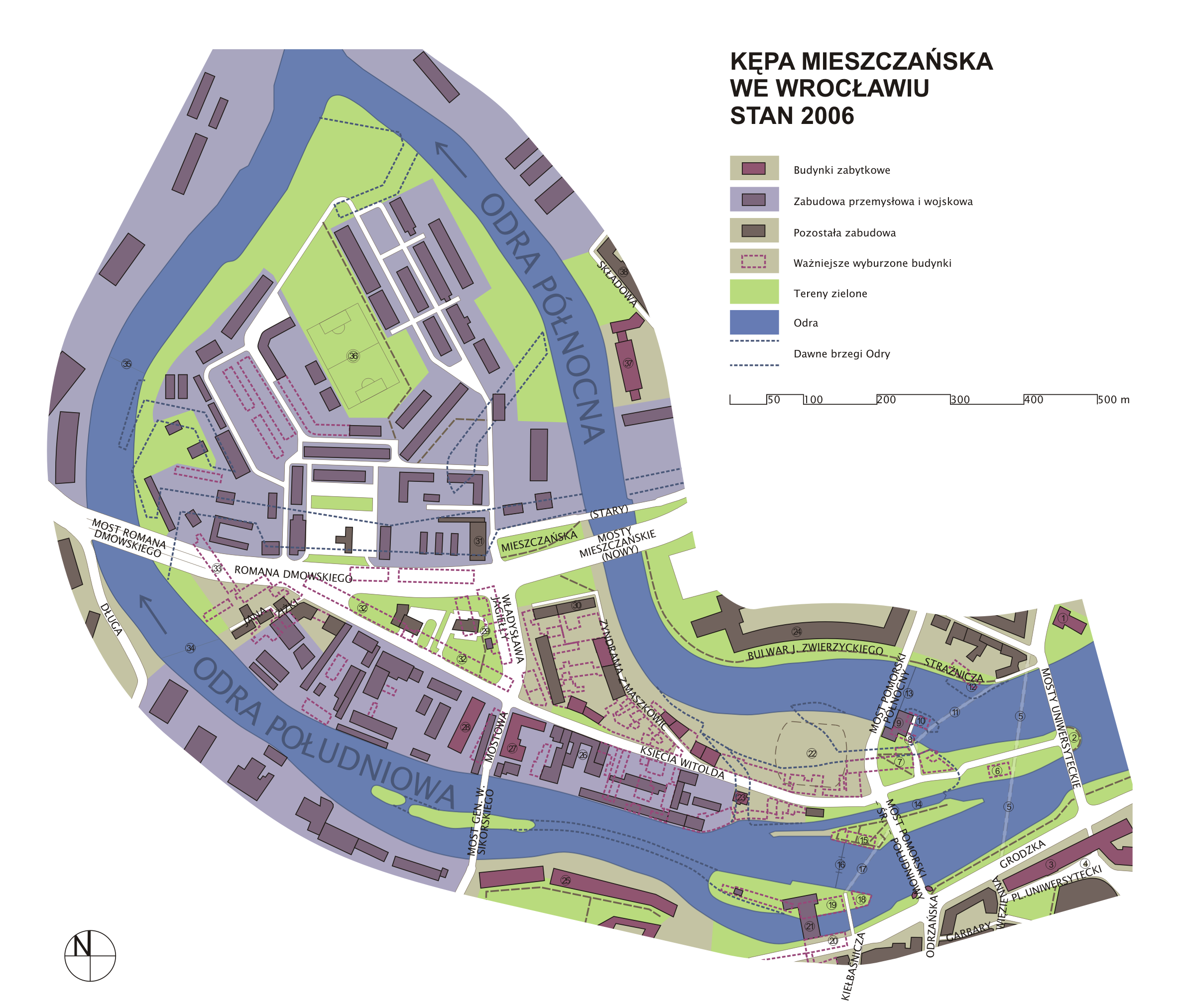
Westlich gelegene Insel Bürgerwerder (Kępa Mieszczańska)
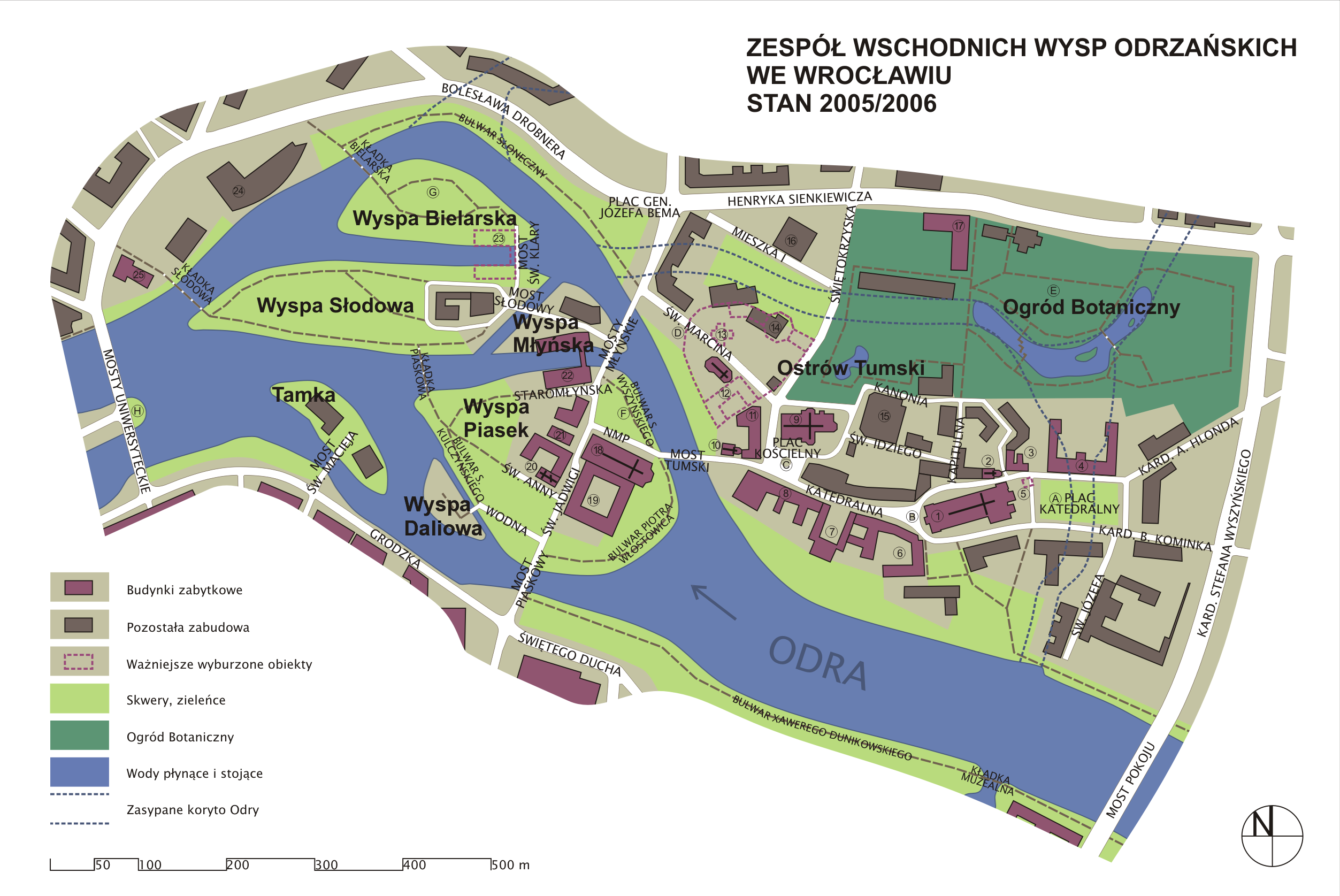
Östliche Oderinseln: Dominsel, Sandinsel, Tamka

#### Altstadt um den Ring(Stare Miasto)

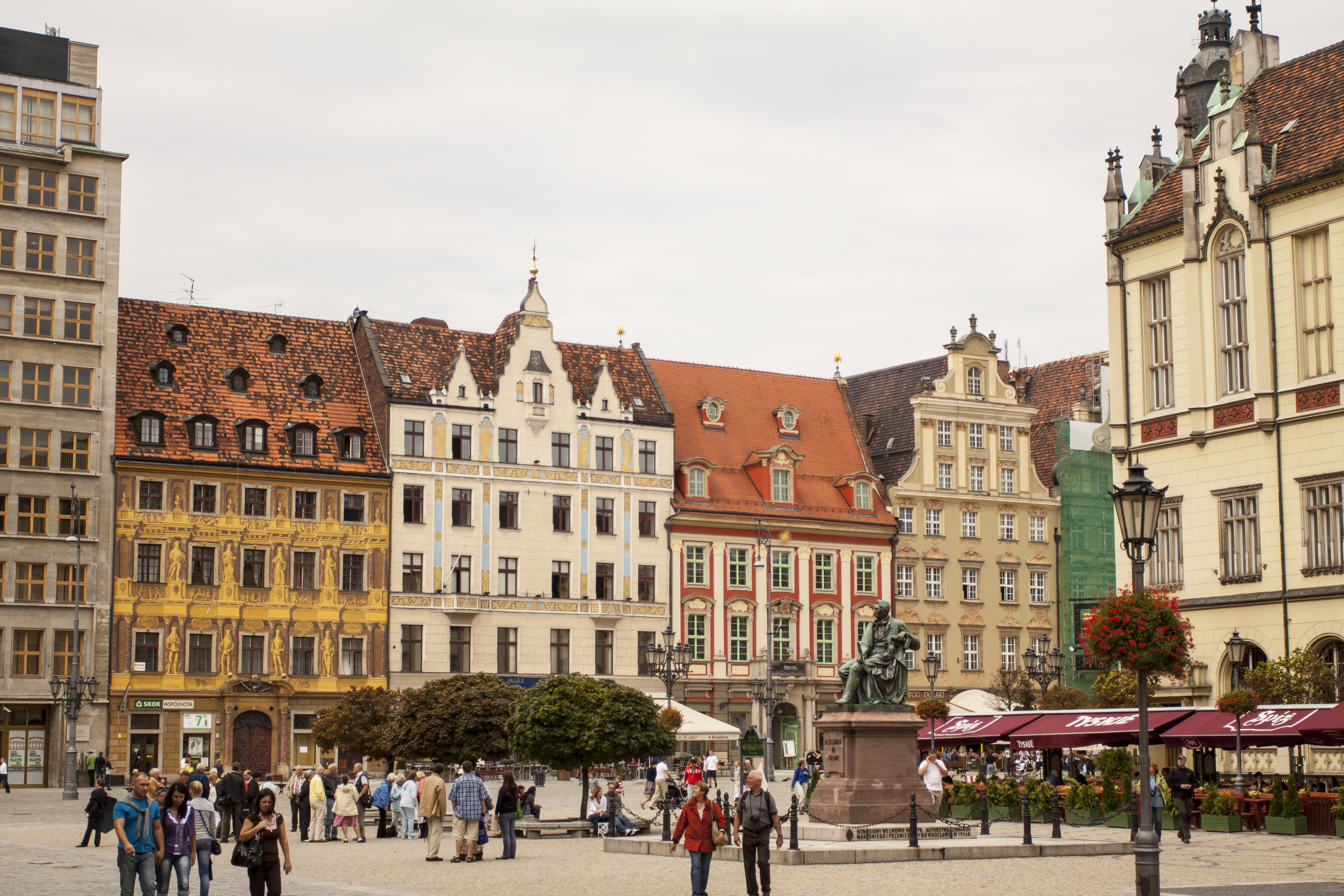
Westseite des Breslauer Rings (2010)

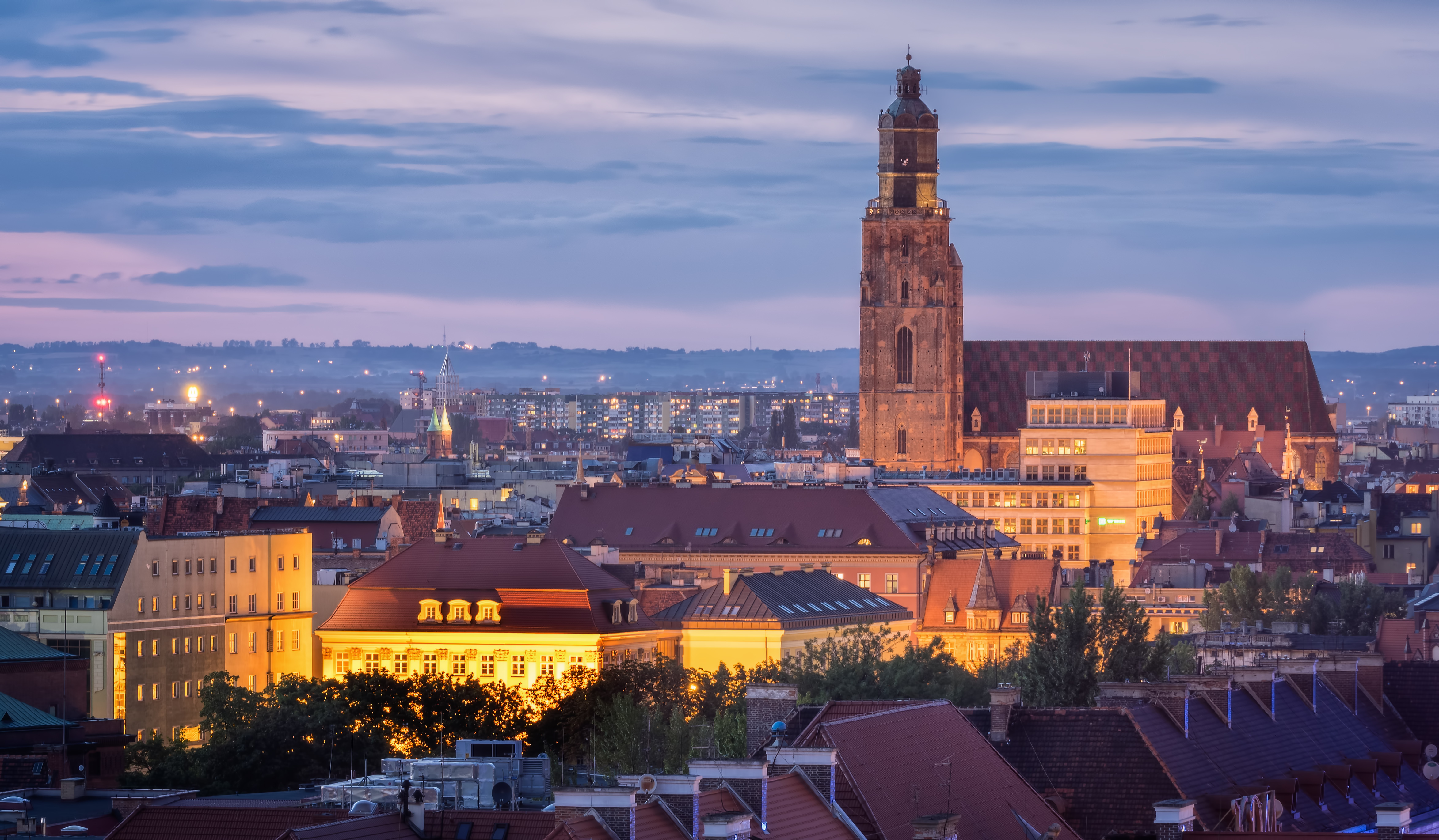
St.-Elisabeth-Kirche (2014)

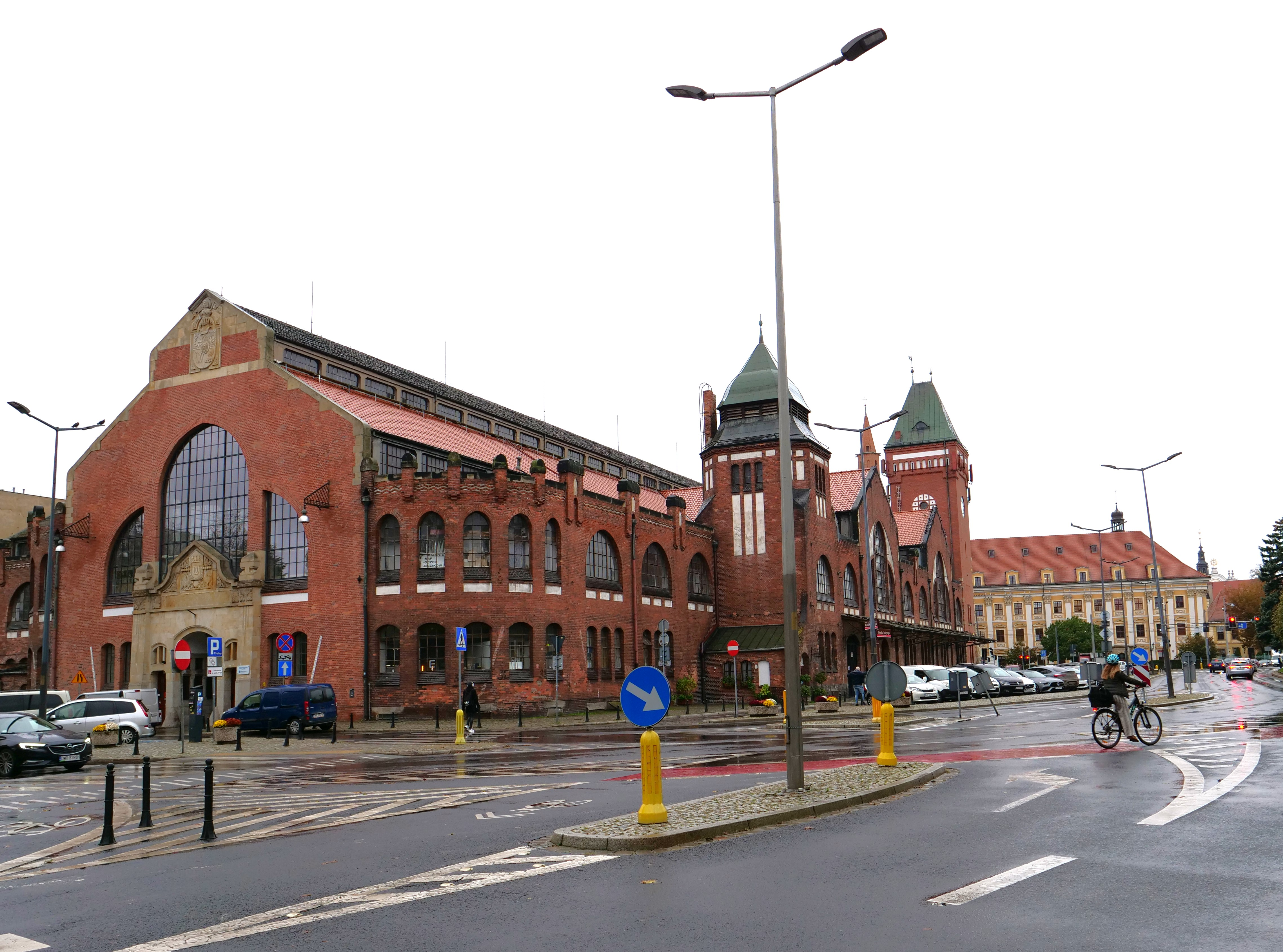
Markthalle (2023)

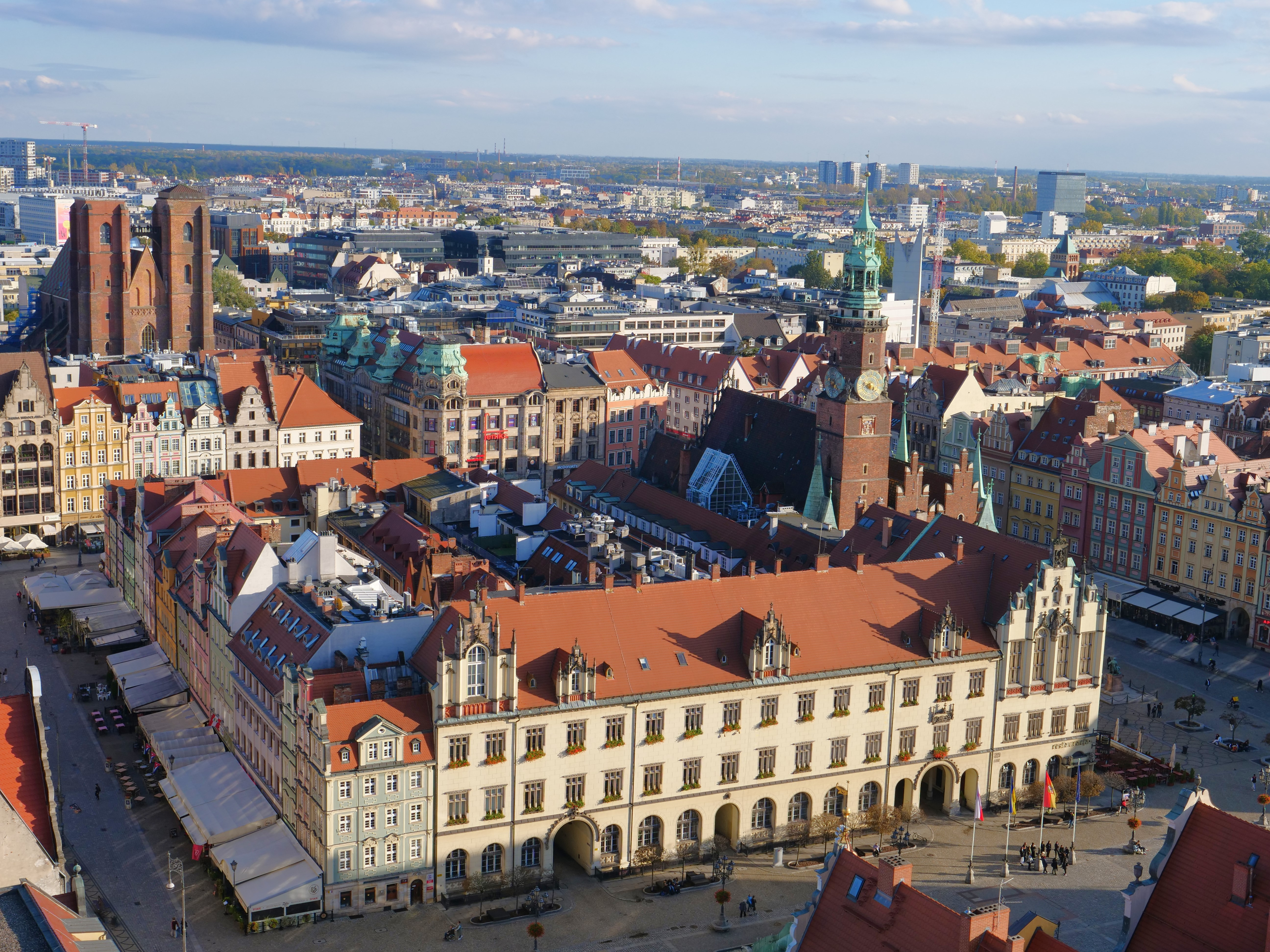
Rynek mit Magdalenenkirche (links oben), 2023

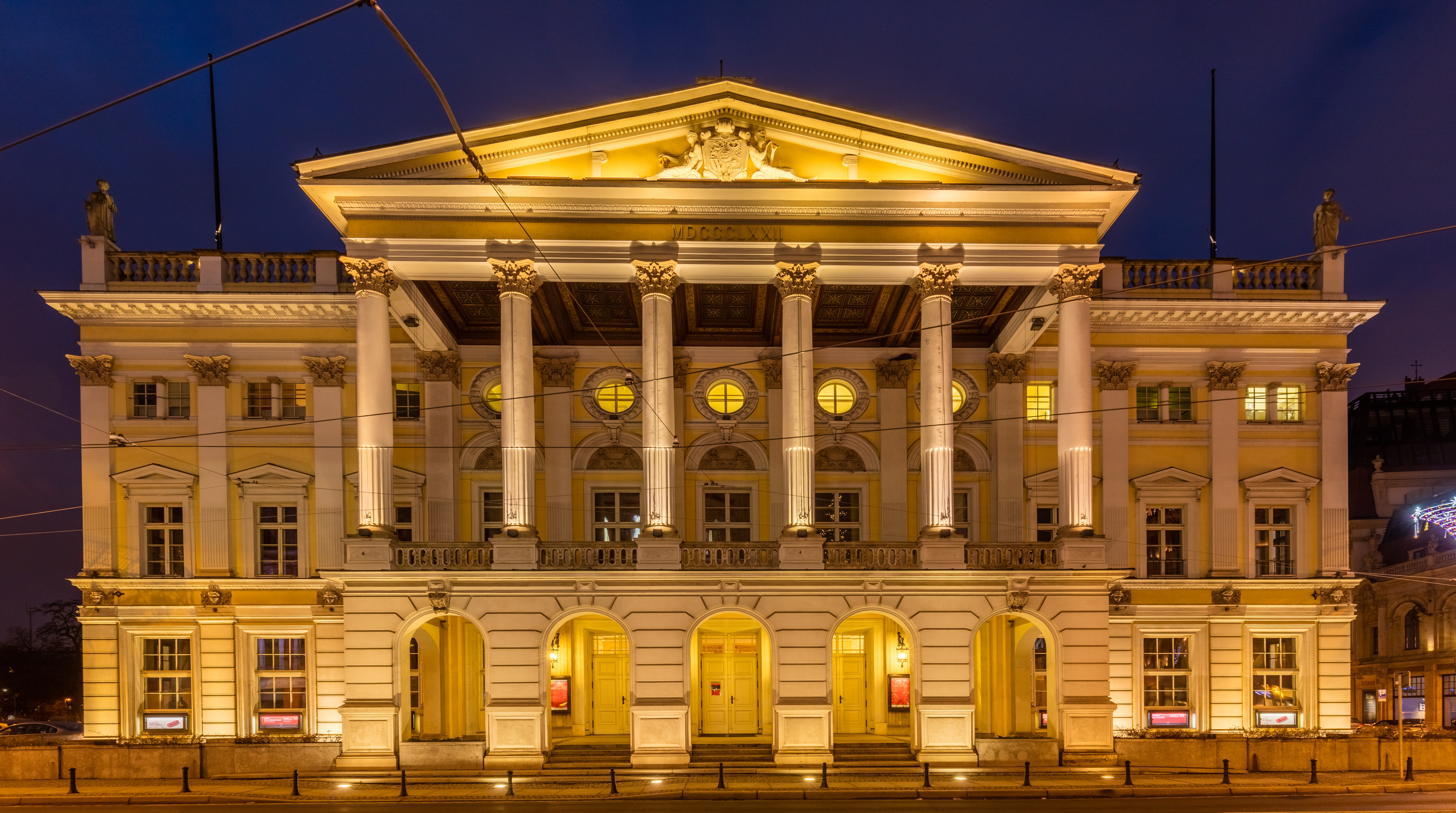
Opernhaus bei Nacht (2017)

- Adalbertkirche (gotisch, 13.–15. Jahrhundert) (römisch-katholisch)
- Alte Börse am Salzmarkt (polnisch Plac solny), klassizistisch 1822–1824
- Bernhardinerkirche (gotisch, 1463–1502) (Museum der Architektur)
- Breslauer Zwerge
- St.-Corpus-Christi-Kirche (gotisch, 15. Jahrhundert) (römisch-katholische Gottesdienste)
- Christophorikirche (gotisch, 15. Jahrhundert) (evangelisch, deutschsprachige Gottesdienste)
- Der Ring mit vielen wertvollen Bürgerhäusern (ebenso in den anliegenden Gassen)
- Dorotheenkirche (Kirche St. Stanislaus, Wenzel und Dorothea) (gotisch, nach 1381) (römisch-katholisch)
- Fechterbrunnen vor der Universität von Hugo Lederer
- ehemaliges Geschäftshaus an der Junkernstraße (bis 1990 NBP, bis 2005 Westbank – Bank Zachodni WBK, jetzt unbenutzt), von Hans Poelzig (1911)
- ehemalige Hofkirche (klassizistisch 1747–1750) (evangelisch)
- Liebichshöhe, erbaut in 1867, neu eröffnet nach Renovierung im Juni 2024[71]
- Jesuitenkirche (barock, 1689–1698) (römisch-katholisch)
- Ossolineum, ehemaliges Matthias-Gymnasium (Matthiasstift)
- ehemaliges Kaufhaus Petersdorff (nach dem Zweiten Weltkrieg Kameleon), erbaut von Erich Mendelsohn 1929 an der Schuhbrücke (polnisch ul. Szewska)
- ehemaliges Königsschloss (Rokoko, 18. Jahrhundert) Palais Friedrich II. erhalten. Von den späteren Anbauten auf der Nord- und Südseite (nach Plänen von Friedrich August Stüler um 1845 und 1865 erbaut) steht nur ein kleiner Teil. (Städtisches Museum)
- Breslauer Markthalle, Stahlbetonkonstruktion mit historischen Fassaden (Grundriss und Außenarchitektur Richard Plüddemann, Innenraum Heinrich Küster, 1908)
- Minoritenkirche St. Vinzenz (gotisch, begonnen 1232) (ukrainisch-unierte Kathedrale)
- ehemalige Mohrenapotheke (jetzt Lokalredaktion der Gazeta Wyborcza), umgestaltet und aufgestockt von Adolf Rading im Jahr 1928
- Nationalmuseum, ehemaliges Altes Regierungsgebäude (polnisch Muzeum Narodowe we Wrocławiu), Neurenaissance, nach 1860: Schlesische Kunst des 16.–19. Jahrhundert (polnisch Sztuka Śląska)
- Neues Regierungsgebäude (nationalsozialistischer Stil, nach 1933), Sitz des niederschlesischen Woiwodschaftsamtes
- Panorama von Racławice (Monumentales Rundgemälde, 1893/94 entstanden, aus Lemberg überführt), Gebäude nach 1960 von Marek Dziekoński
- Plac Solny, Salzmarkt
- Rathaus (gotisch, 1471–1504)
- Neues Rathaus (1860–1864) (Erweiterungsbau des alten Rathauses am Ring)
- Kathedrale der Geburt der seligen Jungfrau Maria (gotisch, 14.–15. Jahrhundert) (orthodoxe Kathedrale)
- St. Matthias (gotisch, 14. Jahrhundert) (römisch-katholisch)
- Städtische Pfarrkirche St. Maria Magdalena (gotisch 14.–15. Jahrhundert) (alt-katholisch)
- ehemalige Städtische evangelische Pfarrkirche St. Elisabeth, ab Enteignung 1946 römisch-katholische Garnisonskirche, seit 2004 tituliert als Basilika (gotisch, um 1330 begonnen), nach Brand von 1976 wiederaufgebaut
- Stadttheater an der Schweidnitzer Straße (1841, abgebrannt 1865 und 1871, zweimal wiedererrichtet, preußischer Klassizismus), geschaffen von Carl Ferdinand Langhans, nach der Renovierung wiedereröffnet
- Universität mit der Aula Leopoldina, Oratorium Marianum, (barock, Anfang 18. Jahrhundert)
- Corpshaus (bis 1945) des Corps Borussia zu Breslau des Architekten Karl Klimm, 1897 und Aufstockung 1910, im Stil des Historismus, ul. Nowa 6.[72] (Vereinigung polnischer Pfadfinder)
- Wallenberg-Pachaly-Palais (1785–1787)
- Concordia Design, erbaut 2020 und mit dem „Building of the Year Award 2021“ ausgezeichnet[73]

#### Ohlauer und Schweidnitzer Vorstadt(Przedmieście Oławskie i Świdnickie)

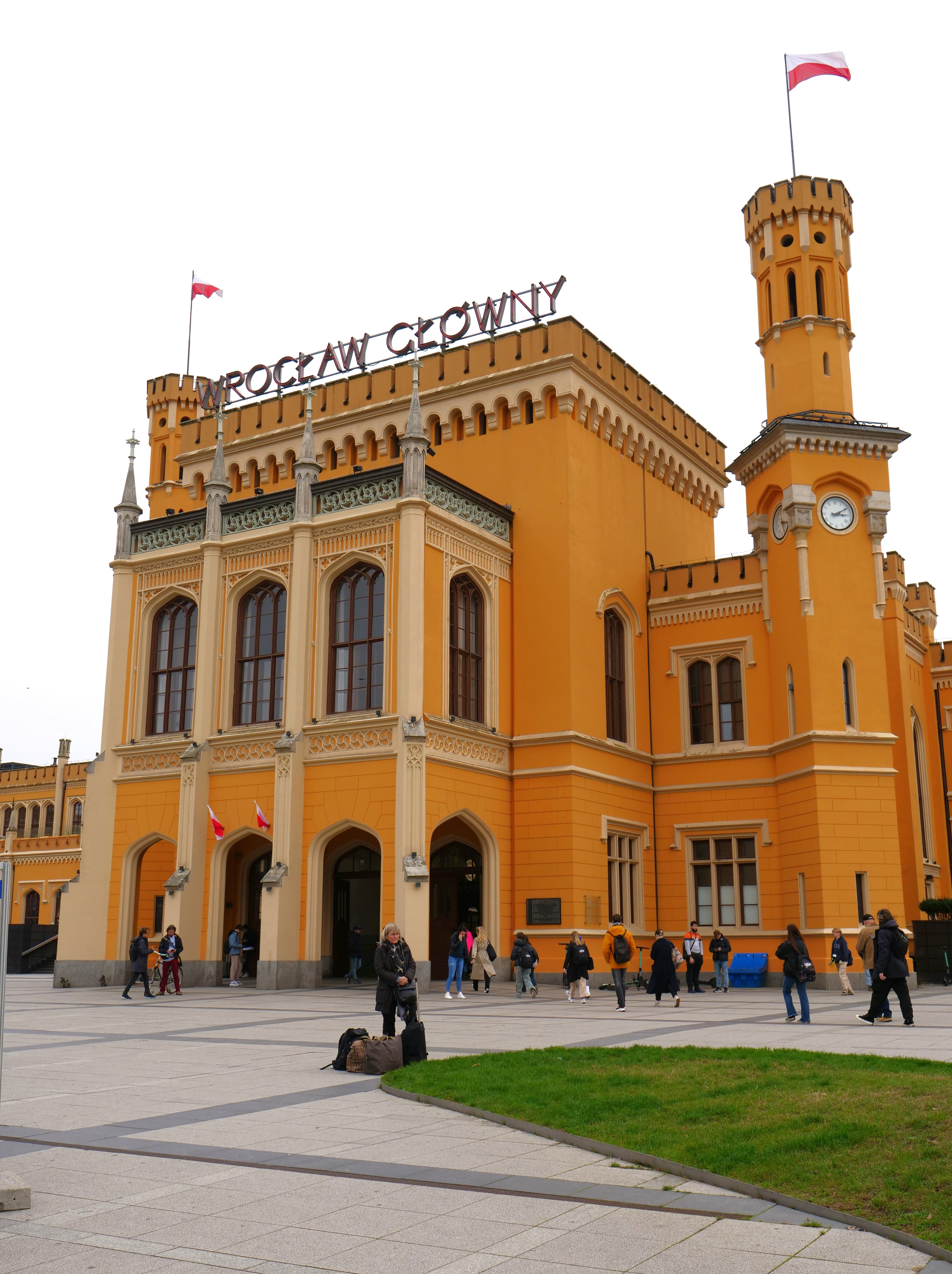
Hauptbahnhof (Wrocław Główny), 2023

- Ehemaliges Kaufhaus Wertheim (nach dem Zweiten Weltkrieg PDT, jetzt Renoma) – Warenhaus, von Hermann Dernburg, 1929 errichtet am Tauentzienplatz, jetzt Tadeusz-Kościuszko-Platz.
- ehemalige Strafanstalt am Schweidnitzer Stadtgraben (poln. Podwale), Romantik, Schinkelschule, Türme von König Friedrich Wilhelm IV. entworfen
- Patriziervillen am Ohlauer Stadtgraben (poln. Podwale)
- Hauptbahnhof an der Gartenstraße (um 1850, Romantik, Wilhelm Grapow, Schinkelschule)
- Freiburger Bahnhof am Berliner Platz (poln. Plac Orląt Lwowskich)
- Hallenschwimmbad Breslau (1895–1897)

#### Südliche Außenviertel(Krzyki)

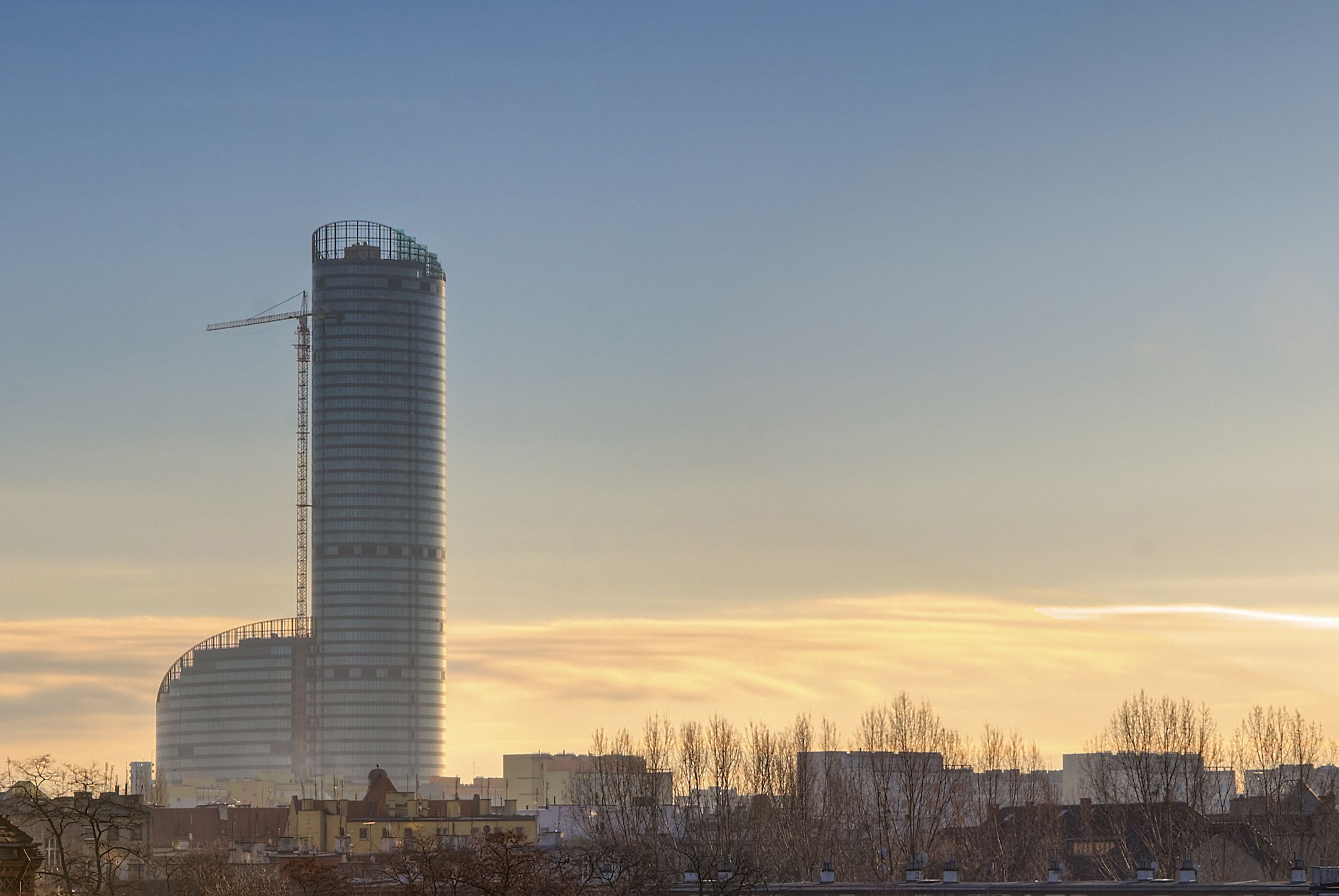
Sky Tower (im Bau, 2012)

- Kleinburger Kaserne im Stadtteil Borek (Richtung Autobahn), neugot., nach 1850, nur teilweise erhalten. Ehemaliger Sitz des berühmten preußischen 1. Schlesischen Leibkürassierregiments „Großer Kurfürst“, wo im Offizierskorps nur schlesischer Adel diente. Dort wurde 1892 der Flieger Manfred Freiherr von Richthofen geboren (gefallen 1918) und dort erhielt auch der spätere (erfolglose) Hitler-Attentäter von 1943, Rudolph-Christoph Freiherr von Gersdorff, seine Offiziersausbildung bei der Reichswehr.
- Wasserturm Breslau an der Wiśniowa-, ehemals Kirschallee, in den von Jugendstil und Neugotik geprägten Formen, 1897
- Kino Lwów (Kino Lemberg), ehemals Freimaurerloge von Adolf Rading (Neues Bauen), um 1926
- Alter Jüdischer Friedhof (Richtung Autobahn), 19.–20. Jahrhundert, einer der beiden erhaltenen jüdischen Friedhöfe in Breslau. Der Friedhof bietet einen Einblick in die Geschichte der Juden in Breslau. Begraben ist hier u. a. Ferdinand Lassalle (1825–1864), Sozialist und Gegenspieler von Karl Marx in der Ersten Sozialistischen Internationale.
- Sky Tower, 2007–2012, mit 212 m das zweithöchste Gebäude des Landes

#### Richtung Osten(Śródmieście / Psie Pole)

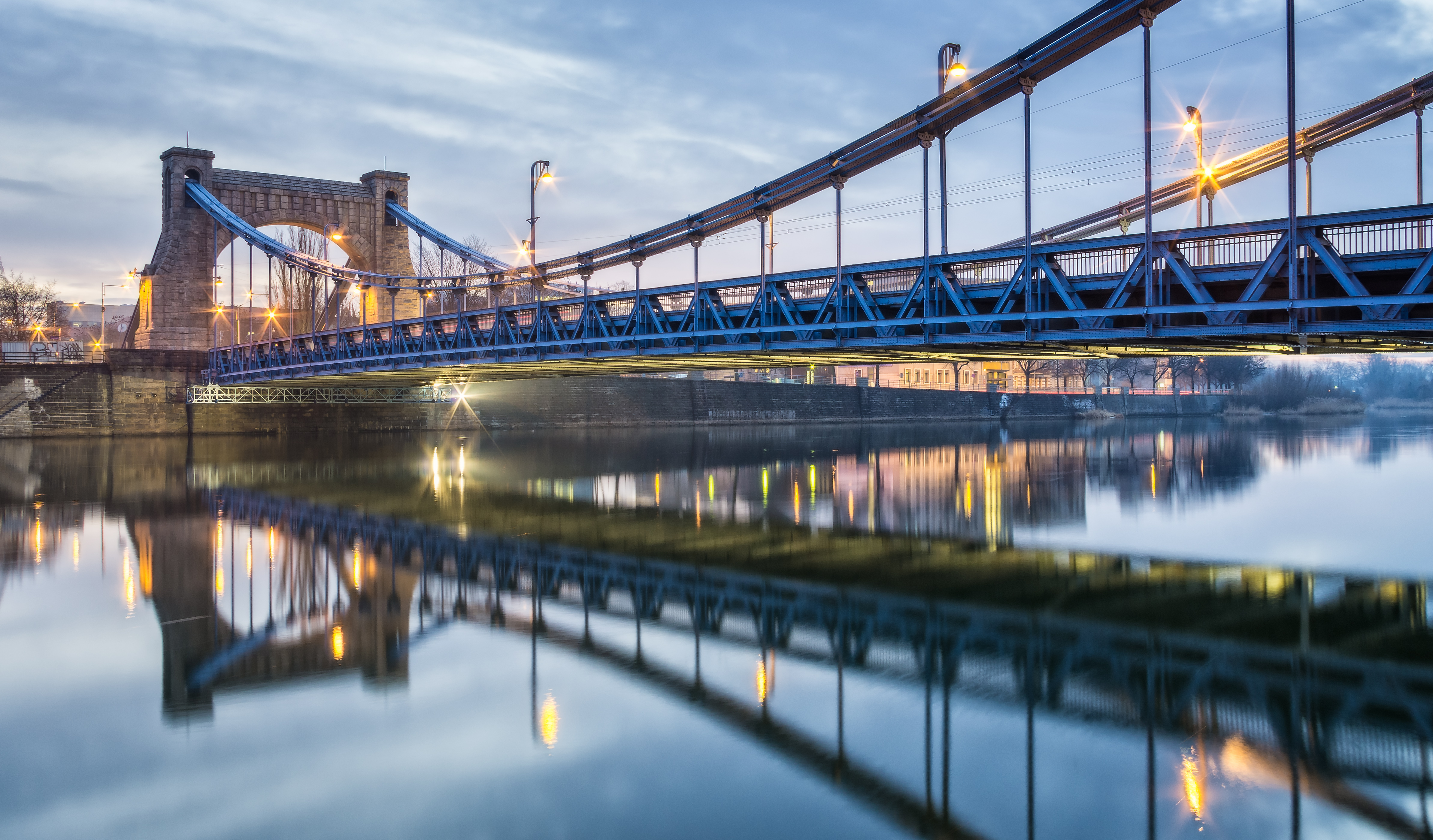
Most Grunwaldzki (ehemalige Kaiserbrücke), 2014

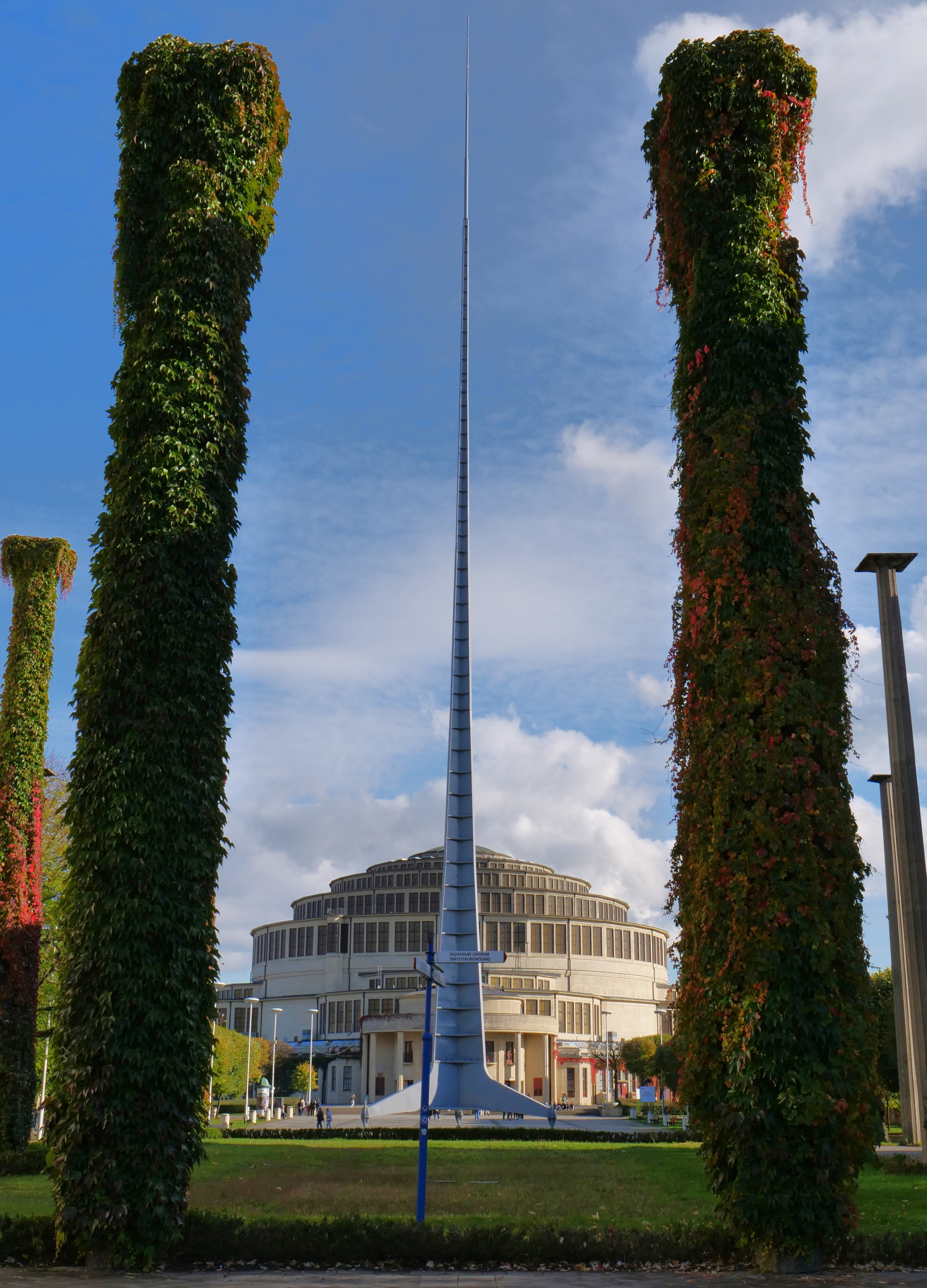
Jahrhunderthalle mit Nadel (Iglica) in Breslau (2023)

- ehemalige Kaiserbrücke (poln. most Grunwaldzki), Hängebrücke, erbaut 1908–1910 nach Planung von Richard Plüddemann, Alfred von Scholtz und Karl Klimm
- ehemalige Kaiserstraße (poln. plac Grunwaldzki) zwischen der Kaiserbrücke und der Fürstenbrücke; hier wurde 1945 auf Befehl des NSDAP-Gauleiters Karl Hanke ein ganzes Stadtviertel dem Erdboden gleichgemacht, um ein Flugfeld zu schaffen, über das die eingeschlossene Stadt aus der Luft versorgt werden sollte. Auf dem Flugfeld landete jedoch aufgrund des völligen Zusammenbruchs der deutschen Luftwaffe nur ein einziges Flugzeug kurz vor Kriegsende, das eine neue Uniform für Hanke mitbrachte.
  - Siedlung Kaiserstraße (poln. Osiedle Grunwaldzkie), Hochhäuser um 1968 von Jadwiga Grabowska-Hawrylak
  - Gebäude der Technischen Universität Breslau
- ehemaliges Postscheckamt Breslau (heute Post- und Telekommunikationsmuseum), erbaut 1925–1929 im Stil des Backsteinexpressionismus nach Entwurf von Lothar Neumann mit keramischen Ornamenten von Felix Kupsch
- Jahrhunderthalle (poln. Hala Stulecia), errichtet 1913 nach Planung von Max Berg und Günther Trauer für die Jahrhundertausstellung (zum 100-jährigen Jubiläum der Befreiungskriege); zur Bauzeit größter Stahlbetonbau Deutschlands; seit 2006 UNESCO-Weltkulturerbe
- Ausstellungsgebäude der Jahrhundertausstellung (Vier-Kuppel-Bau), errichtet 1913 nach Entwurf von Hans Poelzig
- Scheitinger Park (poln. Park Szczytnicki) (19. Jahrhundert, Romantik)
- WUWA-Siedlung, Häuser der Werkbundausstellung 1929, u. a. Turmhaus von Adolf Rading und Ledigen-Wohnheim von Hans Scharoun
- einige Kilometer von der Innenstadt entfernt der 1865 gegründete Breslauer Zoo

### Sport

#### Fußball bis 1945

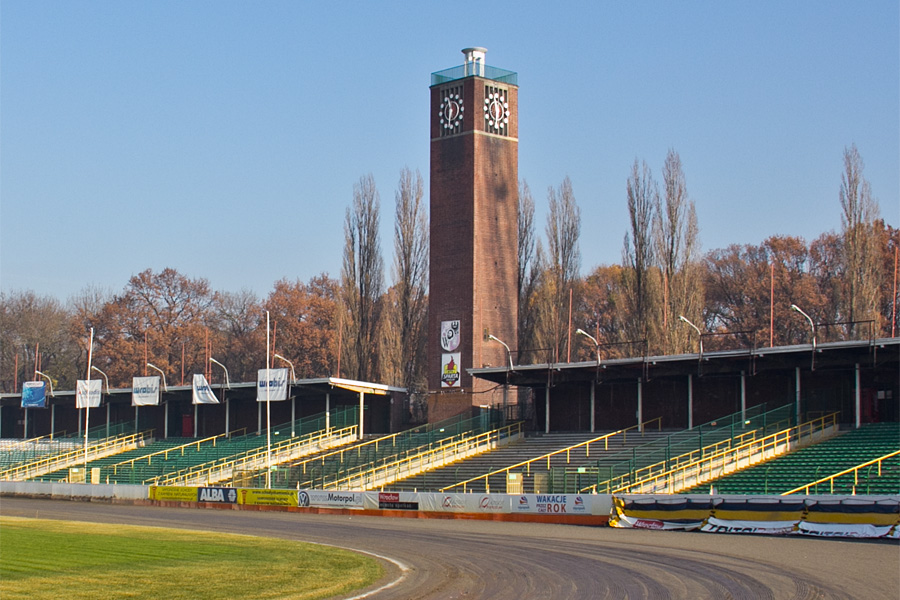
Olympiastadion in Breslau (1937 Hermann-Göring-Stadion) mit Glockenturm (2012)

Der erfolgreichste Breslauer Verein war der 1919 gegründete Vereinigte Breslauer Sportfreunde. Er spielte in der obersten südostdeutschen Fußballliga und nahm siebenmal an der Endrunde um die deutsche Meisterschaft teil. Daneben existierten noch in Breslau die folgenden Fußballvereine: der VfR 1897, der SC Schlesien, der VfB 1898, der Breslauer SC 08, der Breslauer SpVg 02, der SC Germania 1904, der Breslauer FV 06, der SC Hertha, der SC Vorwärts, der 1. FC, der Minerva 1909, der SC Preußen, der Union Wacker 08, der SC Alemannia 09, der Breslauer SpVgg 05 Komet, der SV Stern, der FV Rapid, der SC Sturm 1916 Brockau, der SC Minerva-Rasenfreunde 09, der SC Hundsfeld, der SV Strassenbahn, der FC Eintracht 07, der SC Deutsch Lissa und der LSV Immelmann.
Am 16. Mai 1937 war das damalige Hermann-Göring-Stadion (heute Olympiastadion Breslau) Schauplatz des Länderspiels der deutschen gegen die dänische Nationalmannschaft, wobei die deutsche Mannschaft eine ihrer besten Leistungen zeigen und mit 8:0 gewinnen konnte. In der Folge erhielt sie nach dem Spielort den Namen „Breslau-Elf“.

#### Weitere Sportarten bis 1945

Radrennbahn Breslau-Grüneiche (1913)

Breslau war zweimal Austragungsort des Deutschen Turnfestes: Das für 1878 hier geplante V. Turnfest war ausgefallen aufgrund des Attentats auf den Kaiser und wurde auf 1880 (Frankfurt am Main) verschoben. So fand erst vom 21. bis zum 25. Juli 1894 das VIII. Allgemeine Deutsche Turnfest in Breslau statt. Vom 26. bis zum 31. Juli 1938 konnte während des Deutschen Turn- und Sportfestes, welches das insgesamt 16. Deutsche Turnfest war, die Jahrhunderthalle genutzt werden.
Von 1886 bis 1935 besaß Breslau eine Radrennbahn, auf der mehrfach deutsche Meisterschaften sowie im Jahr 1911 die Steher-Europameisterschaft stattfanden.

#### Fußball nach 1945

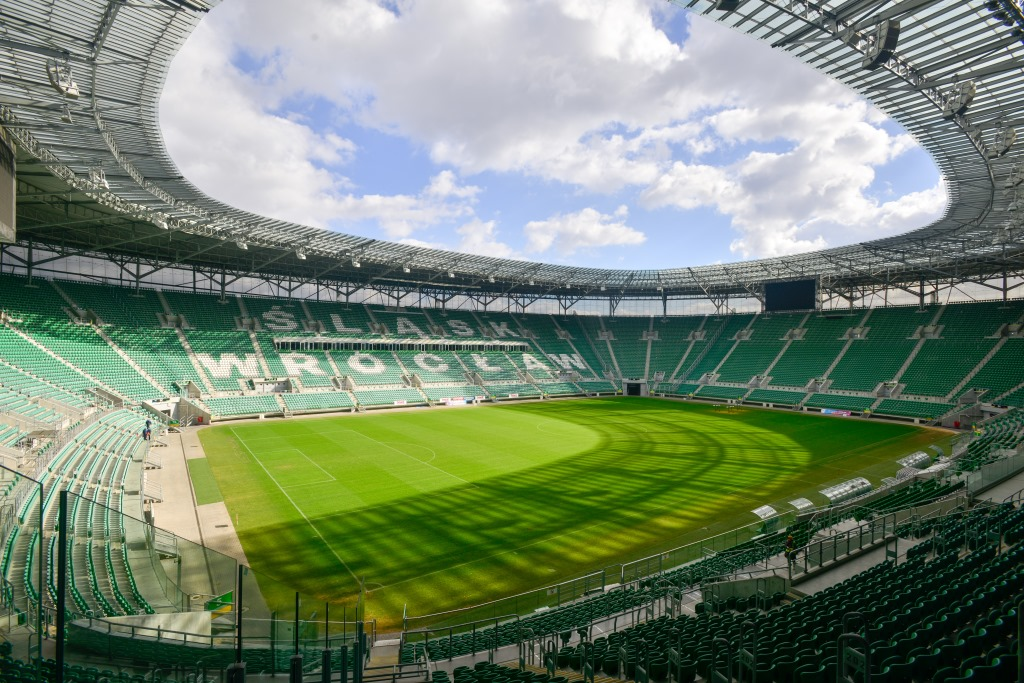
Stadion Miejski (2019)

Der bekannteste Fußballverein ist Śląsk Wrocław (Schlesien Breslau), der in der polnischen Ekstraklasa spielt. 1977 und 2012 wurde der Verein polnischer Meister. Weitere Fußballvereine spielen in niedrigeren Spielklassen (Ślęza Wrocław, Piast Żerniki, Wratislavia Wrocław, Parasol Wrocław, Orzeł Pawłowice, FC Wrocław Academy, Polonia Wrocław, Sparta Wrocław) und weiblich KS AZS Wrocław.
Breslau ist eine der vier polnischen Städte, in denen die Fußball-Europameisterschaft 2012 ausgetragen wurde. Für diesen Zweck wurde das Stadion Miejski gebaut, das im September 2011 eröffnet wurde.

#### Weitere Sportarten nach 1945
Śląsk Wrocław hat auch eine Basketballabteilung und Handballabteilung. Sowohl im Feldhandball (8 Titel) als auch im Hallenhandball (15 Titel zwischen 1958 und 1997) ist Śląsk amtierender polnischer Rekordmeister. Darüber hinaus gibt es Volleyballmannschaften und einen Speedway-Klub, der den Namen Sparta Wrocław trägt und auf dem ehemaligen Olympiastadion seine Rennen austrägt.
1945 entstand in der Stadt mit dem Aeroklub Wrocławski ein angesehener Verein für Luftsport, zu dessen aktiven Mitgliedern in den Anfangsjahren der spätere polnische Kosmonaut Mirosław Hermaszewski zählte.
Seit 1983 findet der Breslau-Marathon statt, der mittlerweile einer der größten in Polen ist.
Im Juli 2017 war die Stadt Gastgeber der World Games 2017.

### Regelmäßige Veranstaltungen
Jedes Jahr gibt es eine Reihe von Festivals:
- Februar: Festival der modernen klassischen polnischen Musik findet seit 1962 statt
- Frühling:
  - Festival des guten Bieres (Mai)
  - Jazz-Festival „Jazz on the Odra“ – „Jazz nad Odrą“ (seit 1964)
  - Port Wrocław Literature Festival (seit 2004, zuvor ab 1996 in Legnica)
  - KAN Festival des alternativen und unabhängigen Kinos (seit 1999)
  - International Media Art Biennale WRO
  - 1. Mai: World Guitar Record
- Sommer: Festival für Orgel und Kammermusik
- Juni/Juli:
  - Nowe Horyzonty – Filmfestival
  - WrocławNonStop – Festival mit alternativer Musik, Kunst und Theater
  - Buskerbus – internationales Straßentheater-Festival
  - The Event: Autos der Zukunft in Wrocław – Autofestival am Stadion Miejski[78]
- August: Gitarren-Festival
- September: Das weltweit bekannte Wratislavia Cantans – Festspiel (seit 1966)
- Oktober: Dialog Festival – internationales Theaterfestival
- November:
  - Wrocławskie Spotkania Teatrów Jednego Aktora (kurz: WROSTJA) – Theaterfestspiel der Monodramen (Aufführungen jeweils nur eines Schauspielers)
  - Wrocław Industrial Festival
- Unterschiedliche Zeitpunkte: OFFensiva – Internationales Film Festival

### Nachtleben
Mit 141.000 Studenten der verschiedenen staatlichen und privaten Hochschulen ist Breslau nachts eine lebendige Stadt. Die meisten Kneipen und Clubs befinden sich in der Gegend um den alten Marktplatz im Zentrum der Stadt, dessen Mittelpunkt das Rathaus darstellt, auch Ring genannt (Rynek, polnisch für Marktplatz). Gut besucht sind zum Beispiel der Daytona Music Club und das Studio 54. Fünf Minuten vom Marktplatz in der Pasaż Niepolda („Niepold-Passage“) gibt es etwa ein Dutzend Kneipen und Pubs, unter anderem die Studentenbar Niebo („Himmel“), den Celtic Pub, den Techno-Club Metropolis sowie die Clubs Droga do Mekki („Weg nach Mekka“) und Bezsenność („Schlaflosigkeit“). In der Ulica Świętego Mikolaja (Nikolaistraße) gibt es das Cafe Maniana, in der Ulica Kazimierza Wielkiego die Chill-Out Bar. Zu den alternativen Bars gehören das Łykend („weekend“, ul. Podwale), das Havana (Ul. Kolejowa) und der Club PRL (am Marktplatz). Das Rura („Röhre“) ist ein Jazz-Club an der Ul. Łazienna nahe dem Marktplatz mit Live-Konzerten. Erwähnenswert ist auch der Club WZ, wo neben dem normalen Diskobetrieb häufig Veranstaltungen mit bekannten Künstlern stattfinden.

## Wirtschaft und Infrastruktur

### Überblick
Anfang des 20. Jahrhunderts wurde in Breslau das Elektrizitätswerk Schlesien gegründet.
Breslau hat sich seit den 1990er Jahren als überregionales Wirtschaftszentrum im Dreiländereck Polen, Deutschland und Tschechien etabliert. Die Stadt wirbt aktiv um in- und ausländische Investoren als Innovationszentrum Polens, zum Beispiel mit der Futurallia-Messe, einer Konferenz für internationale Wirtschaftsentwicklung.
In einer Rangliste der Städte nach ihrer Lebensqualität belegte Breslau im Jahre 2018 den 100. Platz unter 231 untersuchten Städten weltweit. Die Hauptstadt Warschau belegte Rang 82.

### Verkehr

Straßennetz in Breslau (Plan 2010)

#### Straßenverkehr
Breslau ist über die Autobahn A4 im Osten mit dem oberschlesischen Industriegebiet, Krakau und überregional mit der Ukraine verbunden und im Westen mit Dresden. Die Autobahn Richtung Dresden mit Grenzübergang Ludwigsdorf – Jędrzychowice. Über die Autobahn A18 ist Berlin zu erreichen über die Grenze Olszyna (Woiwodschaft Lebus) – Forst.
Zusätzlich verfügt die Stadt seit dem August 2011 über die Autobahnumfahrung (Autostradowa Obwodnica Wrocławia), die den Fernverkehr außerhalb des Stadtzentrums halten und somit für weniger Staus im Stadtzentrum sorgen soll. Südwestlich der Stadt wurde der Autobahnknoten Wrocław-Południe fertiggestellt, der einen der größten Autobahnknoten Polens darstellt und eine Verbindung zwischen Autobahn A4, der Autobahn A8 und der Schnellstraße S8 ermöglicht. Die wichtigsten innerstädtischen Verkehrsstraßen sind der Innenstadtring (Obwodnica Śródmiejska Wrocławia) und die Ost-West-Straße. Im Bau befindet sich die östliche Ringstraße (Wschodnia Obwodnica Wrocławia) (Stand 2013).

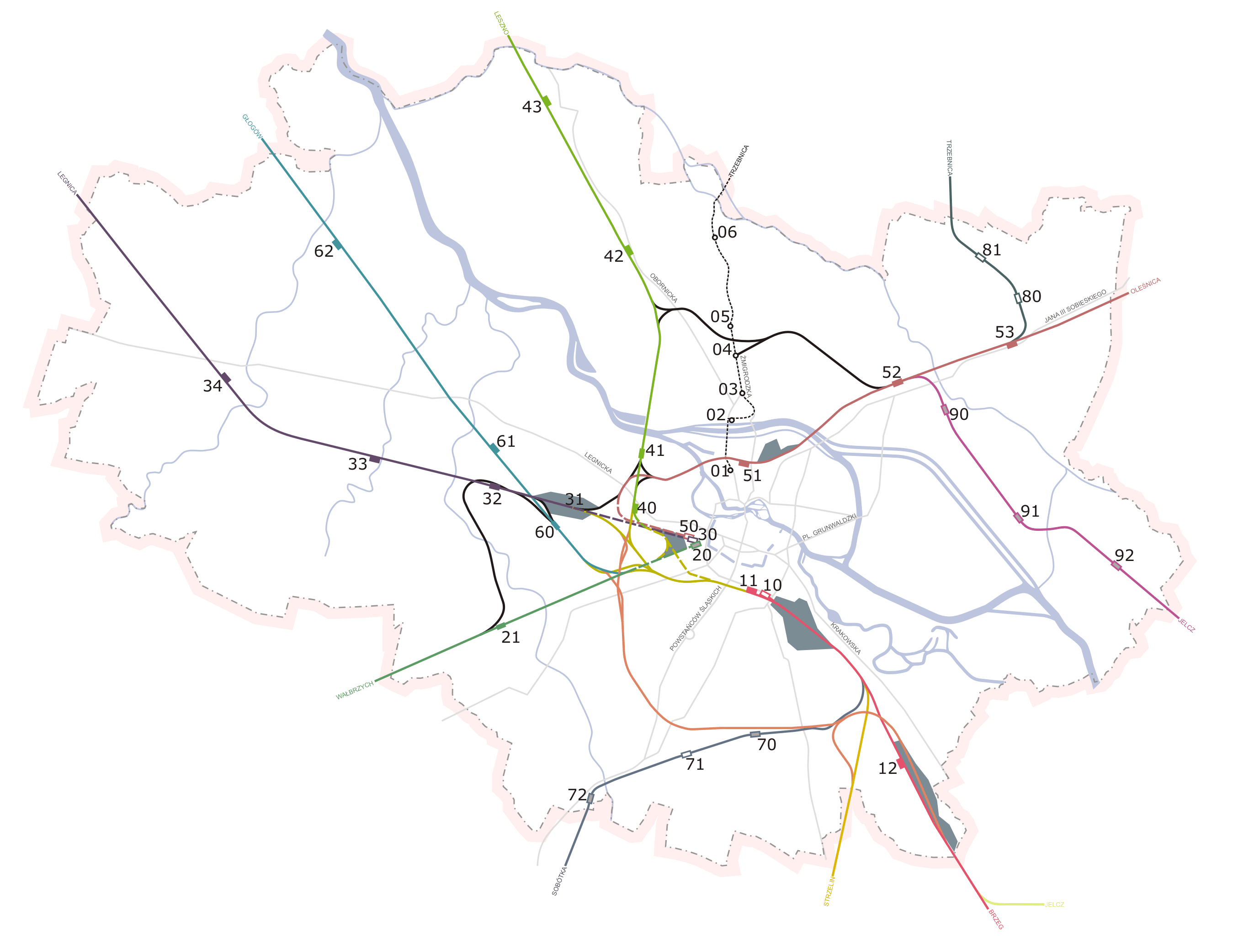
Eisenbahnnetz in Breslau (bis 2011)

#### Schienenverkehr
Die Stadt ist mit der Bahn über ihren Hauptbahnhof (Wrocław Główny) ohne Umsteigen mit Warschau (per InterCity über Posen, Alternativverbindung über Oppeln und Tschenstochau), Stettin, Berlin, Kiew, Prag, Budapest, Bratislava und Wien verbunden.
Bahnhöfe in Breslau
| Bahnhof           | Anfang | Foto |
| ----------------- | ------ | ---- |
| Wrocław Brochów   | 1896   |      |
| Wrocław Gądów     | 1844   |      |
| Wrocław Główny    | 1856   |      |
| Wrocław Grabiszyn | 2014   |      |
| Wrocław Klecina   | 1884   |      |
| Wrocław Kowale    | 1922   |      |
| Wrocław Kuźniki   | 1874   |      |
| Wrocław Leśnica   | 1844   |      |
| Wrocław Mikołajów | 1856   |      |
| Wrocław Muchobór  | 1874   |      |
| Wrocław Nadodrze  | 1868   |      |
| Wrocław Nowy Dwór | 1844   |      |
| Wrocław Osobowice | 1856   |      |
| Wrocław Partynice | 1884   |      |
| Wrocław Pawłowice | 1886   |      |

| Bahnhof             | Anfang | Foto |
| ------------------- | ------ | ---- |
| Wrocław Popowice    | 1856   |      |
| Wrocław Pracze      | 1874   |      |
| Wrocław Psie Pole   | 1868   |      |
| Wrocław Różanka     | 2015   |      |
| Wrocław Sołtysowice | 1868   |      |
| Wrocław Stadion     | 2011   |      |
| Wrocław Strachocin  |        |      |
| Wrocław Swojczyce   | 1922   |      |
| Wrocław Świebodzki  | 1842   |      |
| Wrocław Świniary    | 1856   |      |
| Wrocław Wojnów      | 1922   |      |
| Wrocław Wojszyce    | 1884   |      |
| Wrocław Zachodni    | 1843   |      |
| Wrocław Zakrzów     | 1886   |      |
| Wrocław Żerniki     | 1844   |      |

#### Flugverkehr

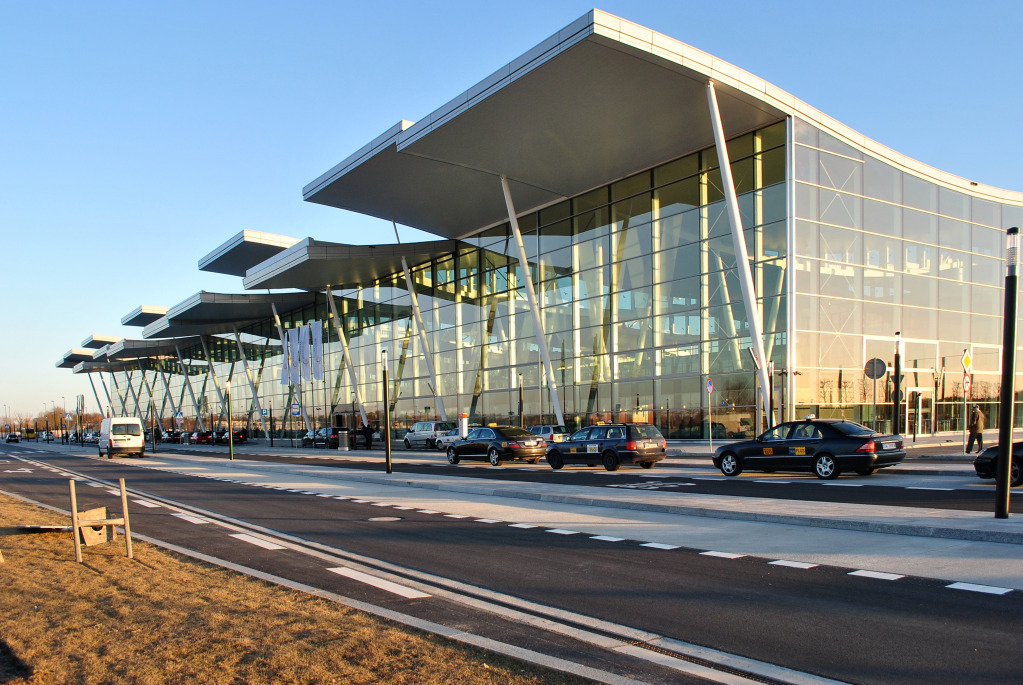
Kopernikus-Flughafen (2012)

Seit dem EU-Beitritt Polens fliegen immer mehr internationale Fluggesellschaften den Breslauer Kopernikus-Flughafen an, unter anderem die Billigfluggesellschaften Ryanair und Wizz Air sowie seit dem 31. März 2008 die Deutsche Lufthansa. Nationale Fluggesellschaften wie Polskie Linie Lotnicze LOT und die Regionalflieger der eurolot nutzen den Flughafen.

#### Öffentlicher Nahverkehr
In Breslau verkehren Straßenbahnen (Tram) sowie Busse. Die erste Pferdebahn verkehrte 1877, die Elektrifizierung erfolgte 1893. Seit 1945 heißt der Städtische Verkehrsbetrieb Miejskie Przedsiębiorstwo Komunikacyjne, kurz MPK. Er betreibt 24 Tramlinien (alle Tageslinien) sowie insgesamt 72 Buslinien. Davon sind 51 Tageslinien und 13 Nachtlinien. Die übrigen Linien sind nicht immer in Betrieb. In Breslau verkehren grundsätzlich die polnischen Trams der Typen 105na von Konstal, auch modernisierte Versionen des 105na, die als 105NWr bezeichnet werden, sowie als 204WrAs und 205WrAs bezeichnete Straßenbahntypen der Breslauer Straßenbahnfabrik „Protram“. Die neueste Tram Breslaus ist die Škoda 16T und 19T. Bei den Bussen sind die Marken Solaris, Ikarus, Jelcz, Volvo und Mercedes-Benz anzutreffen. Ab 1913 verkehrte außerdem kurzzeitig der erste Oberleitungsbus auf dem Gebiet des heutigen Polens in Breslau, die sogenannte Gleislose Lloyd-Bahn Brockau.
Seit 2018 ist der ÖPNV für Schüler polnischer Schulen bis zum Alter von 21 Jahren kostenlos. Da auch Senioren ab 65 Jahren gratis fahren, beträgt der Anteil der Fahrgäste, die kostenlos befördert werden, ca. 50 %.

### Ansässige Unternehmen
In den Jahren um die Jahrtausendwende und danach haben sich zahlreiche ausländische Investoren in Breslau niedergelassen. Nahe der Autostrada 4 haben Unternehmen wie Cadbury Schweppes, IKEA, Auchan, Carrefour, Tesco, Toshiba, Makro Cash & Carry, Castorama und Cargill Niederlassungen eröffnet. Die Firma Bosch beschäftigt ungefähr 700 Mitarbeiter in Mirków nordöstlich am Rande der Stadt, und Toyota hat in der Nachbargemeinde Jelcz-Laskowice eine Motorenfabrik errichtet. Google, Siemens und SAP Polska haben Niederlassungen in Breslau. 2006 eröffnete die GE Money Bank Deutschland, Österreich und Schweiz ein gemeinsames deutschsprachiges Service-Center mit über 100 Angestellten für die jeweiligen Länder. Die Credit Suisse hat ein Service-Center in Wrocław. Das koreanische Elektronikunternehmen LG Electronics hat bis 2007 rund 400 Millionen Złoty in eine Fabrik zur Produktion von Fernsehern und Kühlschränken investiert.
Andere ausländische Investoren wie Volvo, 3M, Whirlpool oder Bombardier sind Partnerschaften mit lokalen Unternehmen eingegangen. Die Stadt wird zunehmend zu einem Hochtechnologiezentrum. Zahlreiche IT-, Biotechnologie- und Pharmaunternehmen haben sich in dem von der Stadt errichteten Technologiepark, Industriepark und EIT+ angesiedelt.

### Bildung

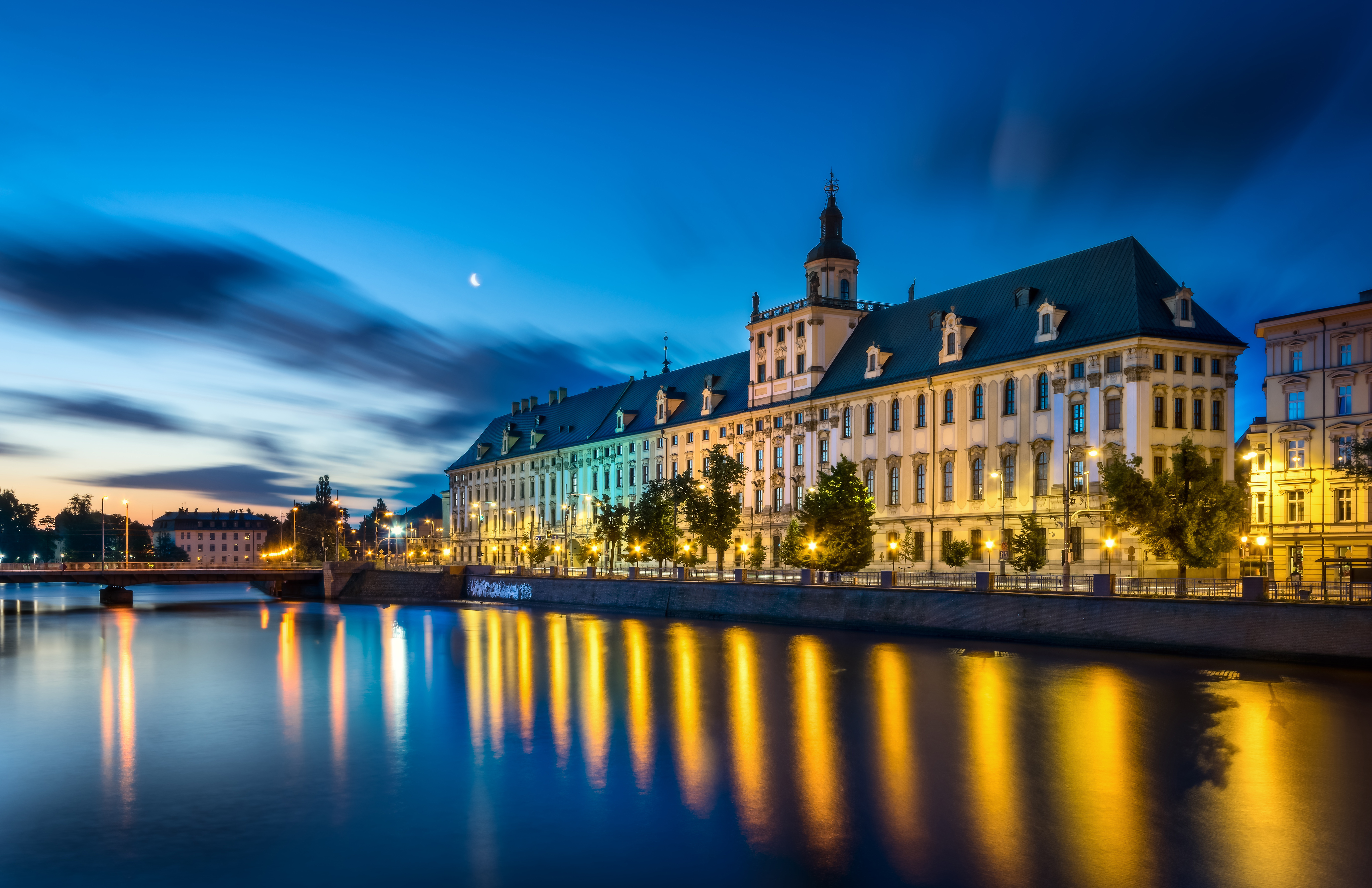
Altes Universitätsgebäude bei Nacht (2014)

In Breslau befinden sich elf Hochschulen:
- Die Universität Breslau (polnisch: Uniwersytet Wrocławski; lateinisch Universitas Wratislaviensis) ist mit 43.000 Studenten die größte Universität der Stadt. Sie ist aus der einstigen Schlesischen Friedrich-Wilhelms-Universität zu Breslau hervorgegangen. Sie wurde 1702 unter österreichischer Herrschaft als theologisch-philosophische Hochschule von den Jesuiten gegründet, 1811 erneuert und erweitert unter der Regierung Friedrich Wilhelm III. von Preußen, der die Brandenburgische Universität Frankfurt nach dem Frieden von Tilsit nach Breslau verlegte. Sie steht an der Stelle der alten Königlichen Burg von Breslau, die von Kaiser Leopold I. dem Orden geschenkt und abgerissen wurde.

Die Universität („Breslauer Leopoldina“) gilt als eines der schönsten Baudenkmäler des österreichischen Barock. Im Hauptgebäude befindet sich die Aula Leopoldina (erbaut 1728–1732). Dies ist Polens größter Barocksaal, einer der größten Europas. Das spätere preußische Königsschloss im Rokoko- und klassizistischen Stil entstand im 18./19. Jahrhundert und ist nur noch teilweise erhalten. Dort erließ Friedrich Wilhelm III. am 17. März 1813 den Aufruf An Mein Volk und stiftete das Eiserne Kreuz.
- Technische Universität Breslau (Politechnika Wrocławska) (35.000 Studenten). Die Universität bietet in Kooperation mit der Technischen Hochschule Liberec und der Hochschule Zittau/Görlitz gemeinsame Studiengänge im Rahmen der Neisse University an.
- Wirtschaftsuniversität Breslau (bis 2008 Akademia Ekonomiczna im. O. Langego, „Wirtschaftshochschule Oskar Lange“) (18.000 Studenten). Zusammen mit der TU Liberec, der TU Gliwice, der Technischen Universität Bergakademie Freiberg und der Hochschule Zittau/Görlitz wird seit 1993 das Internationale Hochschulinstitut Zittau geleitet.
- Gen. Tadeusz Kościuszko Offizierhochschule des Heeres (OHSdH)
- Naturwissenschaftliche Universität Breslau, ehem. Hochschule für Landwirtschaft (Uniwersytet Przyrodniczy, ehem. Akademia Rolnicza we Wrocławiu) (13.000 Studenten)
- Medizinische Universität Breslau (Uniwersytet Medyczny im. Piastów Śląskich)
- Karol-Lipiński-Musikakademie Breslau
- Staatliche Akademie für Kunst und Kunstgewerbe Breslau (geschlossen 1932)
- Sporthochschule
- Päpstliche Theologische Fakultät (Papieski Wydział Teologiczny)
- Evangelikale Theologische Hochschule (Ewangelikalna Wyższa Szkoła Teologiczna)
- Campus Breslau der SWPS University of Social Sciences and Humanities (SWPS Uniwersytet Humanistycznospołeczny)

Außerdem gibt es etwa 15 andere weiterführende Schulen und sehr viele Sprachschulen. Zum Ende des Jahres 2006 gab es insgesamt 141.388 eingeschriebene Studenten an den Hochschulen.